# Liste von Opernhäusern/Europa
Diese Liste ist eine Unterseite der Liste von Opernhäusern. Aufgeführt werden namhafte Opernhäuser und Opernkompagnien in Europa. Gelistet werden pro Land Name, Ort und Details, ergänzt um die offiziellen Websites und – sofern verfügbar – Bilder der Opernhäuser und -kompagnien. Auch nicht mehr existierende Opernhäuser und -kompagnien werden mit entsprechender Kennzeichnung aufgeführt.

## Opernhäuser in Europa

### Albanien
| Ort    | Opernhaus                   | Details | Offizielle Website | Bild |
| ------ | --------------------------- | --- | ------------------ | ---- |
| Tirana | Teatri i Operas dhe Baletit | Das Teatri i Operas dhe Baletit wurde 1953 mit einer Aufführung der Oper Rusalka von Antonín Dvořák eröffnet. | Website            |      |

### Belarus
| Ort   | Opernhaus                                                            | Details | Offizielle Website | Bild |
| ----- | -------------------------------------------------------------------- | --- | ------------------ | ---- |
| Minsk | Nationale Akademische Opern- und Balletttheater der Republik Belarus | Das Nationale Akademische Opern- und Balletttheater der Republik Belarus (Belarussisch: Нацыянальны акадэмічны Вялікі тэатр оперы і балета) ist ein Opernhaus in Minsk. Das heutige Theatergebäude wurde 1939 eröffnet. Es wurde von dem belarussischen Architekten aus Leningrad, Iosif Langbard, entworfen, dessen ursprünglicher Entwurf jedoch nur teilweise umgesetzt wurde. | Website            |      |

### Belgien
| Ort               | Opernhaus                              | Details | Offizielle Website | Bild |
| ----------------- | -------------------------------------- | --- | ------------------ | --- |
| Antwerpen         | Ministry of Operatic Affairs           | Das Ministry of Operatic Affairs ist eine Opernkompagnie mit Sitz in Antwerpen. | Website            | Bild gesucht Der Benutzer Bernd Winnig wünscht sich an dieser Stelle ein Bild. Weitere Infos zum Motiv findest du vielleicht auf der Diskussionsseite . Falls du dabei helfen möchtest, erklärt die Anleitung , wie das geht. |
| Antwerpen         | Muziektheater Transparant              | Das Muziektheater Transparant ist eine flämische Theaterkompagnie aus Antwerpen, die 1994 gegründet wurde. | Website            | Bild gesucht Der Benutzer Bernd Winnig wünscht sich an dieser Stelle ein Bild. Weitere Infos zum Motiv findest du vielleicht auf der Diskussionsseite . Falls du dabei helfen möchtest, erklärt die Anleitung , wie das geht. |
| Antwerpen         | Vlaamse Opera                          | Die Vlaamse Opera (Flämische Oper) ist eine Operninstitution in Belgien, die in den Städten Antwerpen und Gent beheimatet ist. Sie ist aus dem Zusammenschluss der flämischen Opernhäuser Antwerpen und Gent im Jahr 1988 hervorgegangen, die sich seitdem Orchester, Chor und Ensemble teilen. Der Name der fusionierten Bühnen war zunächst bis 1995 Opera voor Vlaanderen (Oper für Flandern). Das heutige Gebäude der Koninklijke Vlaamse Opera Antwerpen wurde im Jahre 1899 in Auftrag gegeben und 1907 eröffnet. Der architektonische Entwurf stammt von Alexis Van Mechelen und Emiel Van Averbeke und ist im neobarocken Stil Louis-seize eingerichtet. Es bietet Platz für gut tausend Besucher. | Website            | |
| Bilzen            | Zomeropera Alden Biesen                | Die Zomeropera Alden Biesen organisiert jedes Jahr im Mai – Juni ein Opernfestival mit dem Ziel, dem breiten Publikum in der Provinz Limburg und über die Grenzen der Provinz Limburg hinaus das Genre Oper nahezubringen. | Website            | Bild gesucht Der Benutzer Bernd Winnig wünscht sich an dieser Stelle ein Bild. Weitere Infos zum Motiv findest du vielleicht auf der Diskussionsseite . Falls du dabei helfen möchtest, erklärt die Anleitung , wie das geht. |
| Brüssel           | Brüsseler Opernhaus La Monnaie/De Munt | Das Théâtre Royal de la Monnaie oder kurz La Monnaie (im Französischen) bzw. De Koninklijke Muntschouwburg, kurz De Munt (im Niederländischen; deutsch etwa: Königliches Theater an der Münze), ist das königliche Brüsseler Opernhaus. Das Monnaie-Theater ist heute eines der renommiertesten Opernhäuser Europas, insbesondere seit Maurice Béjart 1960 mit dem von ihm ins Leben gerufenen Ballet du XXe siècle, dem Ballett der Monnaie, Furore machte und Gerard Mortier von 1982 bis 1992 die Generaldirektion innehatte. | Website            | |
| Gent              | LOD muziektheater                      | Das LOD muziektheater ist eine Theaterhaus für Oper und Musiktheater in Gent. | Website            | Bild gesucht Der Benutzer Bernd Winnig wünscht sich an dieser Stelle ein Bild. Weitere Infos zum Motiv findest du vielleicht auf der Diskussionsseite . Falls du dabei helfen möchtest, erklärt die Anleitung , wie das geht. |
| Gent              | Vlaamse Opera                          | Die Vlaamse Opera (Flämische Oper) ist eine Operninstitution in Belgien, die in den Städten Antwerpen und Gent beheimatet ist. Sie ist aus dem Zusammenschluss der flämischen Opernhäuser Antwerpen und Gent im Jahr 1988 hervorgegangen, die sich seitdem Orchester, Chor und Ensemble teilen. Der Name der fusionierten Bühnen war zunächst bis 1995 Opera voor Vlaanderen (Oper für Flandern). Die Koninklijke Opera van Gent wurde 1840 nach Plänen von Louis Roelandt errichtet. Das Haus verfügt neben dem Großen Saal über drei weitere Räume, die für Konferenzen und Bankette genutzt werden können: das Foyer, die Redoute und den nach Jean-Baptiste Lully benannten Saal. Seine monumentale französische Architektur führt zum großen Saal, in dem Opern und Ballette inszeniert werden und Konzerte und Kongresse stattfinden. | Website            | |
| Heist-op-den-Berg | Vlaams Muziek Theater                  | Das Vlaams Muziek Theater (deutsch: Flämisches Musiktheater) ist ein Operetten- und Musicaltheater in Heist-op-den-Berg. | Website            | Bild gesucht Der Benutzer Bernd Winnig wünscht sich an dieser Stelle ein Bild. Weitere Infos zum Motiv findest du vielleicht auf der Diskussionsseite . Falls du dabei helfen möchtest, erklärt die Anleitung , wie das geht. |
| Lüttich           | Opéra Royal de Wallonie                | Die Opéra Royal de Wallonie (ehemals Théâtre royal de Liège) ist das Theater der Stadt Lüttich in Belgien und neben La Monnaie und den beiden Gebäuden der Vlaamse Opera eines der vier Opernhäuser im Land. Die Grundsteinlegung für das Opernhaus erfolgte im Juli 1818. Gebaut wurde nach dem Entwurf des Architekten Auguste Duckers. Das Theater weist eine klassizistische Architektur auf. Die Hauptfassade ist von einer Marmorkolonnade geprägt und von einer Balustrade begrenzt, die ein überragender Giebel schmückt. Das Théâtre Royal de Liège wurde am 4. November 1820 eröffnet und kam 1852 ins Eigentum der Stadt. | Website            | |

### Bosnien und Herzegowina
| Ort      | Opernhaus                | Details | Offizielle Website | Bild |
| -------- | ------------------------ | --- | ------------------ | ---- |
| Sarajevo | Nationaltheater Sarajevo | Das Nationaltheater Sarajevo (Bosnisch und Serbisch: Narodno pozorište Sarajevo, Народно позориште Сарајево, Kroatisch: Narodno kazalište Sarajevo) wurde im November 1921 eröffnet. Das Gebäude wurde von dem Architekten Karel Pařík entworfen, der in Sarajevo über 160 weitere Gebäude entworfen hat. | Website            |      |

### Bulgarien
| Ort          | Opernhaus                                   | Details | Offizielle Website | Bild |
| ------------ | ------------------------------------------- | --- | ------------------ | --- |
| Burgas       | Staatsoper Burgas                           | Die Staatsoper Burgas ist ein Opernhaus in Burgas. | Website            | Bild gesucht Der Benutzer Bernd Winnig wünscht sich an dieser Stelle ein Bild. Weitere Infos zum Motiv findest du vielleicht auf der Diskussionsseite . Falls du dabei helfen möchtest, erklärt die Anleitung , wie das geht. |
| Plowdiw      | Staatsoper Plowdiw                          | Die Staatsoper Plowdiw ist ein Opernhaus in Plowdiw. | Website            | Bild gesucht Der Benutzer Bernd Winnig wünscht sich an dieser Stelle ein Bild. Weitere Infos zum Motiv findest du vielleicht auf der Diskussionsseite . Falls du dabei helfen möchtest, erklärt die Anleitung , wie das geht. |
| Russe        | Staatsoper Russe                            | Die Staatsoper Russe ist ein Opernhaus in Russe. | Website            | Bild gesucht Der Benutzer Bernd Winnig wünscht sich an dieser Stelle ein Bild. Weitere Infos zum Motiv findest du vielleicht auf der Diskussionsseite . Falls du dabei helfen möchtest, erklärt die Anleitung , wie das geht. |
| Sofia        | Nationales Opern- und Ballett-Theater Sofia | Das Nationale Opern- und Ballett-Theater Sofia (bulgarisch: Национална опера и балет) ist eine Institution für Opern- und Ballettaufführungen in der bulgarischen Hauptstadt Sofia. Bulgariens erstes Opernhaus wurde 1890 gegründet, aber aufgrund geringer finanzieller Mittel rasch wieder geschlossen. 1908 wurde die bulgarische Operngesellschaft gegründet, 1922 wurde sie verstaatlicht. 1922 wurde ihr Namen in Nationaloper gewandelt, und 1928 fanden erste Aufführungen statt. Während des Zweiten Weltkriegs war sie geschlossen, wurde aber bald nach dem Krieg mitsamt Restaurierungsarbeiten durch staatliche Subventionen wieder in Betrieb genommen. Das Nationale Opern- und Ballett-Theater Sofia erhielt seine architektonische Gestaltung 1921 und wurde 1953 renoviert. | Website            | |
| Stara Sagora | Staatsoper Stara Sagora                     | Die Staatsoper Stara Sagora ist ein Opernhaus in Stara Sagora. | Website            | Bild gesucht Der Benutzer Bernd Winnig wünscht sich an dieser Stelle ein Bild. Weitere Infos zum Motiv findest du vielleicht auf der Diskussionsseite . Falls du dabei helfen möchtest, erklärt die Anleitung , wie das geht. |
| Warna        | Staatsoper Warna                            | Die Staatsoper Warna ist ein Opernhaus in Warna. | Website            | Bild gesucht Der Benutzer Bernd Winnig wünscht sich an dieser Stelle ein Bild. Weitere Infos zum Motiv findest du vielleicht auf der Diskussionsseite . Falls du dabei helfen möchtest, erklärt die Anleitung , wie das geht. |

### Dänemark
| Ort        | Opernhaus                   | Details | Offizielle Website | Bild |
| ---------- | --------------------------- | --- | ------------------ | --- |
| Aarhus     | Aarhus KammerOpera          | Die Aarhus KammerOpera ist ein Opernhaus in Aarhus. |                    | Bild gesucht Der Benutzer Bernd Winnig wünscht sich an dieser Stelle ein Bild. Weitere Infos zum Motiv findest du vielleicht auf der Diskussionsseite . Falls du dabei helfen möchtest, erklärt die Anleitung , wie das geht. |
| Aarhus     | Den Jyske Opera             | Den Jyske Opera wurde 1947 gegründet und hat ihren Sitz in Aarhus. Es ist eine der größten Opernkompagnien Dänemarks. Das Ensemble inszenierte bis 1977 zwei Opern pro Jahr. Es arbeitete dann mit fünf Provinzorchestern zusammen und inszenierte pro Saison etwa 100 Vorstellungen. Seit 1982 hat die Den Jyske Opera ihren Sitz im Musikhuset Aarhus und tourt – gefördert vom dänischen Kulturministerium – durch ganz Dänemark, um sowohl traditionelle als auch innovative Opern zu inszenieren. | Website            | Bild gesucht Der Benutzer Bernd Winnig wünscht sich an dieser Stelle ein Bild. Weitere Infos zum Motiv findest du vielleicht auf der Diskussionsseite . Falls du dabei helfen möchtest, erklärt die Anleitung , wie das geht. |
| Esbjerg    | Den Ny Opera                | Den Ny Opera ist ein Opernhaus in Esbjerg. | Website            | Bild gesucht Der Benutzer Bernd Winnig wünscht sich an dieser Stelle ein Bild. Weitere Infos zum Motiv findest du vielleicht auf der Diskussionsseite . Falls du dabei helfen möchtest, erklärt die Anleitung , wie das geht. |
| Hedehusene | Opera Hedeland              | Die Opera Hedeland ist ein Amphitheater und Dänemarks größtes permanentes Outdoor-Theater. Es befindet sich im Naturschutzgebiet HedelandNaturpark zwischen Hedehusene und Roskilde. | Website            | |
| Kopenhagen | Det Kongelige Teater        | Det Kongelige Teater (dt. Königlich Dänisches Theater) ist das dänische Staatstheater in Kopenhagen. Seit 1748 liegt es an der guten Stube der Stadt, Kongens Nytorv. Det Kongelige Teater besteht aus den vier Abteilungen Schauspiel, Oper, Ballett und Konzert. Oper, Ballett und Konzert bilden eine eigene Einheit als Königlich Dänische Nationaloper. Das Orchester dieser Institution, die Königliche Kapelle Kopenhagen, wurde 1448 anlässlich der Krönung Christians I. erstmals urkundlich erwähnt und gilt damit als ältestes Orchester Europas.                                                         | Website            | |
| Kopenhagen | Operaen                     | Die Königliche Oper (dänisch Operaen) auf der Insel Holmen von Kopenhagen ist die dänische Nationaloper und eine der modernsten Bühnen der Welt. Institutionell ist sie Teil des Königlichen Theaters. Das Haus ist eine Schenkung von Mærsk Mc-Kinney Møller und der «A.P. Møller und Chastine Mc-Kinney Møller Stiftung» an den dänischen Staat. Das Gebäude wurde von Henning Larsen entworfen. Der Bau begann im Juni 2001 und wurde am 1. Oktober 2004 beendet. Das Opernhaus wurde am 15. Januar 2005 mit einem Sonderkonzert eröffnet. Die erste Opernaufführung, Verdis Aida, fand am 26. Januar 2005 statt. | Website            | |
| Odense     | Den Fynske Opera            | Die Den Fynske Opera ist eine Opernkompagnie aus Odense. Sie startete 1948 mit einer erfolgreichen Präsentation von La Bohème und musste 16 Jahre später wegen unzureichender Unterstützung ihre Arbeit einstellen. 1996 wurde sie von Lars Waage, der bis 2007 als Creative Director tätig war, neu gegründet. Der Hauptförderer der Den Fynske Opera ist die Stadt Odense. | Website            | Bild gesucht Der Benutzer Bernd Winnig wünscht sich an dieser Stelle ein Bild. Weitere Infos zum Motiv findest du vielleicht auf der Diskussionsseite . Falls du dabei helfen möchtest, erklärt die Anleitung , wie das geht. |
| Odense     | Odense Konzerthaus          | Das Odense Konzerthaus ist ein Konzerthaus in Odense. | Website            | |
| Skørping   | Det Nordjyske Operakompagni | Det Nordjyske Operakompagni ist eine Opernkompagnie mit Sitz in Nordjütland. Das Ensemble wurde 1990 auf Initiative einer Reihe von Sängern und Lehrern am Nordjysker Konservatorium gegründet. | Website            | Bild gesucht Der Benutzer Bernd Winnig wünscht sich an dieser Stelle ein Bild. Weitere Infos zum Motiv findest du vielleicht auf der Diskussionsseite . Falls du dabei helfen möchtest, erklärt die Anleitung , wie das geht. |

### Deutschland
| Ort                      | Opernhaus                                                   | Details | Offizielle Website | Bild |
| ------------------------ | ----------------------------------------------------------- | --- | ------------------ | --- |
| Aachen                   | Theater Aachen                                              | Das Theater Aachen ist eine im Jahre 1825 eröffnete Kultureinrichtung für Schauspiel und Musiktheater der Stadt Aachen. Es steht in der Nachfolge des nicht mehr repräsentativen ehemaligen Alten Komödienhauses am Katschhof, des 1751 von Johann Joseph Couven errichteten ersten öffentlichen Theaters Aachens. 1920 wurde dem Theater das zuvor eigenständige Sinfonieorchester Aachen angegliedert. Das derzeitige Zweispartenhaus hat seinen Sitz in einem von Karl Friedrich Schinkel und Johann Peter Cremer entworfenen klassizistischen Gebäudekomplex am Aachener Kapuzinergraben. | Website            | |
| Altenburg                | Landestheater Altenburg                                     | Das Landestheater Altenburg ist ein Mehrspartentheater in Altenburg im Rahmen von Theater & Philharmonie Thüringen. Als Spielstätten werden das Große Haus mit knapp 500 Plätzen sowie das Heizhaus und das Theater unterm Dach genutzt. | Website            | |
| Annaberg-Buchholz        | Eduard-von-Winterstein-Theater                              | Das Eduard-von-Winterstein-Theater (auch: Annaberger Stadttheater) ist ein Theater im erzgebirgischen Annaberg-Buchholz. Das Haus wurde am 2. April 1893 als Neues Stadt-Theater-Annaberg eröffnet, war zunächst Eigentum einer Theatergemeinschaft und ging 1919 in den Besitz der Stadtverwaltung Annaberg über und wurde in Städtebundtheater umbenannt. Seitdem wechselte der Name des Hauses mehrfach. Das Theater wird als Zweispartenhaus geführt und bietet Musiktheater und Schauspiel an. Als Orchester fungiert die Erzgebirgische Philharmonie Aue, die wie das Eduard-von-Winterstein-Theater unter dem Dach der „Erzgebirgischen Theater und Orchester GmbH“ operiert. | Website            | |
| Augsburg                 | Theater Augsburg                                            | Das Theater Augsburg ist ein Eigenbetrieb der Stadt Augsburg, der 1999 aus dem Vierspartenhaus Städtische Bühnen Augsburg hervorgegangen ist. Es ist das größte der Theater in Augsburg und betreibt vier Spielstätten. | Website            | |
| Bad Aibling              | Opernbühne Bad Aibling                                      | Die Opernbühne Bad Aibling ist eine Opernbühne in Bad Aibling. | Website            | Bild gesucht Der Benutzer Bernd Winnig wünscht sich an dieser Stelle ein Bild. Weitere Infos zum Motiv findest du vielleicht auf der Diskussionsseite . Falls du dabei helfen möchtest, erklärt die Anleitung , wie das geht. |
| Baden-Baden              | Festspielhaus Baden-Baden                                   | Das Festspielhaus Baden-Baden ist ein Opern- und Konzerthaus in der baden-württembergischen Stadt Baden-Baden. Mit 2500 Zuschauerplätzen gilt es als Deutschlands größtes derartiges Haus. Das 1998 eröffnete Festspielhaus verfügt über kein eigenes Ensemble. Der Spielbetrieb mit Opern-, Konzert- und Ballettaufführungen international renommierter Künstler und Ensembles wird durch eine private Stiftung finanziert. Neben jährlich vier Festspielphasen und zusätzlichen Einzelveranstaltungen aus Klassik, gehobenem Entertainment und Jazz finden hier auch Konzerte des New Pop Festivals statt. | Website            | |
| Bautzen                  | Deutsch-Sorbisches Volkstheater                             | Das Deutsch-Sorbische Volkstheater (sorbisch: Němsko-serbske ludowe dźiwadło), in Bautzen ist das einzige professionelle bikulturelle Theater Deutschlands. Es ist eine wichtige Institution sorbischer, deutscher und deutsch-sorbischer Kultur. | Website            | |
| Bayreuth                 | Richard-Wagner-Festspielhaus                                | Das Richard-Wagner-Festspielhaus, auch Festspielhaus Bayreuth genannt, ist ein Festspielhaus auf dem Grünen Hügel in Bayreuth. Es wurde in den Jahren 1872–75 von Otto Brückwald nach Entwürfen von Richard Wagner im Stil der hellenistischen Romantik errichtet. Anders als viele Opernhäuser hat es kein festes Ensemble und wird jedes Jahr ausschließlich vom 25. Juli bis 28. August im Rahmen der Bayreuther Festspiele mit Opern beziehungsweise Musikdramen von Wagner in 30 Vorstellungen bespielt. Es wird als eines der Opernhäuser mit der weltweit besten Akustik angesehen. | Website            | |
| Bayreuth                 | Markgräfliches Opernhaus                                    | Das Markgräfliche Opernhaus in der oberfränkischen Stadt Bayreuth ist ein Theaterbau des 18. Jahrhunderts. Am 30. Juni 2012 erhob die UNESCO das barocke Gebäude zum Weltkulturerbe. | Website            | |
| Berlin                   | Deutsche Oper Berlin                                        | Die Deutsche Oper Berlin ist das größte der drei Opernhäuser in Berlin. Das Gebäude Bismarckstraße 34–37 im Ortsteil Charlottenburg wurde 1961 eröffnet und war Ersatz für die an gleicher Stelle im Zweiten Weltkrieg 1943 zerstörte Deutsche Oper. Das Charlottenburger Haus ist mit 1859 Sitzplätzen eines der größten Theater in Deutschland. Die Deutsche Oper bildet mit der Staatsoper Unter den Linden, der Komischen Oper, dem Staatsballett und dem Bühnenservice Berlin die Stiftung Oper in Berlin. | Website            | |
| Berlin                   | Komische Oper Berlin                                        | Die Komische Oper Berlin ist ein Opernhaus in der Behrenstraße im Ortsteil Mitte. Sie ist die kleinste der drei Berliner Opern und mit der Deutschen Oper, der Staatsoper Unter den Linden sowie dem Staatsballett Berlin und dem Bühnenservice Berlin Teil der Stiftung Oper in Berlin. Eine Besonderheit des Gebäudes ist die schlicht gestaltete Außenfassade, das moderne Foyer und die ebenfalls moderne Wandelhalle aus den Jahren des Wiederaufbaus der 1960er Jahre, die im starken Gegensatz zum im Zweiten Weltkrieg weitestgehend unzerstörten neobarocken Innenraum stehen. | Website            | |
| Berlin                   | Krolloper                                                   | Die Krolloper (zeitweilig auch Kroll’scher Wintergarten oder Krolls Etablissement) war ein Gebäudekomplex in der Nähe des Brandenburger Tores, am heutigen Platz der Republik im Ortsteil Tiergarten. Im Lauf einer wechselvollen Geschichte diente die Anlage zwischen 1844 und 1951 als Vergnügungsetablissement, Komödienbühne, Textillager, Opernhaus und während der Zeit des Nationalsozialismus als Ersatzherberge des Parlaments für das 1933 einem Brandanschlag zum Opfer gefallene Reichstagsgebäude. |                    | |
| Berlin                   | Staatsoper Unter den Linden                                 | Die Staatsoper Unter den Linden (auch: Deutsche Staatsoper Berlin) ist das erste Opernhaus und der kulturhistorisch bedeutendste Theaterbau in Berlin. Es steht in der historischen Mitte am Boulevard Unter den Linden. Das deshalb im Volksmund auch Lindenoper genannte Gebäude war Teil des Forums Fridericianum und wurde als Königliche Hofoper von 1741 bis 1743 nach Plänen von Georg Wenzeslaus von Knobelsdorff im Stil des Palladianismus erbaut. Sie war das erste freistehende Opernhaus Deutschlands und zu dieser Zeit das größte Operngebäude in Europa. | Website            | |
| Bielefeld                | Theater Bielefeld                                           | Das Theater Bielefeld und die Bielefelder Philharmoniker bilden zusammen die Bühnen und Orchester der Stadt Bielefeld. Das Theater ist ein Drei-Sparten-Haus mit Musiktheater, Tanztheater und Schauspiel. | Website            | |
| Bonn                     | Theater Bonn                                                | Das Theater Bonn, auch Theater der Bundesstadt Bonn, ist die Dachorganisation der Schauspiel- und Operneinrichtungen der Stadt Bonn. Es besteht aus den Bereichen Oper, Schauspiel und Tanz. | Website            | |
| Brandenburg an der Havel | Brandenburger Theater                                       | Das Brandenburger Theater (kurz BT) ist ein Theater in der Stadt Brandenburg an der Havel. Das BT feierte in der Spielzeit 2017/18 sein 200. Jubiläum, verfügt aber seit Ende der 1990er Jahre über kein eigenes Schauspielensemble mehr. Jedoch sind am Brandenburger Theater unter anderem die Brandenburger Symphoniker beheimatet. Heimspielstätte ist das CulturCongressCentrum der Stadt Brandenburg. | Website            | |
| Braunschweig             | Staatstheater Braunschweig                                  | Das Staatstheater Braunschweig ist ein Fünfspartenhaus in Braunschweig. Es zeigt jährlich etwa 30 Premieren in den Sparten Schauspiel, Musiktheater (Oper, Operette, Musical), Tanz sowie in der Sparte Kinder- und Jugendtheater als Junges Staatstheater. Die fünfte Sparte bildet das Staatsorchester Braunschweig. Es gibt keine Spielzeitpause, da jeden Sommer (seit 2003) auf dem Braunschweiger Burgplatz eine Freilichtbühne mit rund 1.200 Sitzplätzen aufgebaut und bespielt wird. Im Großen und Kleinen Haus finden im Sommer ebenfalls spezielle Aufführungen im Block statt. | Website            | |
| Bremen                   | Theater Bremen                                              | Das Theater Bremen ist ein staatliches Vierspartentheater mit der Oper Bremen, dem Schauspiel Bremen, dem Tanztheater Bremen sowie dem MoKS Bremen (Modellversuch Künstler und Schüler) in der Stadt Bremen. Die vier räumlich zu einem Straßenblock gehörenden und architektonisch verbundenen Spielstätten bilden die unterschiedlichen Bühnen der Institution. Sie bieten zusammengerechnet bis zu 1426 Zuschauern Platz. Im Bereich des Musiktheaters arbeitet das Theater seit 1917 mit den bereits 1820 gegründeten Orchester Bremer Philharmoniker zusammen, an dem es zu 22 % beteiligt ist. | Website            | |
| Bremerhaven              | Stadttheater Bremerhaven                                    | Das Stadttheater Bremerhaven ist ein 1867 gegründetes Dreispartenhaus im Zentrum Bremerhavens mit Aufführungen von Opern, Operetten, Musicals, Schauspielen und Tanztheater. Die 1911 gebaute Spielstätte wurde bei dem schweren Bombenangriff in der Nacht des 18. September 1944 vollständig zerstört. Reste der Jugendstil-Fassade wurden in das 1952 neu gebaute Theatergebäude integriert. | Website            | |
| Chemnitz                 | Opernhaus Chemnitz                                          | Das Opernhaus Chemnitz ist die Hauptspielstätte der Musiktheatersparten des Theaters Chemnitz. Es wurde von 1906 bis 1909 in Chemnitz errichtet, der Architekt war Richard Möbius. Es befindet sich auf dem Theaterplatz, zwischen den angrenzenden Bauten des König-Albert-Museums und der Petrikirche. Während des Zweiten Weltkriegs wurde das Opernhaus schwer beschädigt, jedoch von 1947 bis 1951 wieder aufgebaut. | Website            | |
| Chemnitz                 | Theater Chemnitz                                            | Das Theater Chemnitz ist ein Fünfspartentheater im sächsischen Chemnitz. Die fünf Sparten sind Oper, Philharmonie, Ballett, Schauspiel und Figurentheater. | Website            | |
| Coburg                   | Landestheater Coburg                                        | Das Landestheater Coburg ist ein mittelgroßes Dreispartentheater (Oper/Operette, Schauspiel, Ballett), das von der Stadt Coburg und dem Freistaat Bayern gemeinsam getragen wird. Das am Coburger Schlossplatz gelegene klassizistische Gebäude weist 550 Zuschauerplätze auf. | Website            | |
| Cottbus                  | Staatstheater Cottbus                                       | Das Staatstheater Cottbus ist das einzige staatliche Theater in Brandenburg. Das Vierspartentheater bietet in Cottbus Vorstellungen der eigenen Ensembles für Schauspiel, Musiktheater (Oper, Operette, Musical), Orchester und Ballett. | Website            | |
| Darmstadt                | Staatstheater Darmstadt                                     | Das Staatstheater Darmstadt ist ein Vierspartenhaus mit Oper, Tanz, Schauspiel und Konzertwesen. Träger des Staatstheaters Darmstadt ist das Land Hessen. Die Stadt Darmstadt ist nach Maßgabe des Theatervertrages vom 24. November 1971 in seiner jeweils gültigen Fassung mit einem Betriebskostenzuschuss von 48 % beteiligt. | Website            | |
| Dessau-Roßlau            | Anhaltisches Theater                                        | Das Anhaltische Theater Dessau ist ein Mehrspartentheater mit Schauspiel, Musiktheater (Oper, Operette, Musical), Ballett, Konzert (Anhaltische Philharmonie) sowie dem Puppentheater Dessau. Das Theater verfügt heute über ein Fassungsvermögen von rund 1100 Zuschauern und ist mit einer der größten Drehbühnen Deutschlands ausgestattet. | Website            | |
| Detmold                  | Landestheater Detmold                                       | Das Landestheater Detmold ist ein Dreispartentheater mit fünf Spielstätten in Detmold. Mit seinen Gastspielen in mehr als hundert Orten in Deutschland und dem benachbarten Ausland gilt das Theater als die größte Reisebühne Europas. | Website            | |
| Dortmund                 | Theater Dortmund                                            | Das Theater Dortmund ist mit über 500 Mitarbeitern eines der größten Theater Deutschlands. Es gliedert sich in die fünf Sparten Konzert, Musiktheater, Schauspiel, Ballett und Kinder- und Jugendtheater, welche jeweils unter eigener künstlerischer Leitung stehen. | Website            | |
| Dresden                  | Königliches Hoftheater Dresden                              | Das Königliche Hoftheater Dresden (auch Altes Hoftheater) war der Vorgängerbau der heutigen Semperoper, der zwischen 1841 und 1869 als Haus für Oper und Schauspiel in der königlich sächsischen Residenzstadt Dresden diente. |                    | |
| Dresden                  | Opernhaus am Taschenberg                                    | Das Opernhaus am Taschenberg (auch Klengelsches Opernhaus oder Komödienhaus am Taschenberg) war ein Theatergebäude in Dresden. Das 1664 bis 1667 von Wolf Caspar von Klengel erbaute erste Dresdner Opernhaus fasste bis zu 2000 Besucher und war eines der größten europäischen Theater seiner Zeit. Bemerkenswert ist die vielfältige Umwidmung des Gebäudes. Bereits etwa 40 Jahre nach seiner Eröffnung wurde es zur katholischen Hofkapelle umgebaut. Weitere Nutzungsphasen als Ballhaus sowie als Archiv folgten, bevor es 1888 abgebrochen wurde. |                    | |
| Dresden                  | Opernhaus am Zwinger                                        | Das Opernhaus am Zwinger war ein Theatergebäude in Dresden. Das im Jahr 1719 eröffnete Dreirangtheater fasste bis zu 2000 Besucher und war eines der größten europäischen Theater seiner Zeit. Seine Blütezeit erlebte das Haus während der Regentschaft des opernbegeisterten Kurfürsten Friedrich August II. unter Leitung von Johann Adolph Hasse. Die letzte Opernaufführung fand bereits 50 Jahre nach Eröffnung des Hauses statt, das später als Redouten- und Konzertsaal genutzt wurde. Während des Dresdner Maiaufstands 1849 brannte es ab und wurde danach abgetragen. |                    | |
| Dresden                  | Semperoper                                                  | Die Semperoper in Dresden ist das Opernhaus der Sächsischen Staatsoper Dresden, die als Hof- und Staatsoper Sachsens eine lange geschichtliche Tradition hat. Klangkörper der Staatsoper ist die traditionsreiche Sächsische Staatskapelle Dresden. Die Semperoper befindet sich am Theaterplatz im historischen Stadtkern von Dresden in der Nähe der Elbe. Sie ist nach ihrem Architekten Gottfried Semper benannt. | Website            | |
| Dresden                  | Staatsoperette Dresden                                      | Die Staatsoperette Dresden ist das einzige selbstständige Operettentheater Deutschlands. Es befindet sich – entgegen dem Namen, der historisch bedingt ist – in Trägerschaft der Stadt Dresden und wurde 1947 mit einem ersten Vorläufer, dem „Apollo-Theater“ in Dresden-Leuben gegründet. Das Theater befindet sich seit Dezember 2016 auf dem Gelände des ehemaligen Kraftwerks Mitte im Stadtteil Wilsdruffer Vorstadt. Neben Operetten stehen auch Spielopern und Musicals auf dem Spielplan im 700 Zuschauer fassenden Saal. | Website            | |
| Duisburg                 | Theater Duisburg                                            | Das Theater Duisburg in der Innenstadt von Duisburg wurde 1911 bis 1912 im neoklassizistischen Stil nach einem Entwurf des Architekten Martin Dülfer errichtet und umfasst 1117 Plätze. Es ist eine Spielstätte der Deutschen Oper am Rhein, einem 1956 gegründeten Theaterverbund der Städte Duisburg und Düsseldorf. Das Theater hat kein eigenes Schauspielensemble, arbeitet aber eng mit regionalen Häusern wie dem Schauspielhaus Bochum oder dem nur einige Kilometer entfernten „Theater an der Ruhr“ in Mülheim an der Ruhr zusammen. Das im Theater beheimatete Philharmonische Orchester, die Duisburger Philharmoniker, besteht seit 1877. | Website            | |
| Düsseldorf               | Deutsche Oper am Rhein                                      | Die Deutsche Oper am Rhein Düsseldorf Duisburg gGmbH ist eine Theatergemeinschaft der Städte Düsseldorf und Duisburg, die in einer langen Tradition der Zusammenarbeit zwischen den beiden Großstädten steht und neben Oper und Operette/Musical auch Ballett darbietet. Sie verfügt über das größte Ensemble einer Oper in Deutschland und einmalig in Deutschland über zwei Stammbühnen (Oper Düsseldorf / Theater Duisburg) und zwei Sinfonieorchester (Duisburger Philharmoniker / Düsseldorfer Symphoniker). Die Gesellschaft ist ein horizontal gemischtöffentliches Unternehmen. 1955 schlossen die Nachbarstädte einen Vertrag über die Bildung der Oper. Die Theatergemeinschaft begann am 28. September 1956 mit der Spielzeit 1956/1957. | Website            | |
| Düsseldorf               | Düsseldorfer Schauspielhaus                                 | Das Düsseldorfer Schauspielhaus, kurz D’haus, ist ein Ensembletheater in der nordrhein-westfälischen Landeshauptstadt Düsseldorf. Das Theatergebäude am Gustaf-Gründgens-Platz wurde nach Plänen des Düsseldorfer Architekten Bernhard Pfau als Sprechtheater im Auftrag der Stadt Düsseldorf in den Jahren 1965 bis 1969 errichtet. Die skulpturale Großform steht im spannungsreichen Kontrast zum benachbarten Dreischeibenhaus und zeichnet sich daher durch eine besondere städtebauliche Qualität aus. Der Bau, welcher innerhalb der Nachkriegsmoderne der organischen Architektur zugeordnet werden kann, beherbergt mit dem Großen Haus und dem Kleinen Haus zwei Spielstätten von hohem akustischem und technischem Niveau. Das Schauspielhaus Düsseldorf ist das einzige Staatstheater des Landes Nordrhein-Westfalen. | Website            | |
| Düsseldorf               | Opernhaus Düsseldorf                                        | Das Gebäude des Opernhauses Düsseldorf befindet sich an der Heinrich-Heine-Allee 16a in Düsseldorf. Mit einer 22,5 × 14,75 Meter großen Bühne bietet das Opernhaus heute Platz für 1342 Personen. In dem Bau spielt die Deutsche Oper am Rhein. | Website            | |
| Eggenfelden              | Theater an der Rott                                         | Das Theater an der Rott befindet sich in der niederbayerischen Stadt Eggenfelden und ist das einzige landkreiseigene Theater in Deutschland. Der Träger ist der Landkreis Rottal-Inn. | Website            | Bild gesucht Der Benutzer Bernd Winnig wünscht sich an dieser Stelle ein Bild. Weitere Infos zum Motiv findest du vielleicht auf der Diskussionsseite . Falls du dabei helfen möchtest, erklärt die Anleitung , wie das geht. |
| Eisenach                 | Landestheater Eisenach                                      | Das Landestheater Eisenach ist ein Theater in der thüringischen Stadt Eisenach. Es verfügt über die Sparten Ballett und Junges Schauspiel. Mit Wirkung vom 1. Januar 2009 in die Kulturstiftung Meiningen-Eisenach überführt und seither teilweise vom Staatstheater Meiningen bespielt, bietet es im Repertoire Oper, Operette, Musical, Ballett/Tanztheater, Schauspiel, Jugend- und Kindertheater, Puppentheater und Konzerte an. | Website            | |
| Erfurt                   | Theater Erfurt                                              | Das Theater Erfurt ist ein Theater in öffentlicher Trägerschaft der thüringischen Landeshauptstadt Erfurt. Hauptspielstätte ist der im September 2003 fertiggestellte Neubau im Stadtteil Brühlervorstadt, gelegen zwischen dem Domberg und der barocken Festungsanlage des Petersberges. Das Programm des Theaters konzentriert sich auf ein breites Musiktheater- und Konzertangebot auf der Großen Bühne mit 800 Plätzen sowie der Studiobühne mit 200 Plätzen. Bespielt wird es vom zum Theater gehörenden Philharmonischen Orchester Erfurt. Zudem werden Tanz- und Schauspiel-Gastspiele angeboten. Das Theater Erfurt ist außerdem Veranstalter der jährlich stattfindenden DomStufen-Festspiele. | Website            | |
| Erlangen                 | Markgrafentheater                                           | Das Markgrafentheater in der mittelfränkischen Stadt Erlangen ist das älteste bespielte Barocktheater Süddeutschlands. Das denkmalgeschützte Gebäude ist heute eine von drei Spielstätten von Das Theater Erlangen. | Website            | |
| Essen                    | Aalto-Theater                                               | Das Aalto-Theater ist seit 1988 das Opernhaus der Stadt Essen und befindet sich im nordöstlichen Teil des Essener Stadtgartens im Stadtteil Südviertel. Neben der Darbietung von Oper und Operette dient das Aalto-Theater auch den Aufführungen von Musicals, Konzerten und Ballett und ist Spielstätte des Aalto-Musiktheaters, des Aalto Ballett Theaters Essen und der Essener Philharmoniker. | Website            | |
| Flensburg                | Schleswig-Holsteinische Landestheater und Sinfonieorchester | Die Schleswig-Holsteinische Landestheater und Sinfonieorchester GmbH ist die größte Landesbühne in Deutschland und hat ihren Sitz in Rendsburg mit Spielstätten in Flensburg, Schleswig, Rendsburg, Itzehoe, Neumünster, Heide, Husum, Meldorf, Niebüll und St. Peter-Ording. Zum Programm der Bühne gehören Musiktheater, Ballett und Schauspiel sowie Kinder- und Jugendtheater (einschließlich mobiler Klassenzimmerproduktionen) und Puppentheater. | Website            | |
| Frankfurt am Main        | Alte Oper                                                   | Die Alte Oper am Opernplatz in Frankfurt am Main ist ein ehemaliges Opernhaus und wird heute als Konzert- und Veranstaltungshaus genutzt. Das Gebäude wurde von dem Berliner Architekten Richard Lucae im Stil der Neorenaissance entworfen und nach dessen frühem Tod im Jahre 1877 von Albrecht Becker und Edgar Giesenberg fertiggestellt. 1880 wurde das von der Stadt Frankfurt finanzierte Gebäude mit Mozarts Oper Don Giovanni eröffnet. | Website            | |
| Frankfurt am Main        | Oper Frankfurt                                              | Die Oper Frankfurt ist das Musiktheater der Städtischen Bühnen in Frankfurt am Main. Sie ist eines der bedeutendsten Musiktheater in Europa und wurde 1995, 1996, 2003 und 2015 von der Zeitschrift Opernwelt als Opernhaus des Jahres ausgezeichnet. Die Oper Frankfurt hat seit 1951 ihre Spielstätte am Willy-Brandt-Platz, dem früheren Theaterplatz. Das Frankfurter Opern- und Museumsorchester ist das feste Orchester des Hauses. | Website            | |
| Freiberg                 | Mittelsächsisches Theater                                   | Das Mittelsächsische Theater ging 1993 als Mittelsächsische Theater und Philharmonie gGmbH aus der Fusion der Stadttheater Freiberg und Döbeln hervor. Es umfasst die Sparten Schauspiel, Musiktheater und Philharmonie. | Website            | |
| Freiburg im Breisgau     | Theater Freiburg                                            | Das Theater Freiburg (teilweise auch Stadttheater Freiburg, ehemals Städtische Bühnen Freiburg) ist das älteste und größte Theater in der Stadt Freiburg im Breisgau. Es befindet sich am Rande der Freiburger Altstadt an der Ecke Bertoldstraße und Platz der Alten Synagoge. Das Gebäude vereint vier Spielstätten unter einem Dach: das Große Haus, das Kleine Haus, die Kammerbühne und den Werkraum. Im Winterer-Foyer finden zusätzlich Autorenlesungen wie die Litera-Tour, aktuelle Vortragsabende wie die Reihe Schule träumen sowie Kammerkonzerte statt. Das Theater wird seit September 2005 als Eigenbetrieb geführt. | Website            | |
| Fürth                    | Stadttheater Fürth                                          | Das Stadttheater Fürth steht inmitten von Fürth, zwischen Frauenkirche und Rathaus. Es wurde in den Jahren 1901 und 1902 nach Plänen des Wiener Architektenbüros Fellner & Helmer im neubarocken Stil erbaut. Die Inneneinrichtung folgt dem Stil des Neurokoko. | Website            | |
| Gelsenkirchen            | Musiktheater im Revier                                      | Das Musiktheater im Revier (MiR) am Kennedyplatz in Gelsenkirchen gilt als einer der bedeutendsten Theaterbauten der Nachkriegszeit. Der unter der Federführung des Architekten und Stadtplaners Werner Ruhnau errichtete Komplex mit zwei Spielstätten, dem Großen und dem Kleinen Haus, wurde am 15. Dezember 1959, nach 41 Monaten Bauzeit eröffnet und ist seitdem Aufführungsort von Opern, Musicals, Sinfoniekonzerten und Ballettaufführungen des Ballett im Revier. Insgesamt finden im Großen Haus mit 1004 Plätzen und einer Bühnenfläche von 450 m², im Kleinen Haus mit 336 Plätzen und einem Bühnenraum von 180 m² jährlich etwa 250 Aufführungen statt. | Website            | |
| Gera                     | Bühnen der Stadt Gera                                       | Die Bühnen der Stadt Gera (auch Theater Gera) sind ein Mehrspartentheater in der Stadt Gera, das zu Theater & Philharmonie Thüringen gehört. Hauptspielstätte und eines von drei Theatergebäuden in dieser Stadt ist das Große Haus. Es verfügt über einen Theatersaal mit 550 Plätzen und einen Konzertsaal mit 812 Plätzen. | Website            | |
| Gießen                   | Stadttheater Gießen                                         | Das Stadttheater Gießen am Berliner Platz in Gießen ist als Dreispartenhaus mit überregionaler Ausstrahlung eines der kulturellen Zentren und zudem eins von sechs großen subventionierten Theatern in Hessen. Das freistehende klassizistische, aber teilweise vom Jugendstil beeinflusste Gebäude wurde 1907 von dem Architektenbüro Fellner & Helmer erbaut. Es bietet auf zwei Bühnen und insgesamt 652 (Großes Haus) bzw. 99 (taT) Plätzen ein vielfältiges Repertoire an Oper, Musical und Operette, klassischem und zeitgenössischem Schauspiel sowie modernem Tanztheater. | Website            | |
| Görlitz                  | Theater Görlitz                                             | Das Theater Görlitz ist ein Theaterbauwerk für Oper und Schauspiel in der ostsächsischen Stadt Görlitz. Der Bau wird im Volksmund auf Grund der opulenten Innenausstattung Kleine Semperoper genannt. | Website            | |
| Greifswald               | Theater Vorpommern                                          | Das Theater Vorpommern ist ein in der Rechtsform einer GmbH betriebenes Theater. Gesellschafter sind die Städte Stralsund, Greifswald und Putbus. Das Theater Vorpommern bietet Musiktheater, Schauspiel, Ballett und Konzerte. In jedem Jahr finden neben den Aufführungen in den Haupthäusern auch Open-Air-Aufführungen statt. | Website            | |
| Hagen                    | Theater Hagen                                               | Das Theater Hagen wurde als Städtisches Schauspielhaus am 5. Oktober 1911 eingeweiht und befindet sich im historischen Gebäude in der Hagener Innenstadt. Mit seinen jährlich rund 180.000 Besuchern und dem Schwerpunkt Musiktheater ist das Theater eines der über die Stadt hinaus bekannten Wahrzeichen und kulturellen Anziehungspunkte. | Website            | |
| Halberstadt              | Nordharzer Städtebundtheater                                | Das Nordharzer Städtebundtheater ist ein Dreispartenhaus in der Region Harz in Sachsen-Anhalt. Der Bühnenbetrieb ging 1992 aus der Fusion des Stadttheaters in Quedlinburg und des Volkstheaters in Halberstadt hervor und wird seither unter einer gemeinsamen betriebswirtschaftlichen und künstlerischen Leitung geführt. Bespielt werden insgesamt vier Bühnen in beiden Städten. Im Sommer finden darüber hinaus Aufführungen im Bergtheater Thale, auf der Waldbühne in Altenbrak, auf Burg Westerburg und auf weiteren Bühnen in der Region Harz statt. Die Sparten des Nordharzer Städtebundtheaters geben auch Gastspiele außerhalb Deutschlands. | Website            | Bild gesucht Der Benutzer Bernd Winnig wünscht sich an dieser Stelle ein Bild. Weitere Infos zum Motiv findest du vielleicht auf der Diskussionsseite . Falls du dabei helfen möchtest, erklärt die Anleitung , wie das geht. |
| Halle (Saale)            | Opernhaus Halle                                             | Im 1886 eröffneten Stadttheater von Halle an der Saale (gebaut nach einem Entwurf des Architekten Heinrich Seeling und dem Ingenieur Stumpf), befindet sich heute das Opernhaus Halle. Zur Zeit seiner Eröffnung war das Stadttheater neben der Budapester Oper das technisch gesehen modernste Theater Europas. | Website            | |
| Hamburg                  | Elbphilharmonie                                             | Die Elbphilharmonie (kurz auch „Elphi“ oder „Elbphi“ genannt) ist ein im November 2016 fertiggestelltes Konzerthaus in Hamburg. Sie wurde mit dem Ziel geplant, ein neues Wahrzeichen der Stadt und ein „Kulturdenkmal für alle“ zu schaffen. Das 110 Meter hohe Gebäude am rechten Ufer der Norderelbe steht in der Nähe der Mündung der Alster in die Elbe im Westen des Hamburger Stadtteils HafenCity und wurde auf der westlichen Spitze der Elbinsel Grasbrook unter Einbeziehung der Hülle des früheren Kaispeichers A (Baujahr 1963) errichtet. Auf diesen Sockel wurde ein moderner Aufbau mit einer Glasfassade gesetzt, die an ein Segel, an Wasserwellen oder an einen Quarzkristall erinnert. Die Lage am Kaiserhöft ist von der einstigen industriellen Hafennutzung zwischen ehemaligen Hafenbecken und der klassischen Speicherstadt aus Backsteinen geprägt. | Website            | |
| Hamburg                  | Hamburger Kammeroper                                        | Das Allee-Theater in Hamburg-Altona beherbergt das 1968 gegründete Theater für Kinder, ein privat geführtes Kindertheater. Seit 1996 spielt dort auch die Hamburger Kammeroper unter derselben Leitung im Stagionesystem und mit zwei Neuinszenierungen pro Spielzeit Kammeropern für Erwachsene. | Website            | |
| Hamburg                  | Hamburgische Staatsoper                                     | Die Hamburgische Staatsoper am Gänsemarkt in der Hamburger Neustadt gehört zu den weltweit führenden Opernhäusern und blickt auf eine über 300-jährige Geschichte zurück. Unter ihrem Dach werden die Staatsoper Hamburg, das Philharmonische Staatsorchester Hamburg und das Hamburg Ballett beherbergt. | Website            | |
| Hamburg                  | Operettenhaus                                               | Das Operettenhaus ist ein Theater am Spielbudenplatz in Hamburg. Das Theater wurde im Jahr 1841 nach dem Vorbild in Wien unter dem Namen Circus Gymnasticus mit 3000 Sitzplätzen eröffnet. 1864 wurde der Name in Central-Halle geändert. Der Bau brannte 1876 nieder, wurde aber schon ein Jahr später wieder eröffnet. Den Namen Operettenhaus Hamburg erhielt das heutige Musicaltheater 1920. 2007 wurde das Operettenhaus Hamburg in TUI-Operettenhaus umbenannt, im Dezember 2014 in Stage Operettenhaus. | Website            | |
| Hamburg                  | Opernloft                                                   | Das Opernloft ist eine Bühne in Hamburg, deren Ziel es ist Kindern, Jugendlichen und Opernneulingen den Einstieg in das Genre Oper zu erleichtern. Der Name Opernloft ergibt sich aus dem Programm (Oper) und der ursprünglichen Location in einer umgebauten Fabriketage, also einem Loft. | Website            | Bild gesucht Der Benutzer Bernd Winnig wünscht sich an dieser Stelle ein Bild. Weitere Infos zum Motiv findest du vielleicht auf der Diskussionsseite . Falls du dabei helfen möchtest, erklärt die Anleitung , wie das geht. |
| Hamburg                  | Oper am Gänsemarkt                                          | Hamburgs Oper am Gänsemarkt war von 1678 bis 1738 das erste und wichtigste bürgerlich-städtische Theater im deutschen Sprachraum. Die Einweihung des Hauses fand am 2. Januar 1678 statt. Mit zweitausend Plätzen übertraf es alle zeitgenössischen Theaterräume. Danach diente es mobilen Operntruppen wie derjenigen Pietro Mingottis als Bühne. Erst 1765 wurde das inzwischen leer stehende und baufällige Haus abgerissen und an seinem Platz das Deutsche Nationaltheater errichtet, an dem Gotthold Ephraim Lessing 1767 für drei Jahre als Dramaturg wirkte. |                    | |
| Hannover                 | Opernhaus Hannover                                          | Das Opernhaus Hannover ist die Spielstätte der Sparten Oper, Ballett und Konzert des Niedersächsischen Staatstheaters in Hannover. Das Opernhaus wurde als „Königliches Hoftheater“ in den Jahren 1845–52 im spätklassizistischen Stil am östlichen Rand der Altstadt auf dem ehemaligen Windmühlenberg aus Wealdensandstein errichtet. Architekt des Opernhauses war der Hofbaumeister Georg Ludwig Friedrich Laves. Bauleiter war sein Mitarbeiter und späterer Hofbaumeister Christian Heinrich Tramm. Die erste Opernaufführung (Mozarts Hochzeit des Figaro) fand am 5. September 1852 statt. Während des Zweiten Weltkriegs wurde das Opernhaus am 26. Juli 1943 bei einem der alliierten Luftangriffe auf Hannover von Brandbomben getroffen und brannte bis auf die Grundmauern aus. Nach dem Wiederaufbau im historischen Stil (nach den Plänen des Hamburger Architekten Werner Kallmorgen) wurde es am 30. November 1950 mit der Aufführung von Richard Strauss’ Der Rosenkavalier wieder in Betrieb genommen. 1970 erfolgte die Umbenennung in „Niedersächsisches Staatstheater Hannover“, das seit 1992 in alleiniger Trägerschaft des Landes Niedersachsen steht. Orchester des Hauses ist das Niedersächsische Staatsorchester Hannover. | Website            | |
| Hannover                 | Niedersächsische Staatstheater Hannover                     | Das Niedersächsische Staatstheater Hannover ist ein Mehrspartentheater in Hannover in der Trägerschaft des Landes Niedersachsen. | Website            | |
| Heidelberg               | Theater und Orchester Heidelberg                            | Das Theater und Orchester Heidelberg ist ein Fünf-Sparten-Theater mit Oper, Konzert, Schauspiel und Tanz sowie einem eigenen Ensemble für Kinder- und Jugendtheater. Ab der Spielzeit 2012/13 wurde mit der Dance Company Nanine Linning / Theater Heidelberg wieder eine eigene Tanzcompany am Theater und Orchester Heidelberg etabliert. Seit 2005 gehört auch das Philharmonische Orchester der Stadt Heidelberg zum Theater. | Website            | Bild gesucht Der Benutzer Bernd Winnig wünscht sich an dieser Stelle ein Bild. Weitere Infos zum Motiv findest du vielleicht auf der Diskussionsseite . Falls du dabei helfen möchtest, erklärt die Anleitung , wie das geht. |
| Heilbronn                | Aktientheater                                               | Das Aktientheater war ein Theatergebäude in Heilbronn. Das im Jahr 1817 errichtete und 1844 um einen Bühnenanbau erweiterte Gebäude war der Vorläufer des Konzert- und Kongresszentrums Harmonie. Auf das Aktientheater als kulturelle Einrichtung geht auch das Theater Heilbronn zurück, das 1913 etwas weiter nördlich eine neue Spielstätte erhielt. |                    | |
| Heilbronn                | Altes Theater                                               | Das alte Theater in Heilbronn (auch Fischer-Theater) ist das Vorgängerbauwerk des nahegelegenen heutigen „Stadttheaters Heilbronn“. Das Gebäude wurde in den Jahren 1911 bis 1913 errichtet und während des Zweiten Weltkriegs beschädigt. An ihm als einem der ersten Gebäude der Stadt fanden erste Wiederaufbauarbeiten ab 1947 unter dem Architekten Rudolf Gabel statt. Bildhauer Robert Grässle erneuerte zwei Maskenköpfe auf der Brüstung. Nach jahrelanger kontroverser Diskussion wurde der Altbau am 18. Juli 1970 gesprengt. |                    | |
| Heilbronn                | Theater Heilbronn                                           | Die Geschichte des Theaters Heilbronn beginnt mit der Erwähnung des Aktientheaters im Jahre 1844 im Stadtgarten. 1912/1913 wurde am Nordende der Allee/Berliner Platz das Alte Theater errichtet, das 1970 gesprengt wurde. Das heutige Gebäude des Heilbronner Stadttheaters wurde 1982 eingeweiht und 2001 durch das Logentheater im benachbarten „Theaterforum K3“ erweitert. | Website            | |
| Hildesheim               | Theater für Niedersachsen                                   | Das Theater für Niedersachsen (TfN) ist ein Theater, das durch die Fusion des Stadttheaters Hildesheim und der Landesbühne Hannover im September 2007 entstand. | Website            | |
| Hof                      | Theater Hof                                                 | Das Theater Hof ist ein Mehrsparten-Theater in der bayerischen Stadt Hof (Saale). Es deckt als Vierspartenhaus die Bereiche Musiktheater, Schauspiel, Ballett sowie Junges Theater ab und ist Hauptspielstätte der Hofer Symphoniker. | Website            | |
| Kaiserslautern           | Pfalztheater                                                | Das Pfalztheater ist das in der Trägerschaft des Bezirksverbands Pfalz befindliche einzige Dreispartentheater der Pfalz mit Sitz in der Stadt Kaiserslautern. | Website            | |
| Karlsruhe                | Badisches Staatstheater Karlsruhe                           | Das Badische Staatstheater Karlsruhe ist ein Mehrspartentheater in Karlsruhe. Es umfasst Oper, Ballett, Konzert, Schauspiel sowie die 2011 gegründeten Sparten Junges Staatstheater und Volkstheater. Dem Theater angeschlossen sind die Badische Staatskapelle Karlsruhe und der Badische Staatsopernchor. Das Haus ist Hauptspielort der jährlich stattfindenden Händel-Festspiele Karlsruhe. Jährlich im Mai findet der Opernball statt, alle zwei Jahre ist das Staatstheater einer der Ausrichter für die Europäischen Kulturtage und des Festivals Premières. | Website            | |
| Kassel                   | Staatstheater Kassel                                        | Das Staatstheater Kassel ist ein staatlich getragenes Dreispartentheater mit Musiktheater, Schauspiel, Tanz, Kinder- und Jugendtheater sowie Konzertbetrieb. Der Bau aus den Jahren 1955 bis 1959, ausgeführt nach den Plänen der Architekten Paul Bode und Ernst Brundig, ersetzte den 1943 zerstörten Vorgängerbau, das Hoftheater, auch Preußisches Staatstheater genannt. Der Theaterkomplex umfasst einen umbauten Raum von 92.000 m³, der sich aus dem „Großen“ und dem „Kleinen Haus“ zusammensetzt. Das Staatstheater befindet sich auf dem südöstlichen Teil des Friedrichsplatzes, auf der Seite zur Karlsaue. | Website            | |
| Kiel                     | Opernhaus Kiel                                              | Das Opernhaus Kiel ist ein denkmalgeschütztes Gebäude in der Landeshauptstadt Schleswig-Holsteins und Spielstätte des Theaters Kiel. | Website            | |
| Koblenz                  | Theater Koblenz                                             | Das Theater Koblenz ist ein Mehrspartentheater aus dem 18. Jahrhundert in Koblenz unweit des Kurfürstlichen Schlosses mit eigenen Ensembles für Schauspiel, Musiktheater, Puppenspiel und Ballett. Spielorte sind neben dem Theater am Deinhardplatz die Probebühnen 2 und 4 sowie die Festung Ehrenbreitstein für die Sommervorstellungen. | Website            | |
| Köln                     | Kammeroper Köln                                             | Die Kammeroper Köln wurde 1996 von Esther Hilsberg und Inga Hilsberg als eingetragener gemeinnütziger Verein (mit dem Namen Junge Kammeroper Köln – Musiktheater e.V.) gegründet und arbeitet seitdem als Tourneetheater in Deutschland, Österreich und der Schweiz. Das Ensemble trat u. a. an der Deutschen Oper Berlin und am Festspielhaus Baden-Baden auf. Im August 2007 eröffnete die Kammeroper Köln zudem eine eigene Bühne in Köln-Rodenkirchen. Seit 2014 ist sie im Walzwerk Pulheim zuhause. | Website            | Bild gesucht Der Benutzer Bernd Winnig wünscht sich an dieser Stelle ein Bild. Weitere Infos zum Motiv findest du vielleicht auf der Diskussionsseite . Falls du dabei helfen möchtest, erklärt die Anleitung , wie das geht. |
| Köln                     | Oper Köln                                                   | Die Oper Köln ist das Opernhaus der Bühnen der Stadt Köln. Es befindet sich in der Kölner Innenstadt auf dem Offenbachplatz. Seit 2012 werden aufgrund der umfassenden Sanierung des Riphahnbaus verschiedene Interimsquartiere bespielt. Dazu zählten bisher u. a. die „Oper am Dom“ im Musical Dome, das Palladium in Köln-Mülheim, die Trinitatiskirche nahe dem Heumarkt und seit 2015 das Staatenhaus am Rheinpark in Köln-Deutz, wo auch die Kinderoper beheimatet ist. Die Schlüsselübergabe für das Haus am Offenbachplatz ist für den 24. März 2024 angesetzt. | Website            | |
| Köln                     | Opernhaus am Habsburgerring                                 | Das Opernhaus am Habsburgerring in Köln wurde in den Jahren 1900 und 1902 erbaut und am 6. September 1902 mit dem dritten Akt aus Richard Wagners Oper Die Meistersinger von Nürnberg eröffnet. Bei der Bombardierung Kölns am 29. Juni 1943 im Zweiten Weltkrieg wurde es beschädigt. Trotz Wiederaufbauplänen wurde der Bau, der nach dem Krieg als Probebühne, Standesamt und Verwaltungsbau gedient hatte, 1958 abgerissen. |                    | |
| Köln                     | Stadttheater in der Glockengasse                            | Das Stadttheater in der Glockengasse in Köln wurde 1872 erbaut und 1943 im Zweiten Weltkrieg zerstört. Der Entwurf stammte vom Architekten Julius Raschdorff. Die feierliche Eröffnung fand am 1. September 1872 statt. Das Gebäude wurde in den Jahren 1872 bis 1906 als Stadttheater, später als Schauspielhaus genutzt. Bei der Bombardierung Kölns am 29. Juni 1943 im Zweiten Weltkrieg wurde es zerstört. |                    | |
| Konstanz                 | Kammeroper im Rathaushof Konstanz                           | Die Kammeroper im Rathaushof Konstanz ist ein alljährlich im August stattfindendes Sommertheater. | Website            | Bild gesucht Der Benutzer Bernd Winnig wünscht sich an dieser Stelle ein Bild. Weitere Infos zum Motiv findest du vielleicht auf der Diskussionsseite . Falls du dabei helfen möchtest, erklärt die Anleitung , wie das geht. |
| Krefeld                  | Theater Krefeld und Mönchengladbach                         | Die Theater Krefeld und Mönchengladbach gGmbH ist ein Zusammenschluss der ehemals städtischen Theater von Krefeld und Mönchengladbach. Das Theater ist ein Dreispartenhaus: Schauspiel, Musiktheater und Ballett gehören zum Programm. Außerdem gehören die Niederrheinischen Sinfoniker zum Haus, die auch die Aufgaben als Theater- und Sinfonieorchester übernehmen. | Website            | |
| Leipzig                  | Musikalische Komödie                                        | Die Musikalische Komödie (umgangssprachlich MuKo) ist ein Operettentheater in Leipzig. Die Spielstätte befindet sich im Stadtteil Lindenau im Haus Dreilinden, das oft selbst auch als Musikalische Komödie bezeichnet wird. Die „Musikalische Komödie“ ist Teil der Oper Leipzig (als ein Mehrspartentheater), besitzt allerdings nicht nur, wie in diesen üblich, ein eigenes Ensemble mit Chor, Ballettgruppe und Orchester und ein Repertoire von der Spieloper über das Hauptgebiet Operette bis zum Musical, sondern überdies eine eigene Spielstätte, die in der Öffentlichkeit auch eigenständig wahrgenommen werden soll. |                    | |
| Leipzig                  | Opernhaus am Brühl                                          | Die Oper am Brühl (auch Barockoper Leipzig) war das erste Opernhaus in Leipzig. Es bestand von 1693 bis 1720 und war nach der Hamburger Oper am Gänsemarkt das zweite bürgerliche Musiktheater in Deutschland. Das Opernhaus am Brühl befand sich fast am östlichen Ende der Straße und grenzte nach Norden an die Stadtmauer. Nach der Erbauung des Georgenhauses 1701 war es dessen Nachbargebäude. |                    | Bild gesucht Der Benutzer Bernd Winnig wünscht sich an dieser Stelle ein Bild. Weitere Infos zum Motiv findest du vielleicht auf der Diskussionsseite . Falls du dabei helfen möchtest, erklärt die Anleitung , wie das geht. |
| Leipzig                  | Opernhaus Leipzig                                           | Das Opernhaus Leipzig ist die Spielstätte der Sparten Oper und Ballett der Oper Leipzig (die zudem noch das Musical- und Operettenhaus Musikalische Komödie im Haus Dreilinden in Lindenau betreibt). Das Opernhaus steht im Zentrum Leipzigs auf dem Augustusplatz, gegenüber dem Gewandhaus. Die Oper Leipzig steht in der Tradition von mittlerweile fast 330 Jahren Musiktheaterpflege in Leipzig. 1693 wurde das erste Leipziger Opernhaus am Brühl als drittes bürgerliches Musiktheater Europas nach dem Teatro San Cassiano in Venedig und der Oper am Gänsemarkt in Hamburg eröffnet. | Website            | |
| Lübeck                   | Theater Lübeck                                              | Das Theater Lübeck (früher: Bühnen der Hansestadt Lübeck oder im Volksmund kurz Stadttheater) wird heute von der Lübecker Theater gGmbH, einer Gesellschaft der Hansestadt Lübeck, betrieben und ist eines der großen Theater in Schleswig-Holstein. | Website            | |
| Lüneburg                 | Theater Lüneburg                                            | Das Theater Lüneburg ist ein Dreispartentheater in Lüneburg mit eigenen Ensembles für Schauspiel, Musiktheater und Ballett. Als Spielstätten dienen das Große Haus mit 542 Sitzplätzen, das Studio T.NT mit 99 Sitzplätzen und das Junge Theater T.3. | Website            | |
| Magdeburg                | Theater Magdeburg                                           | Das Theater Magdeburg ist ein Viersparten-Theater mit eigenen Ensembles für Musiktheater, Ballett, Konzert und Schauspiel in Magdeburg. Es entstand 2004 aus der Fusion des Theaters der Landeshauptstadt und der Freien Kammerspiele. | Website            | |
| Mainz                    | Staatstheater Mainz                                         | Das Staatstheater Mainz hieß bis 1989 Stadttheater Mainz und wurde zwischen 1829 und 1833 durch Georg Moller errichtet. Die Entwicklung des Staatstheaters Mainz vom einstigen römischen Bühnentheater, dem größten nördlich der Alpen, bis hin zum wieder sanierten Mollerbau erstreckt sich über mehr als 2000 Jahre. Das Staatstheater Mainz ist ein Mehrspartenhaus. Es vereint Musiktheater, Schauspiel und Tanz unter einem Dach. Neben den drei Hauptsparten zeigt das Staatstheater Mainz Konzerte sowie Stücke für Kinder und Jugendliche. Die drei Spielstätten – Großes Haus, Kleines Haus und die Studiobühne U17 befinden sich im Zentrum der Stadt. | Website            | |
| Mannheim                 | Nationaltheater Mannheim                                    | Das Nationaltheater Mannheim (NTM) ist ein Vierspartentheater in Mannheim mit eigenen Ensembles für Musiktheater (Oper), Schauspiel und Tanz sowie das Junge Nationaltheater (Schnawwl, Junger Tanz, Junge Oper). Speziell für Kinder und Jugendliche wurde 2006 die Kooperationssparte Junge Oper gegründet; 2012 hat das Nationaltheater sein Angebot mit der Mannheimer Bürgerbühne erneut erweitert. Mit den zweijährlich stattfindenden Internationalen Schillertagen und dem Mannheimer Mozartsommer sowie seinen jährlich rund 1.300 Vorstellungen für ca. 370.000 Besucher ist das Nationaltheater als das Flaggschiff der Metropolregion Rhein Neckar allgegenwärtig und erreicht ein breites regionales und überregionales Publikum. | Website            | |
| Meiningen                | Staatstheater Meiningen                                     | Das Staatstheater Meiningen, das bis August 2021 unter dem Namen Meininger Staatstheater firmierte, ist ein Vier-Sparten-Theater in der südthüringischen Kreisstadt Meiningen. Das Ensemble des Theaters bietet Musiktheater (Oper, Operette, Musical), Schauspiel, Konzert und Puppentheater. Darüber hinaus wird das Angebot von Ballettaufführungen des Landestheaters Eisenach ergänzt. Zum Theater gehört des Weiteren das „Junge Staatstheater“, angeschlossen sind außerdem die Meininger Hofkapelle und die Bürgerbühne Meiningen. Die traditionsreiche Bühne wird unter dem Dach der Kulturstiftung Meiningen-Eisenach vom Land Thüringen, der Stadt Meiningen und dem Landkreis Schmalkalden-Meiningen gemeinsam getragen. Bis April 2017 trug das Theater den Namen „Das Meininger Theater – Südthüringisches Staatstheater“, seitdem ist die Bezeichnung „Staatstheater“ in den Titel integriert. | Website            | |
| Minden                   | Stadttheater Minden                                         | Das Stadttheater Minden ist ein Rangtheater in der ostwestfälischen Stadt Minden im Kreis Minden-Lübbecke. Das Theater wurde in den Jahren 1906 bis 1908 in neobarocker Form erbaut, der Entwurf stammt von den Architekten August Kersten (Stadtbaurat in Minden) und Paul Kanold (Regierungsbaumeister in Berlin). | Website            | |
| München                  | Bayerische Staatsoper                                       | Die Bayerische Staatsoper in München zählt zu den renommiertesten Opernhäusern der Welt und kann auf eine beachtliche Geschichte und Tradition zurückblicken. Europaweit beachtete Uraufführungen fanden bereits um 1700 statt. Die Vorstellungen finden im Nationaltheater am Max-Joseph-Platz, im Prinzregententheater, im Alten Residenztheater (Cuvilliés-Theater) oder in der Reithalle München statt. Das Opernhaus wird vom Bayerischen Staatsorchester bespielt. Seit 1875 werden hier auch die Münchner Opernfestspiele veranstaltet, weltweit eines der wichtigsten Musikfestivals. | Website            | |
| München                  | Così facciamo                                               | Così facciamo ist eine Theaterkompagnie mit Sitz in München. Sie hat mehrere Spielstätten. | Website            | Bild gesucht Der Benutzer Bernd Winnig wünscht sich an dieser Stelle ein Bild. Weitere Infos zum Motiv findest du vielleicht auf der Diskussionsseite . Falls du dabei helfen möchtest, erklärt die Anleitung , wie das geht. |
| München                  | Cuvilliés-Theater                                           | Das Cuvilliés-Theater (ehemals Residenztheater) in München wird als das bedeutendste Rokokotheater Deutschlands bezeichnet. Es befindet sich heute im sogenannten Apothekenstock der Münchner Residenz. Neben den Reichen Zimmern in der Residenz und der Amalienburg im Nymphenburger Park gehört es zu den bedeutendsten Bauwerken von François de Cuvilliés. | Website            | |
| München                  | Kammeroper München                                          | Die Kammeroper München ist ein freies Münchner Opernensemble mit wechselnden Spielstätten, das 2004 von Christiane Steffens, Christophe Gördes und Carlos Dominguez-Nieto gegründet wurde. | Website            | Bild gesucht Der Benutzer Bernd Winnig wünscht sich an dieser Stelle ein Bild. Weitere Infos zum Motiv findest du vielleicht auf der Diskussionsseite . Falls du dabei helfen möchtest, erklärt die Anleitung , wie das geht. |
| München                  | Nationaltheater München                                     | Das Nationaltheater am Max-Joseph-Platz in München ist der Spielort der Bayerischen Staatsoper, des Bayerischen Staatsorchesters und des Bayerischen Staatsballetts. | Website            | |
| München                  | Prinzregententheater                                        | Das Prinzregententheater ist ein freistehender Theaterbau am Prinzregentenplatz des Stadtteils Bogenhausen im Osten Münchens und wurde nach Prinzregent Luitpold benannt. Der von 1900 bis 1901 errichtete Bau wurde von dem zu dieser Zeit äußerst erfolgreichen Architekten Max Littmann entworfen. Dieser orientierte sich bei seinen Plänen besonders am Richard-Wagner-Festspielhaus in Bayreuth und übernimmt beispielsweise den amphitheatralischen Zuschauerraum. Das im Jahre 1988 zunächst nur in der kleinen Lösung wiedereröffnete Theater verfügt seit 1996 nun wieder über seine große Bühne. | Website            | |
| München                  | Staatstheater am Gärtnerplatz                               | Das Staatstheater am Gärtnerplatz (im allgemeinen Sprachgebrauch Gärtnerplatztheater) wurde am 4. November 1865 in der Münchner Isarvorstadt am belebten Gärtnerplatz als „Actien-Volkstheater“ eröffnet. Es ist heute neben dem Bayerischen Staatsschauspiel und der Bayerischen Staatsoper eines von drei Bayerischen Staatstheatern und einer der fünf Theaterbauten sowie neben der Bayerischen Staatsoper das zweite Opernhaus der Stadt. Im Oktober 2017 wurde das Gebäude nach einer Generalsanierung wieder eröffnet. | Website            | |
| Miesbach                 | Freies Landestheater Bayern                                 | Das Freie Landestheater Bayern ist eine Theaterkompagnie aus Miesbach mit mehreren Spielstätten. | Website            | Bild gesucht Der Benutzer Bernd Winnig wünscht sich an dieser Stelle ein Bild. Weitere Infos zum Motiv findest du vielleicht auf der Diskussionsseite . Falls du dabei helfen möchtest, erklärt die Anleitung , wie das geht. |
| Münster                  | Theater Münster                                             | Das Theater Münster (ehemals: Städtische Bühnen Münster) ist ein Fünfspartentheater in Münster und bietet Vorstellungen der eigenen Ensembles in den Sparten Musiktheater (Oper/Operette/Musical), Schauspiel, Tanztheater (Ballett) und Junges Theater. Im Theater Münster finden außerdem die Sinfoniekonzerte des Sinfonieorchesters Münster statt. Ergänzt wird das Programm durch die Produktionen der Niederdeutschen Bühne, zahlreiche Gastspiele, Lesungen, Vorträge und Ausstellungen. | Website            | |
| Naumburg (Saale)         | Opernhaus vorm Salztor                                      | Das Opernhaus vorm Salztor war ein im Jahr 1701 eröffnetes Theatergebäude in Naumburg (Saale). Das Haus wurde während der Regentschaft des Herzogs Moritz Wilhelm von Sachsen-Zeitz in dessen Auftrag errichtet. Im Jahr 1716 brannte es ab und wurde nicht wieder aufgebaut. In den 15 Jahren seines Bestehens wurden im Naumburger Opernhaus mindestens 14 verschiedene Opern und ein Schauspiel aufgeführt. |                    | Bild gesucht Der Benutzer Bernd Winnig wünscht sich an dieser Stelle ein Bild. Weitere Infos zum Motiv findest du vielleicht auf der Diskussionsseite . Falls du dabei helfen möchtest, erklärt die Anleitung , wie das geht. |
| Neuburg an der Donau     | Neuburger Kammeroper                                        | Die Neuburger Kammeroper e. V. ist eine seit 1969 im Stadttheater von Neuburg an der Donau spielende Institution, die selten aufgeführte Werke des Musiktheaters aus dem 18. und 19. Jahrhundert auf die Bühne bringt. | Website            | |
| Neustrelitz              | Landestheater Neustrelitz                                   | Das Landestheater Neustrelitz (ehemals Friedrich-Wolf-Theater und Landestheater Mecklenburg) in Neustrelitz mit 400 Zuschauerplätzen im Großen Haus ist die Hauptspielstätte der Theater und Orchester GmbH Neubrandenburg/Neustrelitz. Sowohl Musiktheater- und Schauspielinszenierungen als auch philharmonische Konzerte und Ballettabende werden hier von den hauseigenen Ensembles präsentiert. Während der Sommermonate bildet der benachbarte Schlossgarten die Kulisse für die Schlossgartenfestspiele Neustrelitz mit Freilicht-Operetten-Inszenierungen und Schauspielinszenierungen. | Website            | |
| Nordhausen               | Theater Nordhausen                                          | Die Theater Nordhausen/Loh-Orchester Sondershausen GmbH ist eine Kultureinrichtung in Thüringen, die aus dem Zusammenschluss des Theaters Nordhausen und des Loh-Orchesters Sondershausen hervorgegangen ist. | Website            | |
| Nürnberg                 | Pocket Opera Company                                        | Die Pocket Opera Company (POC) wurde 1974 gegründet und ist Deutschlands ältestes, freies Musiktheater mit Sitz in Nürnberg. | Website            | Bild gesucht Der Benutzer Bernd Winnig wünscht sich an dieser Stelle ein Bild. Weitere Infos zum Motiv findest du vielleicht auf der Diskussionsseite . Falls du dabei helfen möchtest, erklärt die Anleitung , wie das geht. |
| Nürnberg                 | Staatstheater Nürnberg                                      | Das Staatstheater Nürnberg ist eines der großen Mehrspartentheater in Deutschland. Als vierte Staatsbühne im Freistaat Bayern ging es am 1. Januar 2005 aus den ehemaligen Städtischen Bühnen Nürnberg hervor. Prägnantestes Gebäude ist das in der Stadtsilhouette weithin erkennbare Nürnberger Opernhaus. Weitere Spielstätten sind das Schauspielhaus Nürnberg mit den Kammerspielen und der BlueBox sowie die Meistersingerhalle. Dort finden Konzertreihen der Staatsphilharmonie Nürnberg statt, des Orchesters des Staatstheaters. | Website            | |
| Oldenburg (Oldb)         | Oldenburgisches Staatstheater                               | Das Oldenburgische Staatstheater ist das älteste Theater in Oldenburg, Niedersachsen. Das Siebenspartenhaus in öffentlicher Trägerschaft bietet Vorstellungen der eigenen Ensembles in den Sparten Musiktheater (Oper/Operette/Musical), Schauspiel, Tanztheater (Ballett), Konzert, Kinder- und Jugendtheater und Niederdeutsches Theater; letzteres spielt ausschließlich Stücke in niederdeutscher Sprache, umgangssprachlich als Plattdeutsch bekannt. Des Weiteren präsentiert das Oldenburgische Staatstheater zahlreiche Gastspiele und Lesungen, sowie Vorträge, Ausstellungen und Bürgerprojekte, welche in der Sparte Sieben ihren Platz finden. | Website            | |
| Osnabrück                | Theater Osnabrück                                           | Das Theater Osnabrück (ursprünglich Stadt-Theater) ist ein Vier-Sparten-Theater in Osnabrück (Niedersachsen), das von der Städtische Bühnen Osnabrück gGmbH betrieben wird. Hauptspielstätte ist das Jugendstil-Theater mit 642 Plätzen am Domhof. Daneben gibt es in der Weststadt (Osnabrück) ein Studio-Theater, das emma-theater, mit 96 Plätzen. Außer den Sparten Musik, Schauspiel und Tanz bieten die Städtischen Bühnen Theater für Kinder und Jugendliche mit Oskar, dem Jungen Theater Stadt und Land Osnabrück. | Website            | |
| Passau                   | Landestheater Niederbayern                                  | Das Landestheater Niederbayern, gegründet 1952, ist ein Zwei-Sparten-Theater (Musiktheater und Schauspiel) in der Region Niederbayern. Derzeit werden die Stadttheater Landshut und Passau, das Theater am Hagen in Straubing sowie weitere Abstecher-Spielorte im Bezirk Niederbayern bespielt. Das Orchester des Landestheaters ist die Niederbayerische Philharmonie. | Website            | |
| Pforzheim                | Stadttheater Pforzheim                                      | Das Stadttheater Pforzheim ist das Theater der Stadt Pforzheim in Baden-Württemberg. Das Theater befindet sich am Waisenhausplatz direkt an der Enz. Dem 1990 nach Plänen des Architekten Bodo Fleischer errichteten Theaterbau stehen zwei Spielstätten zur Verfügung: Das Große Haus mit 511 Sitzplätzen und das Podium, welches durch eine variable Bestuhlung und Galerie Platz für bis zu 193 Zuschauer bietet. Das Stadttheater Pforzheim ist ein Drei-Sparten-Haus. Hier finden neben Theateraufführungen auch Opern, Operetten, Ballett, Konzerte und Musicals statt. Außerdem ist die Badische Philharmonie Pforzheim (ehemals Städtisches Orchester Pforzheim) unter dem Dach des Theaters untergebracht. | Website            | |
| Plauen                   | Theater Plauen-Zwickau                                      | Das Theater Plauen-Zwickau ist ein gemeinsam von den Städten Plauen und Zwickau im deutschen Bundesland Sachsen betriebenes Theater. Es vereint die Sparten Musiktheater, Schauspiel, Ballett und Orchester. | Website            | |
| Potsdam                  | Hans Otto Theater                                           | Das Hans Otto Theater (kurz HOT), benannt nach dem Schauspieler Hans Otto, ist das Potsdamer Stadttheater. Es wird in der Rechtsform einer GmbH geführt. Seit September 2006 spielt sein Ensemble im Neuen Theater, das als Sitz des Hauses synonym unter Hans Otto Theater verstanden wird und auf dem Gelände der Schiffbauergasse am Ufer des Tiefen Sees liegt. Eine weitere Spielstätte des Theaters ist die benachbarte historische Reithalle. Außerdem tritt es regelmäßig im Schlosstheater im Neuen Palais auf. | Website            | |
| Potsdam                  | Potsdamer Winteroper                                        | Die Potsdamer Winteroper wird seit 2005 gemeinsam von der Kammerakademie Potsdam und dem Hans Otto Theater in Potsdam veranstaltet. Seit 2013 nutzen sie als Aufführungsort die Friedenskirche. | Website            | Bild gesucht Der Benutzer Bernd Winnig wünscht sich an dieser Stelle ein Bild. Weitere Infos zum Motiv findest du vielleicht auf der Diskussionsseite . Falls du dabei helfen möchtest, erklärt die Anleitung , wie das geht. |
| Putbus                   | Theater Vorpommern                                          | Das Theater Vorpommern ist ein in der Rechtsform einer GmbH betriebenes Theater. Gesellschafter sind die Städte Stralsund, Greifswald und Putbus. Das Theater Vorpommern bietet Musiktheater, Schauspiel, Ballett und Konzerte. In jedem Jahr finden neben den Aufführungen in den Haupthäusern auch Open-Air-Aufführungen statt. | Website            | |
| Radebeul                 | Landesbühnen Sachsen                                        | Die Landesbühnen Sachsen sind Deutschlands zweitgrößtes Reisetheater mit Stammhaus in Radebeul bei Dresden. Das Stammhaus sitzt in Räumlichkeiten des ehemaligen Gasthofs Goldene Weintraube, in der Meißner Straße 152. | Website            | |
| Regensburg               | Theater Regensburg                                          | Das Theater Regensburg (Stadttheater) am Bismarckplatz 7 ist das städtische Theater in Regensburg. Das Theater Regensburg ist ein 5-Sparten-Haus. Als Spielstätten dienen dem Theater die Theaterbühne am Bismarckplatz inklusive Probebühne, Neuhaussaal und Foyer Neuhaussaal, das von Simon Oberdorfer erbaute Velodrom am Arnulfsplatz, das Theater am Haidplatz und die Freilichtbühne im Thon-Dittmer-Palais. Seit Februar 2015 hat auch das Junge Theater im ehemaligen Präsidialpalais am oberen Bismarckplatz eine eigene Spielstätte. | Website            | |
| Rostock                  | Volkstheater Rostock                                        | Das Volkstheater Rostock ist das städtische Theater der Hansestadt Rostock. Es verfügt über die zwei Spielstätten Großes Haus und die Kleine Komödie in Warnemünde und umfasst die Sparten Schauspiel, Musiktheater/Oper, Ballett und Tanz, Philharmonie und ab der Spielzeit 2014/15 auch das Figurentheater und die Bürgerbühne. Für jüngere Zielgruppen gibt es einen Kinder-, einen Jugend- und einen Studententheaterclub, sowie Kinder- und Jugendtheatervorstellungen. | Website            | |
| Saarbrücken              | Saarländisches Staatstheater                                | Das Saarländische Staatstheater ist ein Mehrspartenhaus im Saarland mit jährlich rund 30 Premieren und Neuproduktionen, über 700 Veranstaltungen und mehr als 200.000 Besuchern. In den Spielstätten Staatstheater, Alte Feuerwache, Congresshalle und sparte4 wird ein profiliertes Programm mit Oper, Schauspiel, Ballett, Tanz und Konzerten gezeigt. | Website            | |
| Schwerin                 | Mecklenburgisches Staatstheater Schwerin                    | Das Mecklenburgische Staatstheater Schwerin ist ein staatliches Fünfspartentheater in der Landeshauptstadt Schwerin. Neben zahlreichen Neuinszenierungen und einem großen Repertoire sind einer der alljährlichen Höhepunkte des Spielbetriebs die Schlossfestspiele Schwerin vor der Kulisse des Residenzensembles mit Schweriner Schloss, Staatstheater und Staatlichem Museum. Von 1919 bis 1933 diente das Staatstheater auch als erstes demokratisches Parlament und Landtag des Freistaates Mecklenburg-Schwerin. | Website            | |
| Schwetzingen             | Schlosstheater Schwetzingen                                 | Das frühklassizistische Schlosstheater Schwetzingen ist Teil des Schwetzinger Schlosses. Es ist das älteste erhaltene Rangtheater weltweit und das älteste erhaltene Theater in Baden-Württemberg. Weitere Bezeichnungen sind: Hoftheater, Hofoper, oder Comoedienhaus. Neben barocken und klassischen Opern werden heute während der Schwetzinger Festspiele des SWR auch zeitgenössische Opern im Theater aufgeführt. Seit 1952 wurden mehr als 35 Opernkompositionen in Auftrag gegeben und im Schlosstheater uraufgeführt. |                    | |
| Solingen                 | Theater und Konzerthaus Solingen                            | Das Theater und Konzerthaus Solingen ist eine multifunktionale Veranstaltungsstätte in der bergischen Großstadt Solingen. Unter einem Dach vereint es einen Theatersaal für Schauspiel und Oper sowie zwei Konzertsäle, wobei beide Sparten akustisch entkoppelt wurden. Es ist neben dem Teo-Otto-Theater in Remscheideines der beiden Spielstätten der Bergischen Symphoniker. | Website            | |
| Stralsund                | Theater Vorpommern                                          | Das Theater Vorpommern ist ein in der Rechtsform einer GmbH betriebenes Theater. Gesellschafter sind die Städte Stralsund, Greifswald und Putbus. Das Theater Vorpommern bietet Musiktheater, Schauspiel, Ballett und Konzerte. In jedem Jahr finden neben den Aufführungen in den Haupthäusern auch Open-Air-Aufführungen statt. | Website            | |
| Stuttgart                | Staatstheater Stuttgart                                     | Die Staatstheater Stuttgart sind ein Drei-Sparten-Theater mit den Sparten Oper Stuttgart, Stuttgarter Ballett und Schauspiel Stuttgart in der baden-württembergischen Landeshauptstadt Stuttgart. Die Hauptspielstätten befinden sich im Schlossgarten und wurden 1909–1912 von Max Littmann als Doppeltheater mit dem Opernhaus (früher Großes Haus genannt) und einem Schauspielhaus erbaut. Nach der Zerstörung des Kleinen Hauses (für das Schauspiel) im Zweiten Weltkrieg wurde dieses 1959 bis 1962 durch einen Neubau von Hans Volkart ersetzt. Das Große Haus wurde 1956 modernisiert und 1983/84 wieder in die ursprüngliche Gestalt zurückversetzt. 2001 erfolgte die Umbenennung: Das Große Haus heißt nun Opernhaus und das Kleine Haus Schauspielhaus, nicht zu verwechseln mit dem Alten Schauspielhaus. | Website            | |
| Trier                    | Theater Trier                                               | Das Theater Trier ist ein Dreispartenhaus mit 622 Plätzen, das sowohl über ein eigenes Schauspiel-, als auch über ein Ballett- und Musiktheaterensemble verfügt. Das Theater besteht seit 1802. Im Juni 2013 wurde das Theater vom Deutschen Kulturrat e. V. auf die Rote Liste Kultur gesetzt und als von Schließung bedroht (Kategorie 1) eingestuft. | Website            | |
| Ulm                      | Theater Ulm                                                 | Das Theater Ulm ist das städtische Theater in Ulm. Es ist das älteste städtische Theater Deutschlands (gegründet 1641) und wird heute als Dreispartenhaus betrieben, das eigene Ensembles für Oper/Operette, Schauspiel und Ballett besitzt. Bis 2006 hieß das Haus Ulmer Theater. Der heutige Theaterbau am Herbert-von-Karajan-Platz 1 wurde von 1966 bis 1969 nach Plänen des Architekten Fritz Schäfer errichtet und am 3. Oktober 1969 eröffnet. | Website            | |
| Weimar                   | Deutsches Nationaltheater und Staatskapelle Weimar          | Das Deutsche Nationaltheater und die Staatskapelle Weimar (kurz DNT) ist der bedeutendste Bühnenbetrieb Weimars. Die Institution vereint das Musiktheater und die Sprechbühne Deutsches Nationaltheater sowie das Orchester Staatskapelle Weimar. Bespielt werden insgesamt sechs Bühnen im ganzen Stadtgebiet. Alle Sparten des Theaters und des Orchesters geben außerdem unregelmäßige Gastspiele und haben darüber hinaus Auftritte in den elektronischen Medien. Gesellschafter der Deutsches Nationaltheater und Staatskapelle Weimar GmbH - Staatstheater Thüringen sind der Freistaat Thüringen und die Stadt Weimar. | Website            | |
| Wiesbaden                | Hessisches Staatstheater                                    | Das Hessische Staatstheater Wiesbaden in der hessischen Landeshauptstadt Wiesbaden ist ein Fünf-Sparten-Theater. Das Theater verfügt über die vier Bühnen Großes Haus (1.041 Plätze), Kleines Haus (328 Plätze), Studio (89 Plätze) und die externe Spielstätte Wartburg (154 Plätze, seit 2003) an der Schwalbacher Straße. | Website            | |
| Wittenberg               | Elbe-Elster-Theater                                         | Das Elbe-Elster-Theater, ab 1993 Mitteldeutsches Landestheater, war ein Mehrspartentheater in der Lutherstadt Wittenberg in Sachsen-Anhalt. Mit 360 Mitarbeitern galt das 1949 gegründete und im Jahre 2002 letztlich wieder geschlossene Theater Ende der 1980er Jahre als größtes Gastspieltheater der DDR. |                    | |
| Wuppertal                | Opernhaus Wuppertal                                         | Das Opernhaus Wuppertal ist ein ursprünglich als Stadttheater Barmen 1905 errichteter Theaterbau, der heute die Hauptspielstätte der Wuppertaler Bühnen und des Tanztheaters Pina Bausch bildet. | Website            | |
| Würzburg                 | Mainfranken Theater Würzburg                                | Das Mainfranken Theater Würzburg ist ein Dreispartenhaus und das größte Theater Würzburgs und Unterfrankens. Neben dem Großen Haus mit 739 Sitzplätzen beherbergt das Theater noch eine kleine Spielstätte, die Kammerspiele, die 92 Zuschauern Platz bieten. | Website            | |
| Zwickau                  | Theater Plauen-Zwickau                                      | Das Theater Plauen-Zwickau ist ein gemeinsam von den Städten Plauen und Zwickau im deutschen Bundesland Sachsen betriebenes Theater. Es vereint die Sparten Musiktheater, Schauspiel, Ballett und Orchester. | Website            | |

### Estland
| Ort     | Opernhaus            | Details | Offizielle Website | Bild |
| ------- | -------------------- | --- | ------------------ | ---- |
| Tallinn | Nationaloper Estonia | Die Nationaloper Estonia (estnisch: Rahvusooper Estonia) ist eine der wichtigsten Kulturinstitutionen Estlands. Ihr Stammsitz, das Opern- und Konzerthaus Estonia, liegt im Zentrum der Hauptstadt Tallinn. Die finnischen Architekten Armas Lindgren und Wivi Lönn planten das repräsentative Gebäude im Jugendstil, das heute noch Stammsitz des Nationaloper ist. Am 24. August 1913 fand die feierliche Einweihung statt.       | Website            |      |
| Tartu   | Vanemuine            | Das Vanemuine ist ein Theater in Tartu in Estland. Es ist das älteste Theater estnischer Sprache und geht auf das Jahr 1870 zurück. Das Theater befand sich ursprünglich in einem Gebäude an der Jaama-Straße, das jedoch 1903 durch ein Feuer zerstört wurde. Ein von Armas Lindgrenentworfenes neues Gebäude wurde 1906 an der Aia-Straße (heute Vanemuise-Straße) eröffnet, mit diesem begann der professionelle Theaterbetrieb. | Website            |      |

### Finnland
| Ort       | Opernhaus              | Details | Offizielle Website | Bild |
| --------- | ---------------------- | --- | ------------------ | --- |
| Helsinki  | Finnische Nationaloper | Die Finnische Nationaloper (finnisch: Suomen Kansallisooppera) ist das einzige professionelle Opernensemble Finnlands. Das Ensemble wurde 1911 gegründet. Das Gebäude, in dem es untergebracht ist, befindet sich in der Hauptstadt Helsinki am Ufer der Bucht Töölönlahti. Es wurde 1993 fertiggestellt und verfügt über zwei Auditorien: Das Haupttheater verfügt über 1350 Sitze, das kleinere bietet je nach Bestuhlung 300 bis 500 Besuchern Platz. | Website            | |
| Jyväskylä | Jyväskylän Ooppera     | Die Jyväskylän Ooppera ist ein Opernhaus im finnischen Jyväskylä. | Website/           | Bild gesucht Der Benutzer Bernd Winnig wünscht sich an dieser Stelle ein Bild. Weitere Infos zum Motiv findest du vielleicht auf der Diskussionsseite . Falls du dabei helfen möchtest, erklärt die Anleitung , wie das geht. |
| Kokkola   | Kokkola Ooppera        | Die Kokkola Ooppera ist ein Opernhaus im finnischen Kokkola. | Website            | Bild gesucht Der Benutzer Bernd Winnig wünscht sich an dieser Stelle ein Bild. Weitere Infos zum Motiv findest du vielleicht auf der Diskussionsseite . Falls du dabei helfen möchtest, erklärt die Anleitung , wie das geht. |
| Tampere   | Tampereen Ooppera      | Die Tampereen Ooppera ist ein Opernhaus in Tampere, Finnland und wurde 1946 gegründet. | Website            | Bild gesucht Der Benutzer Bernd Winnig wünscht sich an dieser Stelle ein Bild. Weitere Infos zum Motiv findest du vielleicht auf der Diskussionsseite . Falls du dabei helfen möchtest, erklärt die Anleitung , wie das geht. |
| Vaasa     | Vaasan Ooppera         | Die Vaasan Ooppera ist ein Opernhaus in Vaasa. Es ist die zweitälteste regionale Oper in Finnland und wurde 1956 gegründet. | Website            | Bild gesucht Der Benutzer Bernd Winnig wünscht sich an dieser Stelle ein Bild. Weitere Infos zum Motiv findest du vielleicht auf der Diskussionsseite . Falls du dabei helfen möchtest, erklärt die Anleitung , wie das geht. |

### Frankreich
| Ort              | Opernhaus                           | Details | Offizielle Website | Bild |
| ---------------- | ----------------------------------- | --- | ------------------ | --- |
| Aix-en-Provence  | Grand Théâtre de Provence           | Das Grand Théâtre de Provence ist ein Theater in Aix-en-Provence im neuen Stadtteil Sextius Mirabeau. Für die Gestaltung der Räume wurde ein Symbol von Aix genutzt: auf der Außenseite erinnern Steine verschiedener Farben an ihre Herkunft aus der Montagne Sainte-Victoire. | Website            | |
| Angers           | Angers-Nantes Opéra                 | Die Angers-Nantes Opéra wurde im Januar 2003 durch die Fusion der Opernhäuser in Angers und Nantes gegründet, um der Oper in ganz Westfrankreich neue Impulse zu geben. Das Unternehmen nutzt eine Vielzahl von Veranstaltungsräumen in den beiden Städten und in der gesamten Region, aber die wichtigsten Spielstätten sind das Grand Théâtre d'Angers mit 728 Sitzplätzen in Angers und das Théâtre Graslin mit 784 Sitzplätzen in Nantes. | Website            | Bild gesucht Der Benutzer Bernd Winnig wünscht sich an dieser Stelle ein Bild. Weitere Infos zum Motiv findest du vielleicht auf der Diskussionsseite . Falls du dabei helfen möchtest, erklärt die Anleitung , wie das geht. |
| Angers           | Grand Théâtre d'Angers              | Das Grand Théâtre d'Angers in Maine-et-Loire ist ein Theater aus dem 19. Jahrhundert, das sich im Stadtzentrum am Place du Ralliement befindet. Das Theaterhaus hat 700 Sitzplätze und ist Heimat für Musik, Theater und Oper. | Website            | |
| Angers           | Théâtre Graslin                     | Das Théâtre Graslin ist ein Opernhaus in Nantes. Es wurde gegen Ende des 18. Jahrhunderts vom Architekten Mathurin Crucy im Stil des Klassizismus erbaut und nach Jean-Louis Graslin, dem Grundbesitzer benannt. Die Eröffnung fand am 23. März 1788 statt. 1796 brannte das Theater ab, wurde aber in der napoleonischen Zeit wieder aufgebaut. Eine umfassende Restaurierung fand 2003 statt. Die Kapazität des Hauses beträgt heute 784 Plätze. Der Opernbetrieb erfolgt derzeit in Kooperation mit dem „Grand Théâtre d'Angers“. Am Theaterplatz gegenüber befindet sich die bekannte Brasserie La Cigale. | Website            | |
| Antibes          | Anthea                              | Das Anthea ist ein Theaterhaus in Antibes. | Website            | Bild gesucht Der Benutzer Bernd Winnig wünscht sich an dieser Stelle ein Bild. Weitere Infos zum Motiv findest du vielleicht auf der Diskussionsseite . Falls du dabei helfen möchtest, erklärt die Anleitung , wie das geht. |
| Avignon          | Opéra d'Avignon                     | Die Opéra d'Avignon ist ein Opernhaus in Avignon, das seit fast zwei Jahrhunderten in Betrieb ist. Das erste Opernhaus wurde in den Jahren 1824–1825 erbaut und am 30. Oktober 1825 eröffnet. Das ursprüngliche Opernhaus wurde bei einem Brand am 26. Januar 1846 zerstört. Das heutige Opernhaus wurde in den Jahren 1846–1847 erbaut und von den Architekten Léon Feuchère und Théodore Charpentier entworfen. | Website            | |
| Besançon         | Théâtre de Besançon                 | Das Théâtre de Besançon oder Théâtre Ledoux in der Altstadt von Besançon wird als Schauspielhaus, als Opernhaus und Veranstaltungsort für Konzerte genutzt. | Website            | |
| Bordeaux         | Grand Théâtre de Bordeaux           | Das Grand Théâtre de Bordeaux oder auch Grand Théâtre (Bordeaux) ist ein historisches Gebäude in der südwestfranzösischen Großstadt Bordeaux. Das Grand Théâtre ist das bedeutendste Theater der Stadt und der Metropolregion im Südwesten Frankreichs und ist Spielstätte der Opéra National de Bordeaux für Oper/Operette, Sprechtheater, Konzerte, Tanztheater sowie für Veranstaltungen. Das Grand Théâtre de Bordeaux mit etwa 1100 Besucherplätzen liegt im Zentrum der Stadt Bordeaux etwa 300 Meter westlich des Ufers der Garonne. | Website            | |
| Caen             | Théâtre de Caen                     | Das Théâtre de Caen ist ein Theaterhaus in Caen. | Website            | Bild gesucht Der Benutzer Bernd Winnig wünscht sich an dieser Stelle ein Bild. Weitere Infos zum Motiv findest du vielleicht auf der Diskussionsseite . Falls du dabei helfen möchtest, erklärt die Anleitung , wie das geht. |
| Clermont-Ferrand | Opéra municipal de Clermont-Ferrand | Die Opéra municipal de Clermont-Ferrand ist ein Opernhaus in Clermont-Ferrand. | Website            | |
| Clermont-Ferrand | Centre Lyrique Clermont-Auvergne    | Das Centre Lyrique Clermont-Auvergne ist ein Theaterhaus in Clermont-Ferrand. | Website            | Bild gesucht Der Benutzer Bernd Winnig wünscht sich an dieser Stelle ein Bild. Weitere Infos zum Motiv findest du vielleicht auf der Diskussionsseite . Falls du dabei helfen möchtest, erklärt die Anleitung , wie das geht. |
| Compiègne        | Théâtre Imperial de Compiègne       | Das Théâtre Impérial de Compiègne ist ein Theaterhaus in Compiègne. | Website            | |
| Compiègne        | Théâtre Français de la Musique      | Das Théâtre Français de la Musique ist ein Theaterhaus in Compiègne. | Website            | Bild gesucht Der Benutzer Bernd Winnig wünscht sich an dieser Stelle ein Bild. Weitere Infos zum Motiv findest du vielleicht auf der Diskussionsseite . Falls du dabei helfen möchtest, erklärt die Anleitung , wie das geht. |
| Colomiers        | Opéra Éclaté                        | Die Opéra Éclaté ist eine kleine Opernkompagnie in Colomiers. Sie wurde 1985 von Oliver Desbordes gegründet. 1998–1999 wurde die Opéra Éclaté vom Kulturministerium als „Compagnie nationale de Théâtre Lyrique et Musical“ anerkannt. Die Opéra Éclaté spielt in einer Vielzahl von Veranstaltungsorten und versucht diejenigen zu erreichen, die normalerweise nicht zur Oper gehen. | Website            | Bild gesucht Der Benutzer Bernd Winnig wünscht sich an dieser Stelle ein Bild. Weitere Infos zum Motiv findest du vielleicht auf der Diskussionsseite . Falls du dabei helfen möchtest, erklärt die Anleitung , wie das geht. |
| Dijon            | Auditorium de Dijon                 | Das Auditorium de Dijon ist ein Theaterspielsaal mit 1 611 Sitzplätzen, der seit 1998 existiert. Es ist eine der Spielstätten der Opéra de Dijon. | Website            | |
| Dijon            | Grand Théâtre de Dijon              | Das Grand Théâtre de Dijon, eines der schönsten in Frankreich, ist ein Theatergebäude in Dijon. Es ist eine von zwei Spielstätten der Opéra de Dijon. Anfangs hatte das Grand Théâtre 1000 Sitzplätze. Die Renovierung und Restaurierung des Gebäudes reduzierte die Anzahl 1969 auf 692 Plätze, um den Sehkomfort zu verbessern. Das Innere des Gebäudes wurde 2005 erneut restauriert und ist mit seiner außergewöhnlichen Akustik das bedeutendste Theatergebäude des Burgunds. | Website            | |
| Dijon            | Opéra de Dijon                      | Die Opéra de Dijon ist eine Opernkompagnie in Dijon. Sie bespielt als Hauptveranstaltungsorte das Grand Théâtre de Dijon und das Auditorium de Dijon. Neben Opern veranstaltet die Organisation auch Ballette und klassische Musikkonzerte. | Website            | |
| Lille            | Opéra de Lille                      | Die Opéra de Lille ist ein traditionsreiches Opernhaus in der französischen Stadt Lille. Das Opernhaus wurde in den Jahren 1907 bis 1914 von dem Architekten Louis Marie Cordonnier als Prachtbau im Stil des Historismus der Belle Époque errichtet. Die Eröffnung wurde durch den Ausbruch des Ersten Weltkriegs 1914 verhindert. Am 2. Februar 1919 konnte die erste französische Aufführung mit George Bizets Bühnenmusik L’Arlésienne stattfinden. Das Theater musste jedoch aus Gründen der Bausicherheit nach wenigen Aufführungen geschlossen werden. Erst 1923 konnte es als Grand Théâtre de Lille feierlich eröffnet werden. | Website            | |
| Limoges          | Opéra de Limoges                    | Die Opéra de Limoges, ursprünglicher Name Grand théâtre de Limoges oder Opéra-théâtre de Limoges ist ein Theater im Stadtzentrum von Limoges am Place Stalingrad. Sie ist dem regionalen Konservatorium von Limoges angeschlossen. Im Opernhaus finden lyrische Aufführungen (Opern, Konzerte, Kammermusikkonzerte, Ballette) sowie andere nicht lyrische Veranstaltungen (Theaterstücke, Konzerte zeitgenössischer Musik, französische Chansons, Comedy-Shows und Festival-Events) statt. Das an Stelle des Cirque-Théâtre errichtete Gebäude, das 1919 eröffnet wurde, wurde von Pierre Sonrel entworfen. | Website            | |
| Lyon             | Opéra National de Lyon              | Die Opéra National de Lyon ist ein gemeinnütziger Verein mit dem Ziel, die Musik und den Tanz in Lyon sowie der Region Rhône-Alpes zu fördern. Die Opéra National de Lyon wurde 1983 gegründet und genießt seit 1996 den Status einer Opéra national. Zur Oper gehören ein Chor, ein Orchester sowie ein Ballett. Das Opernhaus der Opéra National de Lyon befindet sich am Place de la Comédie im 1. Arrondissement der Stadt, direkt gegenüber dem Rathaus. Das Opernhaus wurde zwischen 1985 und 1993 vom renommierten französischen Architekten Jean Nouvel neu gestaltet und wird seitdem auch Opéra Nouvel genannt. | Website            | |
| Marseille        | Opéra de Marseille                  | Die Opéra de Marseille, heute auch als Opéra Municipal bekannt, ist ein Opernhaus mit Sitz in Marseille. Es wurde von den drei Architekten Ebrard, Castel und Raymond entworfen, am 4. Dezember 1924 eröffnet und bietet 1.800 Sitzplätze. | Website            | |
| Massy            | Opéra de Massy                      | Die Opéra de Massy ist ein Opernhaus in der französischen Gemeinde Massy, im Département Essonne und in der Region Île-de-France. Die Opéra de Massy ist Mitglied der ROF (Réunion des opéras de France), der RESEO (Réseau européen pour la sensibilisation à l'opéra et à la danse) und der Opera Europa. | Website            | |
| Mérignac         | Le Pin Galant                       | Le Pin Galant ist ein Theaterhaus im französischen Mérignac. | Website            | Bild gesucht Der Benutzer Bernd Winnig wünscht sich an dieser Stelle ein Bild. Weitere Infos zum Motiv findest du vielleicht auf der Diskussionsseite . Falls du dabei helfen möchtest, erklärt die Anleitung , wie das geht. |
| Metz             | Opéra-Théâtre de Metz Métropole     | Das Opéra-Théâtre de Metz Métropole ist ein Opernhaus und Theater mit 750 Sitzplätzen auf der Insel Petit-Saulcy in Metz, Hauptstadt des Départements Moselle. Es ist das älteste Opernhaus Frankreichs und eines der ältesten in Europa. | Website            | |
| Montpellier      | Opéra National de Montpellier       | Die Opéra National de Montpellier Languedoc-Roussillon (meist Opéra Comédie genannt) ist ein Opernhaus im französischen Montpellier. Die Opernkompagnie wurde im Jahre 1755 gegründet, erhielt den Status einer nationalen Oper jedoch erst im Jahr 2002 durch das französische Kulturministerium. Hauptsitz der Institution ist die Opéra Comédie an der Place de la Comédie in Montpellier. Das Gebäude wurde 1888 eröffnet. Neben dem Großen Haus mit 1200 Sitzplätzen beherbergt es den Konzertsaal Salle Molière mit 350 Sitzplätzen. Seit 1990 werden auch Aufführungen in der Opéra Berlioz im Kultur- und Kongresszentrum Le Corum präsentiert, das 2000 Sitzplätze aufweist. Als Opernorchester wirkt das Orchestre National de Montpellier Languedoc-Roussillon. | Website            | |
| Nancy            | Opéra national de Lorraine          | Die Opéra national de Lorraine befindet sich in Nancy und stellt das bedeutendste Opernhaus im Nordosten Frankreichs dar. Den jetzigen Namen trägt das Haus seit Januar 2006, zuvor hieß es Opéra de Nancy et de Lorraine. | Website            | |
| Nantes           | Théâtre Graslin                     | Das Théâtre Graslin ist ein Opernhaus in Nantes. Es wurde gegen Ende des 18. Jahrhunderts vom Architekten Mathurin Crucy im Stil des Klassizismus erbaut und nach Jean-Louis Graslin, dem Grundbesitzer benannt. Die Eröffnung fand am 23. März 1788 statt. 1796 brannte das Theater ab, wurde aber in der napoleonischen Zeit wieder aufgebaut. Eine umfassende Restaurierung fand 2003 statt. Die Kapazität des Hauses beträgt heute 784 Plätze. Der Opernbetrieb erfolgt derzeit in Kooperation mit dem Grand Théâtre d'Angers. | Website            | |
| Nizza            | Opéra de Nice                       | Die Opéra de Nice ist ein Opernhaus im Herzen der Altstadt von Nizza mit insgesamt 1195 Sitzplätzen. Außer Oper werden dort die Sparten Ballett und Konzert bedient. Das Haus ist Sitz des Orchestre Philharmonique de Nice und verfügt über einen eigenen Chor und ein Ballett. | Website            | |
| Paris            | Cité de la musique                  | Die Cité de la musique ist eine Sammlung von Institutionen, die der Musik gewidmet sind, und gehört zum Parc de la Villette – gelegen im Viertel La Villette, im 19. Arrondissement von Paris. Erbaut von Architekt Christian de Portzamparc und 1995 eingeweiht. Zur Cité de la Musique gehören: - ein Amphitheater - ein Konzertsaal für 800 bis 1.000 Zuschauer - ein Museum mit Instrumenten - Räume für Ausstellungen - Raum für Ateliers - Raum für wichtige Dokumentationen Die Cité de la musique betreibt außerdem die traditionsreiche Salle Pleyel im 8. Pariser Arrondissement. | Website            | |
| Paris            | Opéra Bastille                      | Die Opéra Bastille (Bastille-Opernhaus) ist eines der zwei Pariser Opernhäuser, die der staatlichen Institution der Opéra National de Paris unterstehen. Diese 1989 eröffnete Oper von Carlos Ott sollte das bis zu diesem Zeitpunkt zentrale Opernhaus, die Opéra Garnier, auch „Palais Garnier“ genannt, entlasten, die heute hauptsächlich für Ballettaufführungen des Ballet de l’Opéra de Paris genutzt wird, aber auch weiterhin klassische Opern aufführt. | Website            | |
| Paris            | Opéra Garnier                       | Die Opéra Garnier, auch Palais Garnier genannt, ist eines der zwei Pariser Opernhäuser, die der staatlichen Institution Opéra National de Paris unterstehen. Die Opéra Garnier wurde 1875 eröffnet und steht am rechten Seineufer im 9. Arrondissement. Ihren Namen verdankt sie ihrem Erbauer Charles Garnier. Seit der Eröffnung der Opéra Bastille im Jahre 1989 wird die Opéra Garnier hauptsächlich für Ballettaufführungen des hauseigenen Ballettensembles Ballet de l’Opéra de Paris genutzt, führt aber nach wie vor auch klassische Opern auf. | Website            | |
| Paris            | Opéra National de Paris             | Die Opéra National de Paris und ihre Vorgängerinstitute spielen durch stilprägende Uraufführungen eine bedeutende Rolle in der Operngeschichte. Die Institution der Opéra wurde immer als unabhängig von ihren wechselnden Aufführungsorten betrachtet. Vor der Französischen Revolution (seit 1669) hieß sie Académie Royale de musique und war in die Académie Royale eingegliedert. | Website            | |
| Paris            | Opéra-Comique                       | Die Opéra-Comique ist ein Theater in Paris. Es steht am Place Boieldieu, in der Nähe des Boulevard des Italiens im 2. Arrondissement und ist auch unter dem Namen Salle Favart bekannt. | Website            | |
| Paris            | Théâtre de l'Athénée-Louis-Jouvet   | Das Théâtre de l'Athénée-Louis-Jouvet ist ein Theater in der Rue Boudreau 7, im 9. Arrondissement von Paris. | Website            | |
| Paris            | Théâtre des Bouffes du Nord         | Das Théâtre des Bouffes du Nord ist ein Theater in Paris, das sich neben dem Gare du Nord befindet. Es wurde im Jahr 1876 durch den deutschen Kaiser Wilhelm den II. gegründet. In den ersten zehn Jahren hatte es mindestens fünfzehn künstlerische Leiter, deren bemerkenswerteste Olga Léaud war, die das Theater nach dem Ausfall einer Produktion übernommen hatte. Das Theater wurde 1885 kurze Zeit wiederbelebt als Ballett-Theater, doch diese Ausrichtung wurde bereits 1886 wieder aufgegeben. Dann wurde es von zwei Schauspielern, Emmanuel Clot und G. Dublay, geleitet. 1904 wurde es vollständig restauriert, neu gestrichen und elektrifiziert. Es wurde in Théâtre Molière umbenannt und Arthur Bernède und Gaston Leroux begannen, Stücke dafür zu schreiben. Wie viele andere Pariser Theater wurde es im August 1914 geschlossen. Bis 1974 wurde das Theater von vielen verschiedenen Unternehmen verwendet, aber keines war in der Lage, es zu renovieren und den aktuelleren Sicherheitsstandards anzupassen. Der britische Regisseur Peter Brook übernahm die Leitung 1974 und siedelte dort seine Theatergruppe an. Nach 34 Jahren gab Brook sein Theater in jüngere Hände. | Website            | |
| Paris            | Théâtre des Champs-Elysées          | Das Théâtre des Champs-Élysées ist ein Theater in Paris. Es liegt nicht an der Straße Champs-Élysées, sondern an der Avenue Montaigne Nr. 15, und erregte Anfang des 20. Jahrhunderts durch seine Architektur und vor allem durch skandalumwitterte Aufführungen Aufsehen. Noch heute ist es eine Spielstätte des Musiktheaters und eines der bekanntesten Konzerthäuser der Stadt. Auguste Perret errichtete von 1911 bis 1913 das ursprünglich von Henry van de Velde konzipierte Theater. Im Inneren befinden sich drei Säle übereinander: Das Grand Théâtre mit 2.000 Sitzen, darüber La Comédie mit 655 Sitzen und Le Studio (257 Sitze), das 1923 eröffnet wurde. Das Théâtre des Champs-Élysées ist heute der klassischen Musik gewidmet und Heimstätte des Orchestre National de France und des Orchestre Lamoureux sowie Stützpunkt der Wiener Philharmoniker in Frankreich. | Website            | |
| Paris            | Théâtre du Châtelet                 | Das Théâtre du Châtelet ist ein Pariser Theater. Es befindet sich im 1. Arrondissement, 2 rue Edouard Colonne, und wurde 1862 eröffnet. Das Théâtre du Châtelet führt heute vor allem Opern und klassische Konzerte auf. | Website            | |
| Paris            | Théâtre Feydeau                     | Das Théâtre Feydeau war ein ehemaliges Theater in Paris, das im Jahre 1791 eröffnet wurde. Es führte hauptsächlich italienische und französische Opern und Komödien auf. Ebenso war es ein Ort der Opernparodie und am Ende des 18. Jahrhunderts der sogenannten Revolutions- und Schreckensoper. 1829 wurde das Gebäude wegen Baufälligkeit geschlossen und abgerissen. |                    | |
| Reims            | Opéra de Reims                      | Die Opéra de Reims ist ein Opernhaus in Reims. Es wurde vom Architekten Alphonse Gosset in Zusammenarbeit mit Narcisse Brunette und Ernest Leclère erbaut und 1873 eingeweiht. | Website            | |
| Rennes           | Opéra de Rennes                     | Die Opéra de Rennes ist ein Opernhaus in Rennes. Sie wurde von Charles Millardet entworfen und von Pierre Louise erbaut. | Website            | |
| Rouen            | Opéra de Rouen Normandie            | Die Opéra de Rouen Normandie oder Opéra de Rouen Normandie - Théâtre des arts ist ein französisches Opernhaus in Rouen in der Normandie. Es ist die Heimat des Rouen Philharmonic Orchestra. Das Opernhaus verfügt über mehrere Konzertsäle, darunter den Hauptsitz, bekannt als Théâtre des arts und die Chapelle Corneille. | Website            | |
| Saint-Étienne    | Opéra de Saint-Étienne              | Die Opéra de Saint-Étienne befindet sich im Herzen des Jardin des Plantes in Saint-Étienne. Es ist ein modernes Theater mit den Hauptbereichen: Oper, klassische Musik und Tanz. Das Opernhaus ist Mitglied der ROF (Réunion des opéras de France). | Website            | |
| Straßburg        | Opéra national du Rhin              | Die Opéra national du Rhin („Nationale Rhein-Oper“) ist das Opernensemble (Solisten und Chor) der Städte Straßburg, Mülhausen und Colmar im Elsass. Ihm unterstehen ebenfalls die Balletttruppe Ballet du Rhin, die Nachwuchsschmiede Jeunes voix du Rhin und die Schule für Maskenbildung École des arts de la transformation. Ständige Orchester sind die Straßburger Philharmoniker und das Mülhausener Symphonie-Orchester. | Website            | |
| Toulon           | Opéra de Toulon                     | Die Opéra de Toulon ist ein Opernhaus in Toulon. Es wurde am 1. Oktober 1862 eingeweiht und ist nach dem Palais Garnier in Paris das zweitgrößte Opernhaus Frankreichs. Es ist derzeit die Heimat der Opéra Toulon Provence Méditerranée. Die Opernkompagnie spielt pro Saison ungefähr acht Opern in den Opernhäusern von Toulon, Avignon, Nizza und Marseille. Das Haus bietet Platz für 1.797 Personen auf fünf Ebenen. | Website            | |
| Toulouse         | Théâtre du Capitole Toulouse        | Das Theatre du Capitole Toulouse (deutsch: Theater des Kapitols) ist ein Opernhaus im Capitol der französischen Stadt Toulouse im Département Haute-Garonne. Das Theater wurde Anfang des 19. Jahrhunderts erbaut und am 1. Oktober 1818 eröffnet. Es hat 1150 Sitzplätze. Das Theatre du Capitole beschäftigt mehr als 260 Mitarbeiter im Chor, dem Orchestre Nationale und dem Ballett. Es werden neben Opern auch Konzerte dargeboten. | Website            | |
| Tours            | Opéra de Tours                      | Das Grand Théâtre de Tours ist ein denkmalgeschütztes städtisches Gebäude in der Rue de la Scellerie in Tours. Mit mehr als neunhundert Sitzplätzen ist es der Sitz der Opera of Tours, die einen festen Chor hat. Es beherbergt außerdem das Sinfonieorchester der Region Centre-Val de Loire-Tours. | Website            | |
| Versailles       | Königliche Oper                     | Die Königliche Oper (französisch: Opéra royal du château de Versailles) des Schlosses von Versailles in Frankreich wurde 1770 unter Ange-Jacques Gabriel in der Regierungszeit Ludwig XV. vollendet. Die Errichtung des heutigen Opernhauses war eines der letzten großen Bauprojekte des Ancien Régimes in Versailles. Es ist bis in die Gegenwart weitgehend unverändert erhalten geblieben und wird noch heute regelmäßig bespielt. | Website            | |
| Vichy            | Opéra de Vichy                      | Die Opéra de Vichy ist ein Opernhaus in Vichy im Departement Allier. Es bietet Platz für mehr als 1.450 Personen. | Website            | |

### Griechenland
| Ort          | Opernhaus                        | Details | Offizielle Website | Bild |
| ------------ | -------------------------------- | --- | ------------------ | --- |
| Athen        | Griechische Nationaloper         | Die Griechische Nationaloper (griechisch: Εθνική Λυρική Σκηνή) ist die staatliche Opernkompagnie des Landes und befindet sich im Kulturzentrum Stavros Niarchos Foundation im südlichen Vorort von Athen, Palaio Faliro. Es ist eine Körperschaft des öffentlichen Rechts unter der Aufsicht des griechischen Kulturministeriums und der Leitung eines Kuratoriums und seines künstlerischen Direktors. Die Organisation ist für eine Vielzahl von Aktivitäten verantwortlich, einschließlich Opernaufführungen, Ballett und Musiktheater, Sinfoniekonzerten, speziellen Vorführungen von Opern- und Ballettaufführungen für Kinder sowie einem Opern- und Ballettstudio. | Website            | Bild gesucht Der Benutzer Bernd Winnig wünscht sich an dieser Stelle ein Bild. Weitere Infos zum Motiv findest du vielleicht auf der Diskussionsseite . Falls du dabei helfen möchtest, erklärt die Anleitung , wie das geht. |
| Athen        | Megaro Mousikis                  | Das Megaro Mousikis (griechisch Mέγαρο Mουσικής „Musikpalast“, nach dem antiken Begriff meist Megaron) ist das Konzertgebäude der gemeinnützigen „Gesellschaft der Freunde der Musik“ (Eταιρία των Φίλων της Mουσικής) an der Leoforos Vasilissis Sofias in Athen. | Website            | |
| Ermoupolis   | Apollon Theater (Syros)          | The Apollon Theater, auch bekannt als das Municipal Theater Apollo, ist ein Theater in Ermoupolis auf Syros. Das Theater wurde 1862–1864 nach den Entwürfen des italienischen Architekten Pietro Sampò erbaut und am 20. April 1864 eröffnet. | Website            | |
| Thessaloniki | Nationaltheater Nordgriechenland | Das Nationaltheater Nordgriechenland (NTNG) in Thessaloniki wurde 1961 von Sokratis Karantinos, seinem ersten Direktor, gegründet. Eine Schauspielschule und ein Tanztheater sind Bestandteile des Nationaltheaters. Das NTNG ist mit vier Hallentheatern und zwei Freilichttheatern eine der größten Theaterorganisationen in Griechenland und Europa. | Website            | |
| Thessaloniki | Philharmonie Thessaloniki        | Die Philharmonie Thessaloniki (griechisch: Μέγαρο Μουσικής Θεσσαλονίκης) ist ein Zentrum für darstellende Kunst in Thessaloniki. Sie wurde im Jahr 2000 eröffnet und besteht aus zwei Hauptgebäuden: M1 mit einem Auditorium mit 1400 Sitzplätzen und M2 im zeitgenössischen Stil des japanischen Architekten Arata Isozaki mit einer Reihe kleinerer Aufführungsräume. | Website            | |
| Korfu        | Stadttheater von Korfu           | Das Stadttheater Korfu (griechisch: Δημοτικό Θέατρο Κέρκυρας) war von 1902 bis 1943 das Haupttheater und Opernhaus in Korfu. Das Theater war der Nachfolger des Nobile Teatro di San Giacomo di Corfù, das zum Rathaus wurde. Das Stadttheater wurde während eines Luftangriffs der Luftwaffe im Jahr 1943 zerstört. In seiner 41-jährigen Geschichte war es eines der führenden Theater und Opernhäuser Europas mit Beiträgen zur Kunst und zur Geschichte des Balkans. | Website            | |

### Irland
| Ort     | Opernhaus                  | Details | Offizielle Website | Bild |
| ------- | -------------------------- | --- | ------------------ | --- |
| Cork    | Cork Opera House           | Das Cork Opera House ist ein Theater und Opernhaus in Cork. Es wurde ursprünglich im Jahr 1855 erbaut und basiert auf einer Vorlage, die der Architekt für die Ausstellungsgebäude der Irish Industrial Exhibition verwendet hatte. Seitdem überlebte es 1920 die Verbrennung eines Großteils von Cork durch britische Truppen und brannte 1955 nieder. Das Opernhaus wurde 1963 vollständig umgebaut und neu eröffnet. | Website            | |
| Dublin  | Drawing Room Opera Company | Die Drawing Room Opera Company ist eine Opernkompagnie mit Sitz in Dublin. | Website            | Bild gesucht Der Benutzer Bernd Winnig wünscht sich an dieser Stelle ein Bild. Weitere Infos zum Motiv findest du vielleicht auf der Diskussionsseite . Falls du dabei helfen möchtest, erklärt die Anleitung , wie das geht. |
| Dublin  | Gaiety Theatre             | Das Gaiety Theatre ist ein Theater in der irischen Hauptstadt Dublin. Es wurde nach sieben Monaten Bauzeit nach Plänen des Architekten Charles J. Phipps im November 1871 an der South King Street eröffnet. Das viktorianische Theater verfügt über ein Parkett und zwei Ränge im Zuschauerraum. | Website            | \| \| |
| Dublin  | Opera Ireland              | Opera Ireland war Irlands erste nationale Opernkompagnie. Obwohl ihre Wurzeln unter dem Namen Dublin Grand Opera Society bis 1941 zurückreichen, wurde das Unternehmen 1985 in seiner endgültigen Form als Dublin Grand Opera Society Ltd. gegründet. Von 1996 bis zu ihrem Ende im Jahr 2010 wurde es als Opera Ireland bekannt. Während ihrem Bestehen spielte sie im Dubliner Gaiety Theatre.                        |                    | Bild gesucht Der Benutzer Bernd Winnig wünscht sich an dieser Stelle ein Bild. Weitere Infos zum Motiv findest du vielleicht auf der Diskussionsseite . Falls du dabei helfen möchtest, erklärt die Anleitung , wie das geht. |
| Dublin  | Opera Theatre Company      | Die Opera Theatre Company ist eine Opernkompagnie mit Sitz in Dublin. | Website            | Bild gesucht Der Benutzer Bernd Winnig wünscht sich an dieser Stelle ein Bild. Weitere Infos zum Motiv findest du vielleicht auf der Diskussionsseite . Falls du dabei helfen möchtest, erklärt die Anleitung , wie das geht. |
| Dublin  | Wide Open Opera            | Die Wide Open Opera ist eine Opernkompagnie mit Sitz in Dublin. | Website            | Bild gesucht Der Benutzer Bernd Winnig wünscht sich an dieser Stelle ein Bild. Weitere Infos zum Motiv findest du vielleicht auf der Diskussionsseite . Falls du dabei helfen möchtest, erklärt die Anleitung , wie das geht. |
| Wexford | Theatre Royal (Wexford)    | Das Theatre Royal war ein Opernhaus und ein Veranstaltungsort in Wexford, das 1832 eröffnet und 2005 geschlossen wurde. Es war die Heimat der alljährlichen Wexford Festival Opera und wurde durch das National Opera House ersetzt. |                    | |
| Wexford | National Opera House       | Das National Opera House, vormals Wexford Opera House, ist ein Theaterhaus in Wexford. Es wurde offiziell am 5. September 2008 eröffnet. Das Theaterhaus wurde auf dem Gelände des ehemaligen Theatre Royal errichtet, das zuvor abgerissen wurde. Es besteht aus dem O’Reilly Theatre mit 771 Sitzplätzen und dem kleineren Jerome Hynes Theatre mit 176 Sitzplätzen.                                                  | Website            | |
|         |                            | |                    | |

### Island
| Ort       | Opernhaus         | Details | Offizielle Website | Bild |
| --------- | ----------------- | --- | ------------------ | --- |
| Reykjavík | Íslenska óperan   | Die Íslenska óperan ist ein Opernkompagnie aus Reykjavík. | Website            | Bild gesucht Der Benutzer Bernd Winnig wünscht sich an dieser Stelle ein Bild. Weitere Infos zum Motiv findest du vielleicht auf der Diskussionsseite . Falls du dabei helfen möchtest, erklärt die Anleitung , wie das geht. |
| Reykjavík | Konzerthaus Harpa | Harpa - das Konzert- und Konferenzhaus in Reykjavík (isländisch: Harpa - Tónlistar- og ráðstefnuhúsið í Reykjavík) ist das 2011 neu eröffnete Opern- und Konzerthaus in der Hauptstadt Reykjavík. Das Gebäude beherbergt sowohl das Isländische Sinfonieorchester als auch die isländische Oper und gilt mit der vom Künstler Olafur Eliasson gestalteten Fassade als architektonische Attraktion und neues Wahrzeichen der Hauptstadt. | Website            | |

### Italien
| Ort             | Opernhaus                            | Details | Offizielle Website | Bild |
| --------------- | ------------------------------------ | --- | ------------------ | --- |
| Adrano          | Teatro Bellini                       | Das Teatro Vincenzo Bellini (auch Teatro Bellini) ist das Stadttheater von Adrano in der italienischen Region Sizilien, das sowohl für Theater- und Opernaufführungen als auch als Kino genutzt wird. | Website            | |
| Alessandria     | Teatro Comunale (Alessandria)        | Das Teatro Comunale ist ein Theaterhaus in Alessandria. | Website            | Bild gesucht Der Benutzer Bernd Winnig wünscht sich an dieser Stelle ein Bild. Weitere Infos zum Motiv findest du vielleicht auf der Diskussionsseite . Falls du dabei helfen möchtest, erklärt die Anleitung , wie das geht. |
| Ancona          | Teatro delle Muse                    | Das Teatro delle Muse ist ein Theaterhaus in Ancona. Es liegt im Stadtzentrum, in der Nähe des Hafens. Veranstaltet werden Opern- und Ballettaufführungen, Symphoniekonzerte sowie ein Jazzfestival. Das neoklassizistische Gebäude wurde 1827 eingeweiht und ist ein Werk des Architekten Pietro Ghinelli. | Website            | |
| Asti            | Teatro Vittorio Alfieri              | Das Teatro Alfieri ist ein Theaterhaus in Asti. 1860 von Privataktionären gegründet, ist es seit 1940 im Besitz der Stadt und dient für Theater-, Musik- und Lyrikaufführungen. Das Teatro Alfieri befindet sich im historischen Teil der Stadt, in unmittelbarer Nähe des Rathauses. Seit 1979 wurden umfangreiche Renovierungsarbeiten durchgeführt, die im Jahr 2002 abgeschlossen wurden. |                    | |
| Bari            | Teatro Petruzzelli                   | Das Teatro Petruzzelli ist ein italienisches Opernhaus in Bari mit einer Kapazität von 1482 Plätzen, das im Jahr 1903 erbaut wurde. | Website            | |
| Bergamo         | Teatro Donizetti Bergamo             | Das Teatro Donizetti ist ein Opernhaus in Bergamo. Das Theater wurde in den 1780er Jahren nach einem Entwurf des Architekten Giovanni Francesco Lucchini erbaut und ursprünglich als Teatro Nuovo oder Teatro di Fiera bezeichnet. Die offizielle Eröffnung des Hauses unter dem Namen Teatro Riccardi erfolgte am 24. August 1791. Im Jahr 1797 wurde das ursprüngliche Theater durch ein Feuer zerstört, möglicherweise durch Brandstiftung. Lucchini wurde erneut beauftragt, ein neues Opernhaus zu schaffen. Das neue Haus wurde am 30. Juni 1800 eröffnet. Im Jahr 1897 wurde der Name des Theaters in Teatro Gaetano Donizetti (abgekürzt Teatro Donizetti) anlässlich des 100. Geburtstages des Komponisten geändert. Donizetti wurde in Bergamos Stadtviertel Borgo Canale geboren und seine erste Oper, Il Pigmalione (1816 komponiert), wurde am 13. Oktober 1960 im Theater uraufgeführt. | Website            | |
| Bologna         | Teatro Comunale di Bologna           | Das Teatro Comunale von Bologna ist das Opernhaus der Stadt Bologna und zugleich eines der wichtigsten Opernhäuser in Italien. Erste Aufführungen von Opern fanden in Bologna im siebzehnten Jahrhundert statt. Das heutige Gebäude wurde von Antonio Galli da Bibiena errichtet und am 14. Mai 1763 mit Il trionfo di Clelia eröffnet, einem Werk, das Christoph Willibald Gluck für diesen Anlass komponiert hatte. Vom neunzehnten Jahrhundert an gab es zahlreiche Ur- und Erstaufführungen, darunter Werke von Rossini, Bellini, Giuseppe Verdi sowie auch die italienische Erstaufführung des Lohengrin und des Rienzi von Richard Wagner. Der hufeisenförmige Saal bietet Platz für 1084 Zuschauer. | Website            | |
| Bozen           | Stadttheater Bozen                   | Das Stadttheater Bozen (italienisch Teatro comunale di Bolzano) ist ein Theatergebäude in der Südtiroler Landeshauptstadt Bozen. Es dient insbesondere Produktionen des Sprech- und Musiktheaters als Veranstaltungsort. Bespielt wird es in erster Linie von den Vereinigten Bühnen Bozen, vom Teatro Stabile di Bolzano und vom Haydn-Orchester. Das Mehrzweckgebäude ist ein Werk des Architekten Marco Zanuso und wurde 1999 eingeweiht. Seine Verwaltung wurde der Stiftung Stadttheater und Konzerthaus Bozen anvertraut. Im Haus befinden sich ein großer Saal mit 802 Sitzplätzen sowie diverse Räumlichkeiten für kleinere Veranstaltungen und Proben. | Website            | |
| Brescia         | Teatro Grande di Brescia             | Das Teatro Grande di Brescia ist ein Theaterhaus in Brescia. Das Theaterhaus wurde in der ersten Hälfte des achtzehnten Jahrhunderts gebaut und seitdem mehrmals modernisiert. Der Name „Grande“ leitet sich aus dem früheren Namen des Theaters „Il Grande“ zu Ehren von Napoleon Bonaparte ab. Im Teatro Grande di Brescia werden Opern, Ballette und Konzerte mit klassischer und moderner zeitgenössischer Musik gegeben. | Website            | |
| Busseto         | Teatro Giuseppe Verdi                | Das Teatro Giuseppe Verdi ist ein nach Giuseppe Verdi benanntes Opernhaus in Busseto in der Emilia-Romagna. Das Theaterhaus verfügt über 300 Sitzplätze und liegt innerhalb der Rocca Pallavicino, einem alten Schloss an der Piazza Giuseppe Verdi. Obwohl Verdi gegen den Bau des Opernhauses war und es niemals betreten hat, spendete er für die Errichtung 10.000 Lire. Der Bau begann 1856 und die Eröffnung des Hauses fand am 15. August 1868 mit einer Aufführung der Verdi-Opern Rigoletto und Un ballo in maschera statt. Im Jahre 1913 dirigierte hier Arturo Toscanini zu Ehren Verdis dessen Stück Falstaff. | Website/           | |
| Cagliari        | Teatro Lirico di Cagliari            | Das Teatro Lirico di Cagliari ist ein 1993 eröffnetes Opernhaus in Cagliari. Das Gebäude ersetzt das während des Zweiten Weltkriegs zerstörte Teatro Civico. Die Ausschreibung des Architekturwettbewerbs gewannen mit ihrem Entwurf die bergamesischen Architekten Luciano Galmozzi, Pierfrancesco Ginoulhiac und Teresa Ginoulhiac Arslan. Das Haus weist eine Kapazität für 1628 Besucher auf. | Website            | |
| Catania         | Teatro Massimo Bellini               | Das Teatro Massimo Bellini ist ein Opernhaus in Catania. Das Opernhaus in der Geburtsstadt Vincenzo Bellinis wurde am 31. Mai 1890 mit der Oper Norma eröffnet. Das Haus fasst 1200 Zuschauer und wurde vom Architekten Andrea Scala entworfen und von seinem Mitarbeiter Carlo Sada modifiziert und gebaut. Die Fassade ist durch die Biblioteca Marciana in Venedig von Jacopo Sansovino inspiriert, der Rest des Gebäudes zeigt sich jedoch anders und nimmt die typische Form eines Theaters an. Während seines Bestehens zeigte das Opernhaus fast das gesamte Werk Bellinis. Zum 150. Geburtstag Bellinis sang Maria Callas im Jahr 1951 die Rolle der Norma. | Website            | |
| Cesena          | Teatro Comunale Alessandro Bonci     | Das Teatro Comunale Alessandro Bonci ist ein Opernhaus in Cesena. Das Opernhaus wurde auf dem Gelände des alten Spada-Theaters ab August 1843 nach einem Entwurf des Architekten Vincenzo Ghinelli errichtet und am 15. August 1846 eröffnet. | Website            | |
| Chieti          | Teatro Marrucino                     | Das Teatro Marrucino ist ein Theatergebäude in Chieti. Es wurde im Jahr 1817 fertig gestellt und die Eröffnungszeremonie fand am 11. Januar 1818 statt. Ursprünglich war das Theater König Ferdinando I. gewidmet, wurde aber im Juni 1861 nach der Vereinigung Italiens zu Ehren der Marrucini-Bevölkerung, die ursprünglich aus vorrömischen Abruzzen stammte, umbenannt. | Website            | |
| Como            | Teatro Sociale di Como               | Das Teatro Sociale di Como ist ein Theaterhaus in Como, entworfen vom Architekten Giuseppe Cusi. Das Theaterhaus wurde im August 1813 mit einer Aufführung von Marco Antonio Portogallos Oper Adriano in Siria eröffnet. | Website            | |
| Cosenza         | Teatro di tradizione Alfonso Rendano | Das Teatro di tradizione Alfonso Rendano ist ein Theaterhaus im Herzen des historischen Zentrums von Cosenza. Es ist dem Pianisten Alfonso Rendano gewidmet. | Website            | |
| Cremona         | Teatro Ponchielli                    | Das Teatro Ponchielli in Cremona ist ein Opernhaus, das 1806 von dem Architekten Luigi Canonica auf den Ruinen des Teatro della Società, das zuvor durch einen Brand zerstört worden war, erbaut wurde. Es wurde 1907 nach Amilcare Ponchielli anlässlich seines hundertjährigen Bestehens benannt. | Website            | |
| Ferrara         | Teatro Claudio Abbado                | Das Teatro Claudio Abbado ging aus dem früheren Teatro Comunale hervor und ist ein Opernhaus in Ferrara. Das Gebäude wurde von den Architekten Cosimo Morelli und Antonio Foschini entworfen und in den Jahren 1786 bis 1797 erbaut. Das Teatro Comunale wurde am 2. September 1798 mit einer Aufführung von Domenico Cimarosas Oper Gli Orazi e i Curiazi eröffnet und verfügt über 990 Sitzplätze. Im März 1812 fand hier die Uraufführung von Ciro in Babilonia, einem frühen Werk von Gioachino Rossini, statt. Claudio Abbado wählte das Theater für Aufführungen seines Mahler Chamber Orchestra. Es wurde nach seinem Tod im Frühjahr 2014 in „Teatro Claudio Abbado“ umbenannt. | Website            | |
| Florenz         | Opera di Firenze                     | Die Opera di Firenze (auch Teatro del Maggio Musicale Fiorentino) ist ein 2014 eröffnetes Opernhaus der toskanischen Hauptstadt Florenz. Es wird für Opern-, Konzert- und Ballettaufführungen genutzt und ist Sitz des Opernfestivals Maggio Musicale Fiorentino. | Website            | |
| Florenz         | Teatro Alfieri di Firenze            | Das Teatro Alfieri di Firenze war ein Theaterhaus in Florenz, das zwischen der Via Pietrapiana und der Via dell'Ulivo liegt. Das Theaterhaus wurde 1740 von der Accademia dei Risoluti gegründet und hieß ursprünglich Teatro Santa Maria. Es wurde mehrmals erweitert und erneuert, wobei die Architekten Luigi Sgrilli (1789), Vittorio Bellini (1815 und 1828, mit Wiederaufbau im Mauerwerk) und schließlich Felice Francolini (1882) tätig wurden. Zu Ehren von Vittorio Alfieri wurde das Theater 1828 in Teatro Alfieri di Firenze umbenannt. 1928 wurde das Theaterhaus abgerissen und an der Stelle der Palazzo delle Poste e Telegrafi gebaut. |                    | |
| Florenz         | Teatro Comunale di Firenze           | Das Teatro Comunale di Firenze ist ein Opernhaus in Florenz. Das einstige Amphitheater Politeama Fiorentino Vittorio Emanuele mit 6.000 Plätzen wurde am 17. Mai 1862 mit einer Aufführung der Oper Lucia di Lammermoor von Gaetano Donizetti eröffnet und bildete das Zentrum des kulturellen Schaffens in Florenz. Nach einem Brand wurde es im April 1864 wieder eröffnet. Im Jahr 1882 wurde das Theater überdacht und nach der Übernahme durch die Kommune im Jahr 1930 in Teatro Comunale umbenannt. 1958 wurde das Opernhaus für 3 Jahre geschlossen und nach einer Modernisierung im Mai 1961 mit einer Aufführung der Oper Don Carlos von Giuseppe Verdi erneut eröffnet. Das Teatro Comunale di Firenze verfügt über 2.000 Plätze. Wegen des u. a. dort jährlich stattfindenden Maggio Musicale Fiorentino wird es auch Teatro del Maggio Musicale Fiorentino genannt. | Website            | |
| Florenz         | Teatro della Pergola                 | Das Teatro della Pergola in der Via della Pergola im Zentrum von Florenz ist (als Institution) eines der ältesten Opernhäuser Italiens. Der erste Bau wurde 1656 vom Architekten Ferdinando Tacca als Holzbau errichtet und während des Karnevals 1657 mit der opera buffa Il podestà di Colognole von Giovanni Andrea Moneglia eröffnet. Es war das erste Logentheater Italiens in Hufeisenform mit drei säulengetragenen Rängen und einer darüber liegenden Galerie. Der Saal fasst um die 1000 Sitzplätze. Um 1750 wurde der Bau mit steinernen Mauern versehen und im 19. Jahrhundert durch eine Kassenhalle mit Granitsäulen im neoklassischen Stil modernisiert. Der Fußboden des Zuschauerraums kann bis auf Bühnenniveau angehoben werden, um das Theater in einen durchgehenden Ballsaal zu verwandeln. 1925 wurde das Theater zum nationalen Baudenkmal erklärt. Zunächst lediglich als Hoftheater genutzt, wurde es nach 1718 auch für öffentliche Veranstaltungen geöffnet. Unter anderem wurden um 1800 auch die Opern Mozarts hier erstmals in Italien gespielt, Donizettis Parisina und Rosamunde d’Inghilterra, Verdis Macbeth (erste Fassung 1847), Mascagnis I Rantzau sowie Luigi Dallapiccolas Volo di notte wurden hier uraufgeführt. | Website            | |
| Foggia          | Teatro Comunale Umberto Giordano     | Das Teatro Comunale Umberto Giordano ist ein Theaterhaus in Foggia, das von Luigi Oberty gebaut und 1828 eingeweiht wurde. Es ist das Haupttheater von Foggia. | Website            | |
| Genua           | Teatro Carlo Felice                  | Das Teatro Carlo Felice ist das wichtigste Opernhaus in der italienischen Stadt Genua. Das Haus ist auf nationaler Ebene bekannt und gehört mit seinem Programm, welches Opern, Ballette, Sinfonien, aber auch Vorträge und weitere Veranstaltungen umfasst, zu den besten Italiens. Das Teatro ist an der zentralen Piazza De Ferrari gelegen, und somit im Mittelpunkt der Stadt selbst. Vor den Säulen des Haupteingangs befindet sich das Reiterdenkmal des italienischen Generals und Nationalhelden Giuseppe Garibaldi. | Website            | |
| Jesi            | Teatro Pergolesi                     | Das Teatro Comunale Pergolesi ist ein Opernhaus in Jesi, das den Namen des in Jesi geborenen Komponisten Giovanni Battista Pergolesi trägt. Mit der Planung und dem Bau des Opernhauses wurde 1790 begonnen und die Eröffnung fand zu Karneval 1798 mit der Oper Lo spazzacamino principe von Marcos António Portugal statt. Das Opernhaus hieß ursprünglich Teatro della Concordia, solange es in der Stadt noch das 1732 gebaute Opernhaus Teatro del Leone gab. Letzteres war bis 1791 in Betrieb und wurde 1892 durch einen Brand zerstört. Das Teatro Comunale Pergolesi ist noch heute in Betrieb, „eines der wenigen Opernhäuser in Italien aus dem späten 18. Jahrhundert, das niemals durch Feuer oder Bomben zerstört wurde“. Es wurde 1995 komplett renoviert und wird derzeit von der Pergolesi Spontini Foundation verwaltet. | Website            | |
| Lecce           | Teatro Politeama Greco               | Das Teatro Politeama Greco ist ein Theatergebäude in Lecce. Es befindet sich in der Via XXV Luglio, neben dem Castello Carlo V. | Website            | Bild gesucht Der Benutzer Bernd Winnig wünscht sich an dieser Stelle ein Bild. Weitere Infos zum Motiv findest du vielleicht auf der Diskussionsseite . Falls du dabei helfen möchtest, erklärt die Anleitung , wie das geht. |
| Livorno         | Teatro Carlo Goldoni                 | Das Teatro Carlo Goldoni ist das wichtigste Theaterhaus in Livorno und das einzige große Stadttheater, der die Bombardements des Zweiten Weltkriegs und die Nachkriegsspekulationen überstanden hat. Im Theater gibt es eine Pietro Mascagni gewidmete Ausstellung, in der einige Relikte des Komponisten aus seiner Zeit in Livorno aufbewahrt werden. | Website            | |
| Livorno         | Teatro della Gran Guardia            | Das Teatro della Gran Guardia war von der Nachkriegszeit bis zum Beginn des 21. Jahrhunderts einer der wichtigsten Theater- und Filmgebäude in Livorno. Es befindet sich in der Via Grande, nicht weit entfernt von der Piazza Grande. Der Name des Theaterhauses leitet sich von der Militärstation der „Gran Guardia“ ab, die sich in der Antike direkt am Eingang derselben Straße befand. | Website            | |
| Lucca           | Teatro del Giglio                    | Das Teatro del Giglio ist das historische Stadttheater und Opernhaus an der Piazza del Giglio Nr. 13 und Nr. 15 im Zentrum von Lucca. | Website            | |
| Lugo            | Teatro Rossini di Lugo               | Das Teatro Rossini di Lugo ist das Stadttheater von Lugo. Es ist das älteste Stadttheater der Emilia-Romagna. Das Theaterhaus produziert hauptsächlich Opernaufführungen und veranstaltet das Lugo Opera Festival. | Website            | |
| Messina         | Teatro Vittorio Emanuele II          | Das Teatro Vittorio Emanuele II (Theater „Viktor Emanuel II.“) ist ein städtisches Theater mit etwa 1.000 Sitzplätzen in der sizilianischen Stadt Messina. | Website            | |
| Mailand         | Teatro alla Scala                    | Das Teatro alla Scala in Mailand, auch kurz Scala, ist eines der bekanntesten und bedeutendsten Opernhäuser der Welt. Es liegt an der Piazza della Scala, nach der das Opernhaus benannt wurde. Der Platz hat den Namen von der Kirche Santa Maria della Scala erhalten, die hier 1381 errichtet worden war und die nach der Stifterin Beatrice Regina della Scala, der Frau von Bernabò Visconti, benannt wurde. Die Scala bietet Platz für 2.030 Zuschauer. | Website            | |
| Mailand         | Teatro Carcano                       | Das Teatro Carcano ist ein Opernhaus in Mailand, das von Luigi Canonica entworfen wurde. Das Haus wurde am 3. September 1803 mit der Oper Zaira von Vincenzo Federici unter Mitwirkung von Giacomo David und Luigi Pacini eröffnet. Heute ist von dem ursprünglichen Gebäude und dessen Fassade nichts mehr zu sehen, da das Theater um 1913 von Nazzareno Moretti in eklektischen Formen und floralem Stil wieder aufgebaut und später von einem frontalen Gebäude überbaut wurde. | Website            | |
| Mailand         | Teatro degli Arcimboldi              | Das Teatro degli Arcimboldi (auch bekannt als Teatro della Bicocca degli Arcimboldi oder mit der Abkürzung TAM) ist ein Theater in Mailand, das zwischen 1997 und 2002 auf Initiative der Stadtverwaltung von Mailand und Pirelli erbaut wurde. Es ist das Werk des berühmten Mailänder Architekten Vittorio Gregotti. | Website            | |
| Mailand         | Teatro Lirico di Milano              | The Teatro Lirico di Milano (bis 1894 als Teatro della Canobbiana bekannt) ist ein Theaterhaus in Mailand. Im 19. und frühen 20. Jahrhundert erfolgten hier bemerkenswerte Opernaufführungen, darunter die Uraufführungen der Oper L'elisir d'amore von Gaetano Donizetti und Fedora von Umberto Giordano. Das Theater an der Via Rastrelli wurde 1998 geschlossen. Im April 2007 wurde ein Restaurierungsprojekt begonnen, mit dem Ziel das Theaterhaus als Teatro Lirico Giorgio Gaber wieder zu eröffnen. |                    | |
| Mailand         | Teatro Regio Ducale                  | Das Teatro Regio Ducale (oft auch als Regio Ducal Teatro bezeichnet) war ein von 1717 bis 1776 in Mailand gelegenes Theater. Das erste Teatro Regio Ducale wurde 1598 zur Feier der Durchreise von Margarete von Österreich durch Mailand erbaut, welche die Versprochene des Königs von Portugal und Spanien Philipp den III war. 1699 ging es in Flammen auf, wurde jedoch nicht komplett zerstört und durchlief einige Änderungen und Renovationen, bis es schließlich im Jahre 1708 endgültig durch ein erneutes Feuer zerstört wurde. Das zweite Teatro Regio Ducale wurde erst 1717 aus den Trümmern des vorhergehenden Teatro Ducale erbaut. Es wurde – mit einigen Entwicklungen – nach dem ersten Entwurf des Teatro Ducale nachgebaut, welches bereits 1598 stand. Das königlich herzogliche Theater wurde am 26. Dezember 1717 durch die Aufführung des Stücks Costantino von Francesco Gasparini eingeweiht. Am 25. Februar 1776 ging das Teatro Regio Ducale zum dritten und letzten Mal in Flammen auf. |                    | Bild gesucht Der Benutzer Bernd Winnig wünscht sich an dieser Stelle ein Bild. Weitere Infos zum Motiv findest du vielleicht auf der Diskussionsseite . Falls du dabei helfen möchtest, erklärt die Anleitung , wie das geht. |
| Mantua          | Teatro Sociale di Mantova            | Das Teatro Sociale di Mantova ist das größte historische Theater in Mantua. Es befindet sich im historischen Zentrum der Stadt und ist im Besitz der Società dei Palchettisti. Zwischen 1817 und 1822 wurde es vom berühmten Tessiner Architekten Luigi Canonica realisiert. | Website            | |
| Modena          | Teatro Comunale di Modena            | Das Teatro Comunale di Modena (im Oktober 2007 umbenannt in Teatro Comunale Luciano Pavarotti) ist ein Opernhaus in Modena in der Provinz Emilia-Romagna. Die Idee zur Schaffung des heutigen Opernhauses entstand 1838, als sich herausstellte, dass das damals bestehende Teatro Comunale di via Emilia nicht mehr für die Inszenierung von Opern geeignet war. In diesem Haus wurden bis dato alle Werke von Gaetano Donizetti, Vincenzo Bellini und Gioachino Rossini präsentiert. Entworfen und gebaut wurde das neue Opernhaus von Francesco Vandelli und es wurde am 2. Oktober 1841 mit einer Aufführung von Gandinis Adelaide di Borgogna al Castello di Canossa eröffnet, einer eigens für diesen Anlass in Auftrag gegebenen Oper. | Website            | |
| Neapel          | Teatro dei Fiorentini                | Das Teatro dei Fiorentini war vom 17. bis ins 19. Jahrhundert eines der renommierten neapolitanischen Operntheater. Das Theater wurde 1618 gegründet und erhielt seinen Namen von der nahe gelegenen Kirche San Giovanni dei Fiorentini. |                    | Bild gesucht Der Benutzer Bernd Winnig wünscht sich an dieser Stelle ein Bild. Weitere Infos zum Motiv findest du vielleicht auf der Diskussionsseite . Falls du dabei helfen möchtest, erklärt die Anleitung , wie das geht. |
| Neapel          | Teatro Mercadante                    | Das Teatro Mercadante ist ein Theater in Neapel, das zunächst als Teatro del Fondo bekannt war. Es liegt am Piazza del Municipio Nr. 1, und seine Vorderseite liegt der Westseite des Castel Nuovo gegenüber und nahe dem Dock Siglio. Zusammen mit dem Teatro San Carlo war es eines der zwei königlichen Opernhäuser des 18. und 19. Jahrhunderts. | Website            | |
| Neapel          | Teatro Nuovo                         | Das Teatro Nuovo (Neues Theater) wurde 1723 im Auftrag der Theaterimpresarii Giacinta (oder Giacomo) de Laurentiis und Angela Carasale von dem Architekten Domenico Antonio Vaccaro erbaut. Es befand sich im Herzen des Spanischen Viertels in der Via Montecalvario. | Website            | |
| Neapel          | Teatro San Bartolomeo                | Das Teatro San Bartolomeo war ein bedeutendes Theater und Opernhaus in Neapel, dessen Blütezeit im späten 17. und frühen 18. Jahrhundert lag. Es lag an der Via San Bartolomeo und war das wichtigste Opernhaus der Stadt vor der Eröffnung des Teatro San Carlo. Mit der Eröffnung des Teatro San Carlo 1737 verlor das Teatro San Bartolomeo jedoch seine führende Rolle, es stellte seine Produktionen ein und wurde in eine Kirche umgewandelt: die Chiesa della Graziella (Santa Maria delle Grazie) in der rua Catalana. Die Kirche wurde beim Erdbeben von 1980 schwer beschädigt und war jahrzehntelang fürs Publikum geschlossen; nach den notwendigen Restaurierungsarbeiten wurde sie im Dezember 2014 wiedereröffnet und ist Sitz des Centro di musica da camera CERSIM (Zentrum für Kammermusik). |                    | Bild gesucht Der Benutzer Bernd Winnig wünscht sich an dieser Stelle ein Bild. Weitere Infos zum Motiv findest du vielleicht auf der Diskussionsseite . Falls du dabei helfen möchtest, erklärt die Anleitung , wie das geht. |
| Neapel          | Teatro San Carlo                     | Das Teatro San Carlo ist das größte Opernhaus in Neapel. Das Teatro San Carlo wurde 1735 von den Architekten Giovanni Antonio Medrano und Angelo Carasale für den Bourbonenkönig Karl VII. von Neapel konzipiert und errichtet. Das Teatro di San Carlo war jahrelang mit 3.300 Plätzen das größte Opernhaus und, noch vor der Mailänder Scala, das angesehenste Haus in Europa und der Welt und wurde allein schon wegen seiner Architektur und seiner reichen Einrichtung bewundert. Aber auch durch die zahlreichen Uraufführungen von Vincenzo Bellini, Gaetano Donizetti, Gioachino Rossini u. v. a. war das Teatro San Carlo beim Publikum beliebt. Das Theater wurde am 4. November 1737 – dem Namenstag des Königs – mit der Aufführung von Domenico Sarros Achille in Sciro eröffnet, der sein Werk zu diesem Anlass selbst dirigierte. | Website            | |
| Novara          | Teatro Coccia                        | Das Teatro Coccia ist das wichtigste Opernhaus in Novara (sowie eines der wichtigsten Theater italienischer Tradition) und auch das wichtigste „historische“ Theater im Piemont. Das Opernhaus liegt an der Via Fratelli Rosselli und wird von der Piazza Martiri della Liberty im Westen und der Piazza Giacomo Puccini im Osten begrenzt. | Website            | |
| Padua           | Teatro Giuseppe Verdi (Padua)        | Das Teatro Giuseppe Verdi oder Teatro Stabile del Veneto ist das Haupttheater von Padua. Das von einem adeligen Paduaner Unternehmen in Auftrag gegebene Gebäude wurde vom Paduanischen Architekten Giovanni Gloria errichtet. Das Theaterhaus wurde 1751 als Teatro Nuovo e della Nobiltà mit einem Melodram von Metastasio eingeweiht. | Website            | Bild gesucht Der Benutzer Bernd Winnig wünscht sich an dieser Stelle ein Bild. Weitere Infos zum Motiv findest du vielleicht auf der Diskussionsseite . Falls du dabei helfen möchtest, erklärt die Anleitung , wie das geht. |
| Palermo         | Teatro Massimo (Palermo)             | Das Teatro Massimo ist Palermos Opernhaus. Es wurde im Stil des Historismus auf der Piazza Verdi am ehemaligen Westtor der Altstadt von Palermo erbaut. Architekt war Giovanni Battista Filippo Basile, der 1875 mit den Bauarbeiten begann. Nach seinem Tod wurde der Bau 1897 von seinem Sohn Ernesto Basile fertiggestellt. Am 16. Mai 1897 wurde das Teatro Massimo mit Verdis Oper Falstaff eröffnet. Nach einer „provisorischen Schließung“ 1974 auf Grund baulicher Mängel blieb das Teatro Massimo wegen korrupter, mafioser Baupolitik über 20 Jahre lang geschlossen. Erst 1997 wurde es dank der Bemühungen Leoluca Orlandos zu seinem hundertjährigen Bestehen mit Verdis Oper Nabucco unter Claudio Abbado wiedereröffnet. Heute symbolisiert das Teatro Massimo Palermos Kampf für seine „politische und kulturelle Wiederauferstehung“ – gegen die Mafia. | Website            | |
| Palermo         | Teatro Politeama (Palermo)           | Das Teatro Politeama oder Teatro Politeama Garibaldi ist ein Theatergebäude in Palermo. Es wurde 1867 bis 1874 von Giuseppe Damiani Almeyda im Stil des Neoklassizismus erbaut. Dabei ließ Almeyda sich von Bauten aus Pompeji inspirieren. Der kreisförmigen Fassade sind Säulengänge vorgesetzt, im Erdgeschoss mit dorischen Säulen und im Obergeschoss mit ionischen Säulen. Der Eingang ist als Triumphbogen gestaltet und wird von einer Quadriga von Mario Rutelli gekrönt. | Website            | |
| Parma           | Teatro Regio di Parma                | Das Teatro Regio di Parma ist ein Opern- und Theaterhaus in Parma. Das Teatro Regio wurde 1821 von Marie-Louise von Österreich in Auftrag gegeben. Es entstand nach einem Entwurf des Architekten Nicola Bettoli an der Stelle des früheren Klosters St. Alexander in Parma. Die Fassade des Theaters ist im Stil des Neoklassizismus. Die Eröffnung war 1829 mit einem Werk von Vincenzo Bellini (Zaira). Der ursprüngliche Name war zunächst Teatro Ducale, nach dem Tode von Marie-Louise von Österreich wurde es 1849 in Teatro Reale umbenannt und erhielt 1860 schließlich den Namen Teatro Regio. Das Theater ist bekannt für Aufführungen der Werke von Giuseppe Verdi, so findet seit 2004 jährlich das Festival Verdi statt. | Website            | |
| Pavia           | Teatro Fraschini                     | Das Teatro Fraschini ist ein Theatergebäude in Pavia. Es wurde 1773 eröffnet und wird für Theater- und Opernaufführungen genutzt. | Website            | |
| Perugia         | Teatro Morlacchi                     | Das Teatro Morlacchi, ehemals Teatro del Verzaro, ist das größte Theater von Perugia. Es ist nach dem Musiker Francesco Morlacchi benannt. | Website            | |
| Pesaro          | Teatro Rossini (Pesaro)              | Das Teatro Rossini ist ein Opernhaus in Pesaro, in dem das Rossini Opera Festival stattfindet. Das Opernhaus wurde als Teatro Nuovo (an der Stelle des ursprünglichen Teatro del Sole von 1637) erbaut. Die Einweihung erfolgte am 10. Juni 1818 mit einer Aufführung von Gioacchino Rossinis La gazza ladra, die der Komponist in seiner Geburtsstadt dirigierte. Das Theater bietet Platz für 860 Personen und erhielt seinen heutigen Namen zu Ehren des Komponisten im Jahr 1854. | Website            | |
| Piacenza        | Teatro Municipale di Piacenza        | Das Teatro Municipale di Piacenza ist ein Theaterhaus in Piacenza, das für Oper, Schauspiel, Ballett und Konzerte genutzt wird. Das Theaterhaus wurde 1804 mit einer Aufführung der Oper Zamori ossia L’eroe dell’Indie von Giovanni Simone Mayr eingeweiht | Website            | |
| Pisa            | Teatro Verdi (Pisa)                  | Das Teatro Verdi (ehemals Regio Teatro Nuovo) ist das wichtigste Theatergebäude in Pisa. Es wurde zwischen 1865 und 1867 von dem Architekten Andrea Scala erbaut und ist mit 900 Sitzplätzen ein mittelgroßes Theater. Das Theaterhaus wurde am 12. November 1867 mit der Oper Guglielmo Tell von Gioachino Rossini eingeweiht. | Website            | |
| Prato           | Teatro Metastasio                    | Das Teatro Metastasio ist ein Theaterhaus in Prato in der Toskana. Der Bau des Theaters geht auf eine Initiative von Benedetto Cecconi im Jahre 1820 für den Bau eines neuen Theaterhauses zurück. der als alte Teatro dei Semplicigiudicato ersetzen sollte. Der Bau des Theaters wurde von dem florentinischen Architekten Luigi De Cambray Digny 1829 begonnen und am 8. Oktober 1830 mit der Oper Aureliano in Palmira von Gioachino Rossini eingeweiht. | Website            | |
| Ravenna         | Teatro di tradizione Dante Alighieri | Das Teatro di tradizione Dante Alighieri ist das Haupttheater von Ravenna. Es befindet sich im historischen Zentrum in der Via Mariani 2. Die Einweihung des Theaterhauses fand am 15. Mai 1852 mit Robert le diable von Giacomo Meyerbeer unter der Leitung von Giovanni Nostini statt. | Website            | |
| Reggio Calabria | Teatro Francesco Cilea               | Das Teatro Francesco Cilea in Reggio Calabria hat seinen Namen im Gedenken an den kalabrischen Komponisten Francesco Cilea. Mit einer Kapazität von 1.500 Plätzen ist es das größte Theater in Kalabrien. | Website            | |
| Reggio Emilia   | Teatro Municipale (Reggio Emilia)    | Das Teatro Municipale (seit den 1980er Jahren zu Ehren des Schauspielers Romolo Valli auch Teatro Municipale Valli genannt) ist ein Theaterhaus in Reggio Emilia. Nach der Zerstörung des Teatro Cittadella im April 1851 wurde das neue Theater vom Architekten Cesare Costa entworfen und zwischen 1852 und 1857 im neoklassizistischen Stil erbaut. Seine Eröffnung fand am 21. April 1857 statt. | Website            | |
| Rom             | Teatro Argentina                     | Das Teatro Argentina in Rom befindet sich am Largo di Torre Argentina und ist eines der wichtigsten Theater der italienischen Hauptstadt. Das Teatro Argentina, eines der ältesten Theater in Rom, wurde am 31. Januar 1732 mit der Oper Berenice von Domenico Sarro eingeweiht. Am 20. Februar 1816 fand hier die Uraufführung des Barbiers von Sevilla von Rossini statt. Auch einige Opern von Saverio Mercadante und Giuseppe Verdis Opern I due Foscari und La battaglia di Legnano wurden hier uraufgeführt. Heute dient das Teatro Argentina als Sprechtheater sowie zur Aufführung von Opern und Sinfonien. Das Innere des Hauses beherbergt ein Theatermuseum (Museo Storico del Teatro) mit einem Bilder- und Dokumentenarchiv. | Website            | |
| Rom             | Teatro Capranica                     | Das Teatro Capranica ist ein Theatergebäude an der Piazza Capranica 101 im Stadtteil Colonna in Rom. Ursprünglich 1679 von der Familie Capranica erbaut und im frühen Renaissance-Palazzo Capranica untergebracht, war es das zweite öffentliche Theater, das in Rom eröffnet wurde. Hier fanden zahlreiche Uraufführungen von Barockopern statt, darunter Antonio Caldaras Tito e Berenice, Alessandro Scarlattis Griselda und Antonio Vivaldis Ercole su’l Termodonte. Das Teatro Capranica wurde seit 1881 nicht mehr als volles Theater- und Opernhaus genutzt und 1922 in ein Kino umgewandelt. Nach der Schließung des Kinos im Jahr 2000 fungiert es auf Mietbasis als Konferenz- und Aufführungsort. | Website            | |
| Rom             | Teatro delle Dame                    | Das Teatro delle Dame war ein Opernhaus in Rom. Es nannte sich ursprünglich Teatro Alibert. Es wurde 1718 erbaut und befand sich an der Ecke der heutigen Via Alibert und der Via Margutta. Im Laufe seiner Geschichte wurde das Haus einer Reihe von Umbauten und Renovierungen unterzogen, bis es 1863 durch einen Brand endgültig zerstört wurde. |                    | |
| Rom             | Teatro dell’Opera di Roma            | Das Teatro dell'Opera di Roma ist ein Opernhaus auf dem Viminal in Rom. Das Haus wurde im November 1880 unter dem Namen Teatro Costanzi eröffnet und liegt an der Piazza Beniamino Gigli 1. Das geschichtsträchtige Gebäude wurde von dem Finanzier Domenico Costanzi (1810–1898) in Auftrag gegeben und von dem Architekten Achille Sfondrini (1836–1900) entworfen. Das Teatro dell'Opera di Roma wurde in einer Bauzeit von 18 Monaten erstellt und erhielt seinen ersten Namen, Teatro Costanzi, nach dem Bauherrn. Die Eröffnung fand am 27. November 1880 mit einer Aufführung der Opera seria Semiramide von Gioachino Rossini statt. In der Opera Roma, die über 2.200 Plätze verfügt, fanden zahlreiche Uraufführungen, wie die der Opern Cavalleria rusticana (17. Mai 1890) von Pietro Mascagni oder Giacomo Puccinis Tosca (14. Januar 1900), statt. | Website            | |
| Rovigo          | Teatro Sociale di Rovigo             | Das Teatro Sociale di Rovigo ist ein Theaterhaus in Rovigo. Das neoklassizistische Theater wurde von dem Architekten Rovigo Sante Baseggio gebaut und 1819 fertiggestellt. Die offizielle Einweihung fand am 16. April 1819 statt. | Website            | |
| Salerno         | Teatro Verdi (Salerno)               | Das Teatro Municipale Giuseppe Verdi ist ein Theatergebäude in Salerno. Es wurde ab 1863 errichtet und am 15. April 1872 mit Giuseppe Verdis Rigoletto eingeweiht. | Website            | |
| Sassari         | Teatro Civico (Sassari)              | Das Teatro Civico ist ein Theaterhaus in Sassari. Es liegt im Herzen der Stadt am Corso Vittorio Emanuele II. Es wurde nach Plänen des damaligen Stadtarchitekten Giuseppe Cominotti erbaut. | Website            | |
| Savona          | Teatro dell’Opera Giocosa            | Das Teatro dell’Opera Giocosa ist ein Opernhaus in Savona. | Website            | Bild gesucht Der Benutzer Bernd Winnig wünscht sich an dieser Stelle ein Bild. Weitere Infos zum Motiv findest du vielleicht auf der Diskussionsseite . Falls du dabei helfen möchtest, erklärt die Anleitung , wie das geht. |
| Savona          | Teatro Gabriello Chiabrera           | Das Teatro Gabriello Chiabrera ist ein Theatergebäude in Savona. Es ist das wichtigste Theater der Stadt und ist nach dem Dichter und Dramatiker Gabriello Chiabrera benannt. Es definiert sich selbst als das schönste historische Theater Liguriens, das in Betrieb ist. | Website            | |
| Spoleto         | Teatro Lirico Sperimentale           | Das Teatro Lirico Sperimentale in Spoleto wurde 1947 von Adriano Belli, Anwalt und Musikwissenschaftler, mit dem Ziel gegründet, junge Sängerinnen und Sänger, die noch nicht debütiert haben, auf die künstlerische Karriere vorzubereiten. <<Weitere Informationen vorhanden>> | Website            | |
| Spoleto         | Teatro Nuovo Gian Carlo Menotti      | Das Teatro Nuovo Gian Carlo Menotti (bis 2010 Teatro Nuovo) ist ein Theatergebäude in Spoleto in der Provinz Perugia. Es ist mit 800 Sitzplätzen auch das größte italienische Theater in Umbrien. | Website            | |
| Tortona         | Teatro Civico Tortona                | Das Teatro Civico Tortona ist ein Theatergebäude in Tortona. | Website            | Bild gesucht Der Benutzer Bernd Winnig wünscht sich an dieser Stelle ein Bild. Weitere Infos zum Motiv findest du vielleicht auf der Diskussionsseite . Falls du dabei helfen möchtest, erklärt die Anleitung , wie das geht. |
| Treviso         | Teatro Comunale Mario Del Monaco     | Il Teatro Comunale Mario Del Monaco ist ein Theatergebäude in Treviso. Im historischen Zentrum gelegen, ist es das Haupttheater der Stadt. Es wurde 2011 nach dem berühmten Tenor Mario Del Monaco benannt. | Website            | |
| Trient          | Teatro Sociale                       | Das Teatro Sociale wurde am 23. Mai 1819 mit der Oper La Cenerentola von Gioachino Rossini eröffnet und galt lange Zeit als das schönste Theater Tirols. Es wurde in den 2000er Jahren umfangreich restauriert. Das im Besitz der Provinz Trient befindliche Theater besitzt 676 Sitzplätze. | Website            | |
| Triest          | Teatro Giuseppe Verdi                | Das Teatro Lirico Giuseppe Verdi ist das größte Opernhaus der norditalienischen Stadt Triest und das einzige Haus Italiens, das jährlich ein Operettenfestival beherbergt. Das Opernhaus wurde zwischen 1798 und 1801 von den Architekten Gian Antonio Selva, der bereits das venezianische Teatro La Fenice konzipiert hatte, und Matteo Pertsch erbaut. Zur Eröffnung des Hauses am 21. April 1801 wurde die Oper Ginevra di Scozia des bayerischen Komponisten Johann Simon Mayr aufgeführt. | Website            | |
| Turin           | Teatro Carignano                     | Das Teatro Carignano ist ein Theaterhaus in Turin und eines der ältesten Theater Italiens. Es wurde von Benedetto Alfieri entworfen und liegt gegenüber dem Palazzo Carignano. Der Bau begann 1752 und das Theater wurde im folgenden Jahr mit einer Aufführung von Baldassare Galuppis Oper Calamità de 'cuori eingeweiht. Ein Großteil des Theaters wurde 1786 bei einem Brand zerstört, aber es wurde in wenigen Monaten nach den ursprünglichen Plänen von Alfieri wieder aufgebaut. Seitdem wurde es mehrfach renoviert. Obwohl es heute hauptsächlich für Theateraufführungen verwendet wird, war es früher ein wichtiges Opernhaus. Das Theater gehört der Stadt Turin, wird jedoch von der Theatergruppe Teatro Stabile di Torino verwaltet und ist einer der wichtigsten Veranstaltungsorte des Ensembles. | Website            | |
| Turin           | Teatro Regio di Torino               | Das Teatro Regio di Torino ist ein Opern- und Theaterhaus in Turin. Es wurde von dem Baumeister Benedetto Alfieri nach Planungen des Architekten Filippo Juvarra an der Piazza Castello im Stadtzentrum erbaut. 1740 fand mit der Aufführung eines Werkes von Francesco Feo die Eröffnung statt. Auf eine königliche Order hin wurde das Theater 1792 geschlossen und das Gebäude wurde als Lagerhalle genutzt. Während der französischen Besatzung Turins unter Napoleon Bonaparte wurde das Theater wieder eröffnet und in Teatro Nazionale umbenannt. Nach dem Abzug der Franzosen blieb das Theater eröffnet, wurde aber erneut in Teatro Imperiale umbenannt. Nach Zeiten finanzieller Unsicherheit wurde das Haus 1870 von der Stadt Turin übernommen. Eine Blütezeit des Hauses waren u. a. die Jahre 1895–1898 unter der Leitung von Arturo Toscanini mit zahlreichen Premieren der Werke von Richard Wagner. Weiterhin fand am 1. Februar 1896 die Uraufführung von Giacomo Puccinis La Bohème statt. | Website            | |
| Turin           | Teatro Vittorio Alfieri (Turin)      | Das Teatro Vittorio Alfieri ist ein Theatergebäude in Turin. Es befindet sich auf der Piazza Solferino und bietet heute regelmäßig Schauspielaufführungen. | Website            | |
| Venedig         | Teatro La Fenice                     | Das Teatro La Fenice (mit vollem Namen Gran Teatro La Fenice di Venezia) ist das größte und bekannteste Opernhaus in Venedig. 1774 war das wichtigste Opernhaus Venedigs, das Teatro San Benedetto, einem Feuer zum Opfer gefallen. Nach dem Wiederaufbau kam es 1786 zwischen den Betreibern, einem Konsortium von Logenbesitzern, und der Patrizierfamilie Venier, die das Grundstück besaßen, zu einem Rechtsstreit. Das Theater wurde in Teatro Venier umbenannt und die alten Betreiber beschlossen, ein eigenes Haus zu errichten. Die Bauarbeiten begannen im April 1790 unter der Leitung des Architekten Gian Antonio Selva. Die Oper wurde am 16. Mai 1792 eröffnet und in Anspielung auf die Brandkatastrophe „La Fenice“ (italienisch für Phönix) benannt. Die Bühne wurde schnell eine der bedeutendsten Italiens und Europas und erlebte zahlreiche Uraufführungen. | Website            | |
| Venedig         | Teatro Malibran                      | Das Teatro Malibran, früher das Teatro San Giovanni Grisostomo (heute meist: Crisostomo) ist ein Opernhaus im Stadtteil Cannaregio von Venedig, das sich etwa fünfzig Meter östlich von der Kirche San Giovanni Crisostomo befindet. Es ist wegen seiner außerordentlichen Bedeutung für die Oper im 17. und 18. Jahrhundert bekannt. Das Theater wurde von Tommaso Bezzi für die Familie Grimani konzipiert und während des Karnevals im Jahre 1678 mit einer Vorstellung des Vespasiano von Carlo Pallavicino eingeweiht. | Website            | |
| Venedig         | Teatro San Benedetto                 | Das Teatro San Benedetto war ein Theater in Venedig, von dem noch heute Gebäudeteile existieren. Das kleine Theater wurde von Michele Grimani aus der Grimani-Familie auf einem Grundstück der Familien Venier und Tiepolo erbaut und war dafür gedacht, als kleineres Theater als Ersatz für das San Giovanni Crisostomo der Familie zu dienen. Es wurde am 26. Dezember 1755 mit einer Aufführung der Oper Zoe von Gioacchino Cocchi eingeweiht. |                    | |
| Venedig         | Teatro San Cassiano                  | Das Teatro San Cassiano oder Teatro di San Cassiano im Stadtteil San Polo von Venedig war das weltweit erste öffentliche Opernhaus. Es wurde 1637 eröffnet. Das Theater erhielt seinen Namen nach der benachbarten Pfarrkirche von San Cassiano in der Nähe des Rialto. Es war in einem steinernen Gebäude der venezianischen Familie Tron untergebracht. Als „öffentliches“ Theater kann es gelten, da es von einem Impresario geleitet wurde und die Öffentlichkeit Zutritt hatte und Eintritt bezahlte, während zu anderen Theatern außerhalb Venedigs in dieser Zeit nur Adelige Zutritt hatten. Im Teatro San Cassiano wurden einige der frühesten Opern uraufgeführt, darunter verschiedene Opern von Francesco Cavalli (etwa L’Ormindo und Giasone). Die letzte Aufführung im Opernhaus fand im Jahr 1807 statt. 1812 wurde das Haus nach mehreren Bränden abgerissen. |                    | Bild gesucht Der Benutzer Bernd Winnig wünscht sich an dieser Stelle ein Bild. Weitere Infos zum Motiv findest du vielleicht auf der Diskussionsseite . Falls du dabei helfen möchtest, erklärt die Anleitung , wie das geht. |
| Venedig         | Teatro San Moisè                     | Das Teatro San Moisè war ein Opernhaus in Venedig, das von 1640 bis 1818 Bestand hatte. Es lag in herausragender Lage in der Nähe des Palazzo Giustiniani und der Kirche San Moisè am Beginn des Canal Grande. Das Theater wurde vom San-Bernaba-Zweig der Giustiniani-Familie erbaut. Als erste Produktion kam 1640 die heute verlorene Oper L’Arianna von Claudio Monteverdi heraus. Das San Moisè wurde 1818 nach der Präsentation einer Reihe von Farsen von Gioachino Rossini, dessen zweite Oper La cambiale di matrimonio hier 1810 Premiere hatte, endgültig geschlossen. Es wurde zunächst als Puppentheater verwendet und dann zum Teatro Minerva umgebaut. Bis zum Ende des 20. Jahrhunderts fungierte der Gebäudekomplex teilweise mit kaufmännischer Nutzung und zum anderen als Wohnhaus. Am 19. Juli 1896 fand hier die erste öffentliche Filmvorführung der Brüder Lumière in Venedig statt. |                    | zentrierts |
| Venedig         | Teatro San Samuele                   | Das Teatro San Samuele war eines von insgesamt sieben Theatern, die, während des 18. Jahrhunderts in Venedig betrieben wurden. Es wurde im Jahre 1656 im Auftrag der Familie Grimani erbaut (die auch andere Theater in Venedig erbaute, darunter das Teatro San Giovanni Grisostomo) und war ursprünglich für Schauspiele bestimmt. Erst im folgenden Jahrhundert gab es zusätzlich häufiger Aufführungen von Opern (besonders Opera buffa) und Balletten. Das Theater wurde 1894 abgerissen. |                    | |
| Venedig         | Teatro Sant’Angelo                   | Das Teatro Sant’Angelo (manchmal auch fälschlich: Teatro San Angelo) war ein Theater- und Opernhaus in Venedig, das 1677 eröffnet wurde (Architekt Francesco Santurini) und bis 1803 bestand. Hier wurden viele der Opern von Antonio Vivaldiuraufgeführt, der es auch immer wieder musikalisch und zeitweilig als Impresario leitete. Es befand sich am Canal Grande nahe der Rialto-Brücke. Es wurde von den Familien Marcello und Capello betrieben, von denen dort zuvor Stadthäuser standen. |                    | |
| Verona          | Arena di Verona                      | Die Arena di Verona ist ein gut erhaltenes römisches Amphitheater in Verona. Das Theater wurde etwa im Jahr 30 n. Chr. errichtet und lag damals außerhalb der römischen Stadtmauer Veronas. In römischer Zeit fasste die Arena über 30.000 Zuschauer und wurde für Gladiatorenkämpfe und Wettkämpfe genutzt. Nach einem Erdbeben im Jahr 1117, bei dem der größte Teil des Außenrings zerstört wurde, diente die Arena als Steinbruch für die wachsende mittelalterliche Stadt. Im Jahr 1278 war die Arena der Schauplatz der letzten großen Katharer-Hinrichtung. In der Renaissance gab es Bestrebungen, das Bauwerk wieder als Theater zu nutzen. Dies geschieht aber erst seit 1913 wieder regelmäßig. Am 10. August 1913 wurde anlässlich des 100. Geburtstags von Giuseppe Verdi die Oper Aida aufgeführt. Aufgrund der hervorragenden Akustik konnte sich die Arena schnell als Konzertstätte etablieren. Heute finden vor allem in den Monaten Juni, Juli und August Opernaufführungen und Rock-Konzerte statt. | Website            | |
| Vicenza         | Teatro Olimpico (Vicenza)            | Das Teatro Olimpico in Vicenza ist das erste freistehende autonome Theatergebäude, das seit dem Ende der Antike in Europa errichtet wurde. Architekt des Theaters ist Andrea Palladio. | Website            | |

### Kroatien
| Ort      | Opernhaus                               | Details | Offizielle Website | Bild |
| -------- | --------------------------------------- | --- | ------------------ | --- |
| Osijek   | Kroatisches Nationaltheater in Osijek   | Das Kroatisches Nationaltheater in Osijek (kroatisch: Hrvatsko narodno kazalište u Osijeku) ist ein Theatergebäude in Osijek, der Hauptstadt der kroatischen Region Slawonien. Das Gebäude wurde 1866 eröffnet und 1907 nach den Plänen des Architekten Karlo Klausner erweitert und 1907 fertiggestellt. Das Theatergebäude wurde in den 1990er Jahren während des kroatischen Unabhängigkeitskrieges durch die JNA beschädigt, umfassend restauriert und im Dezember 1994 vom damaligen kroatischen Präsidenten Franjo Tuđman offiziell wiedereröffnet. | Website            | |
| Rijeka   | Kroatisches Nationaltheater in Rijeka   | Das Kroatische Nationaltheater in Rijeka „Ivan Zajc“ (kroatisch: Hrvatsko narodno kazalište Ivana pl. Zajca u Rijeci) ist ein Mehrspartentheater in der kroatischen Hafenstadt Rijeka. Es ist benannt nach dem in Rijeka geborenen Komponisten und Dirigenten Ivan Zajc. | Website            | |
| Split    | Kroatisches Nationaltheater in Split    | Das Kroatische Nationaltheater in Split (kroatisch: Hrvatsko Narodno Kazalište – HNK u Splitu) ist ein Theatergebäude in Split. Es wurde im Jahr 1893 gegründet. Das Theater befindet sich auf dem Trg Gaje Bulata (Gaje Bulat-Platz) in Split. Das Theater ist seit dem Jahr 1999 Mitglied der europäischen Theater-Konvention. | Website            | |
| Zagreb   | Koncertna dvorana Vatroslava Lisinskog  | Die Koncertna dvorana Vatroslava Lisinskog (deutsch: Konzerthalle Vatroslav Lisinski) oder kurz: Lisinski ist eine Konzert- und Kongresshalle in der kroatischen Hauptstadt Zagreb. Die Halle wurde nach Plänen des Architekten Marijan Haberle errichtet und im Dezember 1973 eröffnet. Es gibt einen großen Saal mit 1.841 Sitzplätzen und einen kleinen mit 305 Sitzplätzen. Neben internationalen Fachtagungen kommen klassische Musik, Theater und Ballett zur Aufführung. 1990 fand hier der Eurovision Song Contest statt. | Website            | |
| Zagreb   | Kroatisches Nationaltheater in Zagreb   | Das Kroatische Nationaltheater in Zagreb (kroatisch Hrvatsko Narodno Kazalište, HNK) befindet sich in der kroatischen Hauptstadt Zagreb. Es wurde im Jahr 1840 gegründet und von staatlichen Stellen gemeinsam mit anderen kroatischen Nationaltheatern gefördert. Im Jahr 1870 wurde eine nationale Operngesellschaft gegründet. Das Theater zog im Jahr 1895 in das bis in die Gegenwart genutzte Gebäude. Auch der Österreichisch-Ungarische Kaiser Franz Joseph I. (Österreich-Ungarn) nahm an der Einweihung des neuen Prachtgebäudes teil. Das Gebäude wurde von den Wiener Architekten Ferdinand Fellner und Hermann Helmer entworfen (siehe Büro Fellner & Helmer), die für zahlreiche Theaterbauten in ganz Europa verantwortlich zeichneten. Das Zagreber Theater ist weitgehend baugleich mit dem Opernhaus Zürich (1891) und dem 1892/94 errichteten Hoftheater in Wiesbaden, heute Hessisches Staatstheater Wiesbaden. | Website            | |
| Varaždin | Kroatisches Nationaltheater in Varaždin | Das Kroatische Nationaltheater in Varaždin ist ein Theatergebäude in der kroatischen Stadt Varaždin. | Website            | Bild gesucht Der Benutzer Bernd Winnig wünscht sich an dieser Stelle ein Bild. Weitere Infos zum Motiv findest du vielleicht auf der Diskussionsseite . Falls du dabei helfen möchtest, erklärt die Anleitung , wie das geht. |

### Lettland
| Ort  | Opernhaus              | Details | Offizielle Website | Bild |
| ---- | ---------------------- | --- | ------------------ | ---- |
| Riga | Lettische Nationaloper | Die Lettische Nationaloper (lettisch: Latvijas Nacionālā opera) ist ein Opernhaus in der lettischen Hauptstadt Riga. Das im Stil des Neoklassizismus erbaute Gebäude entstand zwischen 1860 und 1863 nach Entwürfen von Ludwig Bohnstedt (1822–1885). Der Bau war zunächst als „Deutsches Theater“ konzipiert. Am 16. Juni 1882 brannte das Gebäude nieder und wurde unter der Leitung des Architekten Reinhold Schmaeling (1840–1917) wieder aufgebaut. Seit 1919 befindet sich in diesem Bauwerk die Lettische Nationaloper. | Website            |      |

### Liechtenstein
| Ort   | Opernhaus         | Details | Offizielle Website | Bild |
| ----- | ----------------- | --- | ------------------ | --- |
| Vaduz | Opernverein Vaduz | Der Opernverein Vaduz ist ein Opernverein in Vaduz. Er wurde im Jahre 1997 als eingetragener Verein gegründet. Der Verein inszeniert alle zwei Jahre eine Oper der klassischen Musikliteratur und tritt auch konzertant in Erscheinung. | Website            | Bild gesucht Der Benutzer Bernd Winnig wünscht sich an dieser Stelle ein Bild. Weitere Infos zum Motiv findest du vielleicht auf der Diskussionsseite . Falls du dabei helfen möchtest, erklärt die Anleitung , wie das geht. |

### Litauen
| Ort      | Opernhaus                                        | Details | Offizielle Website | Bild |
| -------- | ------------------------------------------------ | --- | ------------------ | --- |
| Kaunus   | Musiktheater Kaunas                              | Das Musiktheater Kaunas (litauisch: Kauno muzikinis teatras) ist ein Opernhaus in Kaunas. Das Theatergebäude wurde 1890–91 nach den Plänen des Architekten Ustin Golinewitsch erbaut. | Website            | |
| Klaipėda | Staatliches Musiktheater Klaipėda                | Das Staatliche Musiktheater Klaipėda (litauisch: Klaipėdos valstybinis muzikinis teatras) ist ein Opernhaus in der litauischen Hafenstadt Klaipėda. Das Theater wurde 1987 gegründet. Den Theaterkern bildete das Volksoperntheater Klaipėda (1956–1986). Das Theater wurde am 23. April 1988 eröffnet mit Audronė Žigaitytės Oper Mažvydas nach einem Drama von Justinas Marcinkevičius. Seit 1993 spielt das Sinfonieorchester Kleinlitauens im Musiktheater Klaipėda. | Website            | |
| Vilnius  | Litauisches Nationaltheater für Oper und Ballett | Das Litauische Nationaltheater für Oper und Ballett (litauisch: Lietuvos nacionalinis operos ir baleto teatras) ist ein staatliches Opernhaus und ein Theater in der litauischen Hauptstadt Vilnius. Gegründet wurde das Theater durch das Kulturministerium Litauens. Es befindet sich in der Altstadt von Vilnius. | Website            | |
| Vilnius  | Vilnius City Opera                               | Die Vilnius City Opera ist ein Opernhaus in Vilnius, das für die Aufführung von Opern und Musicals geschaffen wurde. | Website            | Bild gesucht Der Benutzer Bernd Winnig wünscht sich an dieser Stelle ein Bild. Weitere Infos zum Motiv findest du vielleicht auf der Diskussionsseite . Falls du dabei helfen möchtest, erklärt die Anleitung , wie das geht. |

### Luxemburg
| Ort       | Opernhaus                               | Details | Offizielle Website | Bild |
| --------- | --------------------------------------- | --- | ------------------ | ---- |
| Luxemburg | Grand Théâtre de la Ville de Luxembourg | Das Grand Théâtre de la Ville de Luxembourg ist eine Stätte für Theater, Oper und Ballett in Luxemburg. Das Theater wurde nach vierjähriger Bauzeit 1964 eröffnet. Der große Saal („Grande Salle“) hat 934 Sitzplätze, der kleine Saal („Studio“) 400 Sitzplätze. Bei der Einweihung nannte man das Theater Nouveau théâtre de Luxembourg, danach lange Théâtre municipal Luxembourg und seit 2003 Grand théâtre de la ville de Luxembourg. Architekt des Gebäudes ist der Franzose Alain Bourbonnais. Im Theater fanden der Concours Eurovision de la Chanson 1973 und 1984 statt. | Website            |      |

### Malta
| Ort            | Opernhaus                    | Details | Offizielle Website | Bild |
| -------------- | ---------------------------- | --- | ------------------ | --- |
| Victoria, Gozo | Teatru tal-Opra Aurora       | Das Teatru tal-Opra Aurora ist ein Theatergebäude auf Gozo. | Website            | Bild gesucht Der Benutzer Bernd Winnig wünscht sich an dieser Stelle ein Bild. Weitere Infos zum Motiv findest du vielleicht auf der Diskussionsseite . Falls du dabei helfen möchtest, erklärt die Anleitung , wie das geht. |
| Victoria, Gozo | Teatru Astra                 | Das Teatru Astra ist ein Theatergebäude auf Gozo. | Website            | |
| Valletta       | Royal Opera House (Valletta) | Das Royal Opera House (maltesisch It-Teatru Rjal) ist ein ehemaliges Opernhaus in der maltesischen Hauptstadt Valletta. Das 1866 errichtete Gebäude wurde im Zweiten Weltkrieg weitgehend zerstört und dient heute als Freilichtbühne. Das Opernhaus wurde am 9. Oktober 1866 nach fünfjähriger Bauzeit mit einer Aufführung der Oper I puritani von Vincenzo Bellini feierlich eingeweiht. Es verfügte über 1095 Sitz- und 200 Stehplätze, gut das Doppelte des ebenfalls in Valletta befindlichen Teatru Manoel. | Website            | |
| Valletta       | Teatru Manoel                | Das Teatru Manoel ist ein seit 1732 aufführendes Theater in Valletta. Maltas Nationaltheater gehört zu Europas ältesten Theatern. Es gilt als das drittälteste bespielte Theater der Welt und als das älteste im Commonwealth. Die Tragödie Merope von Scipione Maffei wurde als erstes Stück am 9. Januar 1732 aufgeführt. | Website            | |

### Moldau
| Ort      | Opernhaus                                                | Details | Offizielle Website | Bild |
| -------- | -------------------------------------------------------- | --- | ------------------ | ---- |
| Chișinău | Nationales Opern- und Balletttheater der Republik Moldau | Das Nationale Opern- und Balletttheater der Republik Moldau ist ein Theatergebäude in Chişinău und eines der führenden Opern- und Balletttheater Osteuropas. Im Jahr 2012 erhielt es den Namen der Opernsängerin Maria Bieșu. | Website            |      |

### Monaco
| Ort         | Opernhaus       | Details | Offizielle Website | Bild |
| ----------- | --------------- | --- | ------------------ | ---- |
| Monte Carlo | Opéra de Monaco | Die Opéra de Monaco (auch Opéra de Monte Carlo oder Grand Théâtre de Monte Carlo) ist das Opernhaus im Fürstentum Monaco. Es ist ein neumanieristischer Bau von Charles Garnier. Die Eröffnung erfolgte am 25. Januar 1879. Bei diesem Ereignis trat Sarah Bernhardt als Nymphe auf. Die erste Oper war die Uraufführung von Robert Planquettes Le Chevalier Gaston am 8. Februar 1879. | Website            |      |

### Niederlande
| Ort        | Opernhaus                 | Details | Offizielle Website | Bild |
| ---------- | ------------------------- | --- | ------------------ | --- |
| Amsterdam  | Concertgebouw             | Koninklijk Concertgebouw (niederländisch für Königliches Konzertgebäude) ist der Name eines berühmten Konzerthauses im Amsterdamer Stadtteil Oud-Zuid im Stadtbezirk Amsterdam-Zuid. Das Konzerthaus wurde am 11. April 1888 mit 120 Musikern, 500 Chorsängern und Werken von Wagner, Händel, Bach und Beethoven eröffnet. Es gibt vier Säle. Der Große Saal hat 1.962 Sitze, der 2004 restaurierte Kleine Saal 437, zusätzlich gibt es noch den Chorsaal und den Spiegelsaal. Bis 1952 waren Gebäude und Orchester miteinander verbunden, seither gibt es getrennte Organisationen. Zum 125-jährigen Jubiläum 2013 verlieh Königin Beatrix dem Concertgebouw den Titel Koninklijk (‚Königlich‘). | Website            | |
| Amsterdam  | De Nationale Opera        | De Nationale Opera, früher: De Nederlandse Opera (deutsch: Niederländische Oper), kurz: DNO, ist eine niederländische Opernkompagnie mit Sitz in Amsterdam. De Nederlandse Opera wurde kurz nach Ende des Zweiten Weltkriegs als Repertoirebetrieb mit festem Ensemble gegründet. Die Kompagnie hatte damals ihren Hauptsitz in der Stadsschouwburg Amsterdam, einem Theater des fin de siècle am Leidseplein in Amsterdam, zeigte seine Produktionen aber auch regelmäßig in Den Haag, Rotterdam, Utrecht und anderen niederländischen Städten. 1964 erfolgte die Umstellung auf das Stagionesystem und die Umbenennung in De Nederlandse Operastichting (deutsch: Niederländische Opernstiftung). Seither wird für jede Produktion ein eigenes Sängerensemble aus Gästen zusammengestellt. Seit 1986 befindet sich der Hauptspielort der DNO im Muziektheater, einem modernen Bau des Architekten Cees Dam. | Website            | Bild gesucht Der Benutzer Bernd Winnig wünscht sich an dieser Stelle ein Bild. Weitere Infos zum Motiv findest du vielleicht auf der Diskussionsseite . Falls du dabei helfen möchtest, erklärt die Anleitung , wie das geht. |
| Amsterdam  | Het Muziektheater         | Het Muziektheater ist ein Theatergebäude in Amsterdam, das eigens für die Aufführungen von Opern, Balletten, aber auch anderen Gattungen des Musiktheaters gebaut wurde. Früher spielten die Gesellschaften von Oper und Schauspiel gemeinsam in der Stadsschouwburg Amsterdam. Das Gebäude wurde von den Architekten Wilhelm Holzbauer und Cees Dam entworfen. Het Muziektheater wurde offiziell am 23. September 1986 eröffnet. Seither ist es die Heimstätte von De Nederlandse Opera und Het Nationale Ballet. Darüber hinaus treten in Het Muziektheater auch weitere Theatergesellschaften gastierend auf. Der Gebäudekomplex des heutigen Musiktheaters wird im Volksmund Stopera genannt, da es auch von der Stadtverwaltung genutzt wird. Die Bezeichnung stellt eine Kombination von Stadthaus und Oper (Stadhuis en opera) dar.                                                                    | Website            | |
| Amsterdam  | Stadsschouwburg Amsterdam | Die Stadsschouwburg Amsterdam (Stadttheater Amsterdam) ist ein traditionsreiches Theater am Leidseplein in Amsterdam. 1894 wurde das Theater in der heutigen äußeren Form eingeweiht. Da auch Barockoper, Ballett und Dance Performances gezeigt werden, ist es auch bei Touristen ein viel frequentierter Besuchsort. | Website            | |
| Enschede   | Nederlandse Reisopera     | Die Nederlandse Reisopera (ehemals Nationale Reisopera), im Ausland als Dutch Touring Opera bekannt, ist eine Opernkompagnie mit Sitz in Enschede, die mit großen und kleinen Opernproduktionen durchs Land reist. Das Unternehmen ist Teil des Nationaal Muziekkwartier in Enschede und produziert jedes Jahr mindestens drei große Produktionen in den großen niederländischen Theatern. Die Nederlandse Reisopera hat ein eigenes Talent-Programm, zu dem das Zangersensemble mit nationalen und internationalen Nachwuchstalenten gehört. | Website            | Bild gesucht Der Benutzer Bernd Winnig wünscht sich an dieser Stelle ein Bild. Weitere Infos zum Motiv findest du vielleicht auf der Diskussionsseite . Falls du dabei helfen möchtest, erklärt die Anleitung , wie das geht. |
| Maastricht | Opera Zuid                | Die Opera Zuid ist eine niederländische Opernkompagnie, gegründet 1991, mit Sitz in Maastricht. | Website            | |

### Nordmazedonien
| Ort    | Opernhaus                     | Details | Offizielle Website | Bild |
| ------ | ----------------------------- | --- | ------------------ | --- |
| Skopje | Mazedonisches Nationaltheater | Das Mazedonische Nationaltheater ist ein Theatergebäude in Skopje. Das neue Theatergebäude befindet sich am linken Ufer des Flusses Vardar und wurde auf dem Fundament des alten Theaters errichtet, das 1963 im Erdbeben von Skopje zerstört wurde. | Website            | Bild gesucht Der Benutzer Bernd Winnig wünscht sich an dieser Stelle ein Bild. Weitere Infos zum Motiv findest du vielleicht auf der Diskussionsseite . Falls du dabei helfen möchtest, erklärt die Anleitung , wie das geht. |
| Skopje | Mazedonische Oper und Ballett | Die Mazedonische Oper und Ballett ist eine staatliche Kultureinrichtung und die älteste ihrer Art in Nordmazedonien. | Website            | Bild gesucht Der Benutzer Bernd Winnig wünscht sich an dieser Stelle ein Bild. Weitere Infos zum Motiv findest du vielleicht auf der Diskussionsseite . Falls du dabei helfen möchtest, erklärt die Anleitung , wie das geht. |

### Norwegen
| Ort          | Opernhaus                  | Details | Offizielle Website | Bild |
| ------------ | -------------------------- | --- | ------------------ | --- |
| Bergen       | Bergen Nasjonale Opera     | Die Bergen Nasjonale Opera im norwegischen Bergen, ursprünglich Den Nye Opera (die neue Oper) genannt, ist eine Stiftung, die 2005 vom Bergen Philharmonic Orchestra, Den Nationale Scene, der Grieg Hall und dem Bergen International Festival gegründet wurde. 2007 wurde die Opera Vest Teil der Stiftung, die als regionales Opernhaus für Westnorwegen dienen soll. | Website            | zentrierts |
| Bergen       | Opera Bergen               | Die Opera Bergen ist eine unabhängige Opernkompagnie mit Sitz in Bergen, die 1982 von Anne Randine Øverby und Tone Kvam Thorsen gegründet wurde. | Website            | Bild gesucht Der Benutzer Bernd Winnig wünscht sich an dieser Stelle ein Bild. Weitere Infos zum Motiv findest du vielleicht auf der Diskussionsseite . Falls du dabei helfen möchtest, erklärt die Anleitung , wie das geht. |
| Halden       | Opera Østfold              | Die Opera Østfold ist eine Opernkompagnie mit Sitz in Halden. | Website            | Bild gesucht Der Benutzer Bernd Winnig wünscht sich an dieser Stelle ein Bild. Weitere Infos zum Motiv findest du vielleicht auf der Diskussionsseite . Falls du dabei helfen möchtest, erklärt die Anleitung , wie das geht. |
| Kristiansand | Opera Sør (Kristiansand)   | Die Opera Sør ist eine Opernkompagnie mit Sitz in Kristiansand. | Website            | Bild gesucht Der Benutzer Bernd Winnig wünscht sich an dieser Stelle ein Bild. Weitere Infos zum Motiv findest du vielleicht auf der Diskussionsseite . Falls du dabei helfen möchtest, erklärt die Anleitung , wie das geht. |
| Kristiansund | Operaen i Kristiansund     | Die Operaen i Kristiansund ist eine Opernkompagnie mit Sitz in Kristiansund. | Website            | Bild gesucht Der Benutzer Bernd Winnig wünscht sich an dieser Stelle ein Bild. Weitere Infos zum Motiv findest du vielleicht auf der Diskussionsseite . Falls du dabei helfen möchtest, erklärt die Anleitung , wie das geht. |
| Nordfjordeid | Opernhaus Nordfjordeid     | Das Opernhaus Nordfjordeid ist ein Opernhaus mit Sitz in Nordfjordeid in der norwegischen Kommune Stad. | Website            | |
| Oslo         | Den Norske Opera & Ballett | Den Norske Opera & Ballett (Norwegische Oper & Ballett) mit Sitz in Oslo ist das größte Musiktheater Norwegens und gleichzeitig die einzige norwegische Institution dieser Art, die ausschließlich professionelle Künstler beschäftigt. Die Oper wird als Aktiengesellschaft organisiert, die zu 90 % dem norwegischen Staat und zu 10 % dem Norwegischen Opernfonds gehört. Die Aktivitäten der Aktiengesellschaft gliedern sich in sieben Programmbereiche: - Oper - Ballett - Konzert - Aus- und Weiterbildung - Entwicklung und Neuschöpfung - Tournee- und Reichsoper/Nationales Ressource- und Kompetenzzentrum - Auslandsgastspiel Ein neues Opernhaus wurde am 12. April 2008 am Osloer Hafen eröffnet, siehe Opernhaus Oslo.                                                                                                | Website            | |
| Oslo         | Opernhaus Oslo             | Das Opernhaus Oslo in Oslo ist seit April 2008 die Spielstätte der Norwegischen Oper. Die neue Oper gilt als größtes norwegisches Kulturprojekt der Nachkriegszeit. Das einem treibenden Eisberg nachempfundene Gebäude wurde vom norwegischen Architekturbüro Snøhetta („Schneekappe“) entworfen, das schon die neue Bibliothek von Alexandria in Ägypten konzipiert hatte. Das Opernhaus ist 110 Meter breit, 207 Meter lang und verfügt auf einer Fläche von 38.500 Quadratmetern über mehr als 1100 Innenräume. Von den drei Spielflächen ist die Hauptbühne mit 1358 Sitzplätzen für das Publikum die größte. Eröffnet wurde die neue Oper am 12. April 2008. An der Eröffnungsgala waren 20 Gesangssolisten und 60 Tänzer beteiligt; dargeboten wurden unter anderem Auszüge aus Richard Wagners Oper Der Fliegende Holländer. | Website            | |
| Tromsø       | Nordnorsk Opera            | Das Nordnorsk Opera og Symfoniorkester ist eine Opernkompagnie und ein Orchester mit festem Sitz in Bodø und Tromsø, die den gesamten Norden Norwegens abdeckt. Das Nordnorsk Opera og Symfoniorkester AS wurde am 18. Juni 2009 gegründet und ist eine der größten Kulturinstitutionen in Nordnorwegen. Eigentümer sind die Gemeinden Tromsø und Bodø, die jeweils 50 Prozent besitzen. | Website            | Bild gesucht Der Benutzer Bernd Winnig wünscht sich an dieser Stelle ein Bild. Weitere Infos zum Motiv findest du vielleicht auf der Diskussionsseite . Falls du dabei helfen möchtest, erklärt die Anleitung , wie das geht. |

### Österreich
| Ort            | Opernhaus                  | Details | Offizielle Website | Bild |
| -------------- | -------------------------- | --- | ------------------ | --- |
| Baden bei Wien | Stadttheater Baden         | Das Stadttheater Baden ist eines der Theater in Baden in Niederösterreich und gehört organisatorisch zur Bühne Baden. Gegeben werden an der Bühne Opern, Operetten, Musicals und Schauspiel/Sprechtheater. | Website            | |
| Bregenz        | Vorarlberger Landestheater | Das Vorarlberger Landestheater ist ein Theater mit festem Schauspielensemble und zahlreichen Gästen in Bregenz. Es bietet von September bis Juni einen fixen Spielbetrieb für die Stadt Bregenz und das Land Vorarlberg. | Website            | |
| Graz           | Opernhaus Graz             | Das Opernhaus Graz ist ein im neobarocken Stil errichteter Theaterbau, der sich am Opernring, im Zentrum der österreichischen Stadt Graz befindet. Das bis heute als Opernhaus dienende, freistehende Gebäude wurde 1899 nach den Plänen des Wiener Architektenduos Fellner & Helmer als Ranglogentheater erbaut und ist nach der Wiener Staatsoper das zweitgrößte Opernhaus in Österreich. Der gehobene Anspruch des Hauses artikuliert sich durch die monumentale Formensprache des Gebäudes und den opulenten, im Barock und Rokoko ausgestatteten, knapp 1.400 Plätze umfassenden Zuschauerraum. Das Grazer Opernhaus ist ein Mehrspartenhaus und pflegt neben dem Ballett, dem Musical und der Operette, thematisch in seinen Aufführungen die Auseinandersetzung mit Tradition und Gegenwart. | Website            | |
| Innsbruck      | Tiroler Landestheater      | Das Tiroler Landestheater steht in Innsbruck. Das große Haus fasst etwa 800 Sitzplätze. Die Kammerspiele als zweite Spielstätte wurden 2015/16 komplett abgerissen. Bis zur Fertigstellung der neuen Kammerspiele wird eine Halle im Messegelände als Übergangslösung genutzt. Auf dem Spielplan stehen Schauspiel, Oper, Operetten, Musicals und Tanztheater; für die Musik ist das Tiroler Symphonieorchester zuständig. | Website            | |
| Klagenfurt     | Stadttheater Klagenfurt    | Das Stadttheater Klagenfurt ist ein städtisches Theater der Stadt Klagenfurt in Österreich. Weitere Informationen auf Wikipedia siehe auch: Stadttheater Klagenfurt | Website            | |
| Linz           | Landestheater Linz         | Das Linzer Landestheater ist das größte Theater in Oberösterreich. Es betreibt die Spielstätten Schauspielhaus (vormals Großes Haus) und Kammerspiele an der Promenade und das Musiktheater am Volksgarten. Bis 2016/17 gab es auch den u\hof: (später: Junges Theater) im OÖ Kulturquartier. | Website            | |
| Linz           | Musiktheater Linz          | Das Musiktheater Linz ist eine Spielstätte des Landestheaters Linz. Das von Terry Pawson geplante Gebäude wurde zwischen 2008 und 2013 errichtet und dient als Theater- und Opernhaus der Stadt Linz. Die offizielle Inbetriebnahme des am 11. April 2013 von Heinz Fischer eröffneten Musiktheaters fand am 12. April 2013 mit der Uraufführung der Oper Spuren der Verirrten von Philip Glass nach dem gleichnamigen Schauspiel von Peter Handke statt. | Website            | |
| Salzburg       | Salzburger Landestheater   | Das Salzburger Landestheater ist ein Theater im österreichischen Salzburg mit eigenen Ensembles für Schauspiel, Ballett und Musiktheater (Oper, Operette, Musical). Das Repertoire des Hauses besteht aus zeitgenössischen und klassischen Werken mit 400 Vorstellungen pro Spielzeit. Insgesamt arbeiten am Salzburger Landestheater 340 Personen aus 35 verschiedenen Ländern. Das Gebäude mit 707 Plätzen wird im Sommer auch von den Salzburger Festspielen für Schauspielaufführungen genutzt. | Website            | |
| Wien           | Jugendstiltheater Wien     | Das Jugendstiltheater in Wien war ursprünglich als Gesellschaftshaus konzipiert, später für Theateraufführungen, Konzerte und Veranstaltungen genutzt, und steht seit Jahren leer. |                    | |
| Wien           | Neue Oper Wien             | Die Neue Oper Wien ist eine freie Opernkompagnie ohne eigene Spielstätte, die 1990 in Wien von dem französischen Regisseur Olivier Tambosi gegründet worden ist. | Website            | Bild gesucht Der Benutzer Bernd Winnig wünscht sich an dieser Stelle ein Bild. Weitere Infos zum Motiv findest du vielleicht auf der Diskussionsseite . Falls du dabei helfen möchtest, erklärt die Anleitung , wie das geht. |
| Wien           | Schlosstheater Schönbrunn  | Das Schlosstheater Schönbrunn oder auch Musik Theater Schönbrunn ist eine Bühne im Schloss Schönbrunn der österreichischen Hauptstadt Wien. Es gehört als Barocktheater zu den stimmungsvollsten Räumlichkeiten der Universität für Musik und darstellende Kunst Wien. | Website            | |
| Wien           | Sirene Operntheater        | Das Sirene Operntheater (Eigenschreibweise: sirene Operntheater) entstand aus der Zusammenarbeit von Kristine Tornquist und Jury Everhartz im Jahr 1998 in Wien und produziert seither an wechselnden Spielorten Opern und Musiktheater, seit 2002 unter diesem Namen. | Website            | Bild gesucht Der Benutzer Bernd Winnig wünscht sich an dieser Stelle ein Bild. Weitere Infos zum Motiv findest du vielleicht auf der Diskussionsseite . Falls du dabei helfen möchtest, erklärt die Anleitung , wie das geht. |
| Wien           | Theater am Kärntnertor     | Das Theater am Kärntnertor, auch Kärntnertortheater oder in der alten Schreibweise Kärnthnerthor-Theater, war ein für Oper, Ballett und Schauspiel bestimmtes Theater in Wien. Es kann gemeinsam mit dem Burgtheater am Michaelerplatz als Vorläuferhaus der Wiener Staatsoper gelten. |                    | |
| Wien           | Theater an der Wien        | Das Theater an der Wien ist ein traditionsreiches Theater an der Linken Wienzeile, im 6. Wiener Gemeindebezirk Mariahilf, welches im Verbund der Vereinigten Bühnen Wien betrieben wird. Seit Jänner 2006 trägt es den Beinamen Das neue Opernhaus. Das Theater verfügt derzeit über 1.129 Sitzplätze und 50 Stehplätze. | Website            | |
| Wien           | Theater auf der Cortina    | Das Theater auf der Cortina (auch Comödi.Hauß, Comedi.Hauß oder Theater auf der Kurtine) war ein Opernhaus in Wien. Es wurde im Jahre 1668 eröffnet und 1683 bereits wieder abgerissen. |                    | |
| Wien           | Volksoper Wien             | Die Volksoper Wien ist das zweitgrößte Opernhaus in Wien. Auf dem Programm stehen Operetten, Opern, Musicals und Ballett. Das Opernhaus wurde am 14. Dezember 1898 eröffnet. | Website            | |
| Wien           | Wiener Kammeroper          | Die Wiener Kammeroper ist ein Opernhaus am nördlichen Rand der Wiener Innenstadt, das im Stagione-System bespielt wird. Seit Herbst 2012 steht die Kammeroper in Trägerschaft des Theaters an der Wien. | Website            | |
| Wien           | Wiener Staatsoper          | Die Wiener Staatsoper, das „Erste Haus am Ring“, ist eines der bekanntesten Opernhäuser der Welt und befindet sich im 1. Wiener Gemeindebezirk Innere Stadt. Sie wurde am 25. Mai 1869 mit einer Premiere von Don Giovanni von Mozart eröffnet. Aus den Mitgliedern des Staatsopernorchesters rekrutieren sich u. a. die Wiener Philharmoniker. Der Chor der Wiener Staatsoper tritt extern als Konzertvereinigung Wiener Staatsopernchor auf. | Website            | |
| Wien           | Wiener Taschenoper         | Die Wiener Taschenoper ist eine österreichische Opernkompagnie mit Sitz in Wien. | Website            | Bild gesucht Der Benutzer Bernd Winnig wünscht sich an dieser Stelle ein Bild. Weitere Infos zum Motiv findest du vielleicht auf der Diskussionsseite . Falls du dabei helfen möchtest, erklärt die Anleitung , wie das geht. |

### Polen
| Ort       | Opernhaus                          | Details | Offizielle Website | Bild |
| --------- | ---------------------------------- | --- | ------------------ | ---- |
| Białystok | Podlachische Oper und Philharmonie | Die Podlachische Oper und Philharmonie – Europäisches Zentrum der Kunst (polnisch Opera i Filharmonia Podlaska – Europejskie Centrum Sztuki) ist die wichtigste Kultureinrichtung Podlachiens, des nordöstlichen Teil Polens. Das Zentrum wurde am 28. September 2012 eröffnet. | Website            |      |
| Breslau   | Oper Breslau                       | Die Oper Breslau (polnisch: Opera Wrocławska) ist eine Institution, die im ehemaligen Breslauer Stadttheater Opern spielt. Das Opernhaus steht im Breslauer Stadtbezirk Stare Miasto nahe der Dorotheenkirche. | Website            |      |
| Bromberg  | Opera Nova w Bydgoszczy            | Die Opera Nova w Bydgoszczy ist ein Opernhaus in Bromberg, das seit 1956 existiert. Es ist eines der 10 Opernhäuser in Polen und das einzige dieser Größe in der Woiwodschaft Kujawien-Pommern. | Website            |      |
| Bytom     | Schlesische Oper                   | Die Schlesische Oper (polnisch: Opera Śląska) ist eine Opernkompagnie in Bytom, die 1945 im ehemaligen Stadttheater von Beuthen in Oberschlesien gegründet wurde. | Website            |      |
| Danzig    | Opera Bałtycka                     | Die Opera Bałtycka ist eine Opernkompagnie mit Sitz in Danzig. Vorläufer war das im Februar 1949 eingerichtete Musik- und Schauspielstudio (polnisch: Studio Muzyczno-Dramatyczne). Im Herbst 1949 wurde das Opernstudio (auf Polnisch: Studio Operowe) der Baltischen Philharmonie gegründet. 1953 wurden sie unter dem Namen Baltische Staatsoper und Philharmonie vereint. Nach der Teilung der Institution entstand 1993 die Opera Bałtycka. | Website            |      |
| Krakau    | Opera Krakowska                    | Die Opera Krakowska ist ein Opernhaus, das 1954 in Krakau gegründet wurde. Die Operntradition in Krakau reicht zurück bis ins Jahr 1628, als das erste vollständige polnische Libretto von einem örtlichen Verlag veröffentlicht wurde, gefolgt von der ersten kompletten Opernaufführung in der Stadt im März 1782. Das Krakauer Opernhaus veranstaltet jedes Jahr 200 Aufführungen, darunter Ballett, Operetten und Musicals für junge Leute. Das Repertoire der Krakauer Oper umfasst sowohl internationale als auch polnische Opernklassiker und bekräftigt seinen Status als eines der führenden Opernhäuser des Landes. | Website            |      |
| Łódź      | Teatr Wielki (Łódź)                | Das Teatr Wielki (dt. Großes Theater) ist das größte Theater in der polnischen Stadt Łódź. Das Theater wurde am 19. Januar 1967 eröffnet, zählt heutzutage zu den wichtigsten Opernstätten Polens, und ist durch seine Opern-, Operetten- und Ballettaufführungen bekannt. Das am Dąbrowski-Platz stehende Gebäude des Theaters ist eines der größten Opernhäuser in Polen und bietet Platz für 1070 Zuschauer. Die gesamte Kubatur des Gebäudes beläuft sich auf ca. 195.000 m³. Die Hauptbühne ist 26 Meter breit und 39,5 Meter tief (samt der Hinterbühne) und mit 6 großen Vorsenkbühnen ausgestattet, die sich vertikal in beliebiger Konfiguration bewegen lassen. Im Theater wird auch das Ballettfestival Łódzkie Spotkania Baletowe veranstaltet, und im Zeitraum 2000–2009 fand hier das Filmfestival Camerimage statt. | Website            |      |
| Lublin    | Teatr Muzyczny w Lublinie          | Das Teatr Muzyczny w Lublinie ist ein Theaterhaus mit Sitz in Lublin, das 1947 aus dem Prywatnego Teatru Muzycznego hervorgegangen ist. | Website            |      |
| Posen     | Teatr Wielki (Posen)               | Das Teatr Wielki, auch bekannt als Posener Oper, ist das größte Musiktheater in Posen und seit 1949 benannt nach dem polnischen Komponisten Stanisław Moniuszko. Das Operngebäude wurde in den Jahren 1908 bis 1910 durch den Münchener Architekt Max Littmann erbaut und 1910 mit Mozarts Die Zauberflöte eingeweiht. | Website            |      |
| Sopot     | Opera Leśna                        | Die Opera Leśna (deutsch „Waldoper“) ist ein Freilichttheater in der polnischen Stadt Sopot. Die Waldoper wurde am 11. August 1909 mit einer Aufführung von Conradin Kreutzers Oper Das Nachtlager in Granada ins Leben gerufen. | Website            |      |
| Stettin   | Opera na Zamku                     | Die Opera na Zamku ist ein Opernhaus in Stettin. Sie ist seit 1956 in Betrieb. | Website            |      |
| Warschau  | Teatr Wielki                       | Das Teatr Wielki (deutsch Großes Theater) ist das größte Theater in Warschau. Es beherbergt die Nationaloper (Opera Narodowa) und das Nationaltheater (Teatr Narodowy) Polens. Das Teatr Wielki wurde in den Jahren 1825–1833 nach Plänen des italienischen Architekten Antonio Corazzi errichtet. Das Haus wurde am 24. Februar 1833 mit einer Aufführung von Rossinis Il barbiere di Siviglia eingeweiht. | Website            |      |
| Warschau  | Warszawska Opera Kameralna         | Die Warszawska Opera Kameralna (deutsch: Warschauer Kammeroper) oder kurz WOK ist eine polnische Opernkompagnie, die 1961 von Stefan Sutkowski gegründet wurde, der bis 2012 auch Geschäftsführer und künstlerischer Leiter war. Das Repertoire der Warschauer Kammeroper umfasst eine Vielzahl unterschiedlicher Musikstile und -formen: von mittelalterlichen Krimispielen über die Opern der Früh- und Spätbarockzeit, über die klassische Pantomime des 18. Jahrhunderts, die Oper von Rossini bis Donizetti bis zu Werken zeitgenössischer Komponisten. Die Warschauer Kammeroper ist für ihr Mozart-Festival bekannt, das seit 1991 jedes Jahr veranstaltet wird. Außerdem organisiert sie auch ein Festival für Gioacchino Rossini und Claudio Monteverdi und das Festival der alten polnischen Oper.                       | Website            |      |

### Portugal
| Ort           | Opernhaus                     | Details | Offizielle Website | Bild |
| ------------- | ----------------------------- | --- | ------------------ | ---- |
| Lissabon      | Ópera do Tejo                 | Die Oper am Tejo, portugiesisch Ópera do Tejo oder Real Casa da Ópera (Königliches Opernhaus), war die unter Joseph I.errichtete Oper im historischen Stadtzentrum von Lissabon am Paço da Ribeira am Ufer des Tajo/Tejo, die durch das schwere Erdbeben am 1. November 1755 zerstört wurde. Sie war am 31. März 1755 des gleichen Jahres eröffnet worden. Entworfen hatte den Bau der italienische Architekt Giovanni Carlo Galli-Bibiena (1717–1760). |                    |      |
| Lissabon      | Teatro Nacional de São Carlos | Das Teatro Nacional de São Carlos (auch Oper de São Carlos) ist das Opernhaus von Lissabon. Es liegt im südlichen Teil der portugiesischen Hauptstadt, genauer im Altstadtviertel Chiado in der Rua Serpa Pinto No. 9. Das Gebäude wurde am 30. Juli 1793 fertiggestellt. Der Architekt war José da Costa e Silva. | Website            |      |
| Ponte de Lima | Teatro Diogo Bernardes        | Das Teatro Diogo Bernardes ist ein Theaterhaus in Ponte de Lima. | Website            |      |
| Porto         | Casa da Música                | Die Casa da Música (deutsch: Haus der Musik) ist das städtische Konzerthaus in der nordportugiesischen Stadt Porto, entworfen von den Architekten Rem Koolhaas und Ellen van Loon vom Büro OMA (Rotterdam). Es wurde im April 2005 eingeweiht und beherbergt die gleichnamige Kulturinstitution mit ihren drei Orchestern „Orquestra Sinfonica do Porto“, „Orquestra Barroca“ und „Remix Ensemble“.                                                     | Website            |      |

### Rumänien
| Ort         | Opernhaus                                       | Details | Offizielle Website | Bild |
| ----------- | ----------------------------------------------- | --- | ------------------ | --- |
| Brașov      | Opera Brasov                                    | Die Opera Brașov wurde 1953 als Musiktheater in Brașov gegründet. | Website            | |
| Bukarest    | Opera Națională București                       | Die Opera Națională București ist ein Opernhaus in Bukarest. Sie ist die größte der vier rumänischen Staatsopern. Sie wurde im Jahr 1919 gegründet und ist seit 1953 in einem neuen Gebäude untergebracht. Heute ist sie ein Repertoirebetrieb für Oper und Ballett, dessen aktuelles Repertoire aus über 150 Oper- und Ballettvorführungen besteht. | Website            | |
| Bukarest    | Teatrul Național de Operetă „Ion Dacian“        | Das Teatrul Național de Operetă „Ion Dacian“ București ist eine öffentliche Kultureinrichtung, die vom Ministerium für Kultur und religiöse Angelegenheiten finanziert wird. Es befindet sich im Zentrum der Hauptstadt, neben dem Nationaltheater Ion Luca. | Website            | Bild gesucht Der Benutzer Bernd Winnig wünscht sich an dieser Stelle ein Bild. Weitere Infos zum Motiv findest du vielleicht auf der Diskussionsseite . Falls du dabei helfen möchtest, erklärt die Anleitung , wie das geht. |
| Cluj-Napoca | Opera Naţională Română                          | Die Opera Naţională Română in Cluj-Napoca ist eine der nationalen Opern- und Ballettunternehmen in Rumänien. | Website            | |
| Constanța   | National Opera and Ballet Theater Oleg Danovski | Das National Opera and Ballet Theater Oleg Danovski ist ein Opernhaus in Constanța. | Website            | |
| Craiova     | Opera Română Craiova                            | Die Opera Română Craiova ist ein Opernhaus in Craiova. | Website            | Bild gesucht Der Benutzer Bernd Winnig wünscht sich an dieser Stelle ein Bild. Weitere Infos zum Motiv findest du vielleicht auf der Diskussionsseite . Falls du dabei helfen möchtest, erklärt die Anleitung , wie das geht. |
| Galați      | Teatrul Muzical Nae Leonard                     | Das Teatrul Muzical Nae Leonard ist ein Theaterhaus in Galați. | Website            | Bild gesucht Der Benutzer Bernd Winnig wünscht sich an dieser Stelle ein Bild. Weitere Infos zum Motiv findest du vielleicht auf der Diskussionsseite . Falls du dabei helfen möchtest, erklärt die Anleitung , wie das geht. |
| Iași        | Opera Națională Română Iași                     | Die Opera Națională Română Iași ist ein Opernhaus in Iași. Sie wurde am 1. Januar 1956 gegründet. Seit dem 8. Juli 2003 hat sie den Status einer nationalen Institution erhalten und wurde zur rumänischen Nationaloper in Iasi. Sie ist dem Ministerium für Kultur und Religion unterstellt und befindet sich im Gebäude des Nationaltheaters, das 1896 nach einem Entwurf der österreichischen Architekten Fellner und Helmer erbaut wurde. Der Saal verfügt über 740 Sitzplätze. | Website            | |
| Timișoara   | Opera Națională Română din Timișoara            | Die Opera Națională Română din Timișoara ist ein Opernkompagnie. Es ist eine der nationalen Opernkompagnien Rumäniens. Sie teilt das Gebäude mit dem Nationaltheater Mihai Eminescu in Timișoara. Die Uraufführung im Opernhaus fand am 27. April 1875 statt. Gegeben wurde Aida von Giuseppe Verdi. | Website            | |

### Russland
Gelistet werden nur Opernhäuser im europäischen Teil Russlands. Für Opernhäuser im asiatischen Teil Russlands siehe: Liste von Opernhäusern/Asien.
| Ort              | Opernhaus                                                            | Details | Offizielle Website | Bild |
| ---------------- | -------------------------------------------------------------------- | --- | ------------------ | --- |
| Astrachan        | Astrachan Staatstheater für Oper und Ballett                         | Das Astrachan Staatstheater für Oper und Ballett ist ein Opernhaus in Astrachan. | Website            | |
| Ischewsk         | Ischewsk Staatstheater für Oper und Ballett                          | Das Ischewsk Staatstheater für Oper und Ballett ist ein Opernhaus in Ischewsk. | Website            | |
| Joschkar-Ola     | Joschkar-Ola Staatstheater für Oper und Ballett                      | Das Joschkar-Ola Staatstheater für Oper und Ballett ist ein Opernhaus in Joschkar-Ola. | Website            | |
| Kasan            | Staatsoper Tatarstan                                                 | Die Staatsoper Tatarstan ist ein Opernhaus in Kasan. | Website            | |
| Magnitogorsk     | Magnitogorsk Theater für Oper und Ballett                            | Das Magnitogorsk Theater für Oper und Ballett ist ein Opernhaus in Magnitogorsk. | Website            | |
| Moskau           | Bolschoi-Theater                                                     | Das Bolschoi-Theater (russisch: Большой театр „Großes Theater“) in Moskau ist das bekannteste und wichtigste Theater für Oper und Ballett in Russland. Es bildet ein Paar mit dem in unmittelbarer Nachbarschaft liegenden Maly-Theater („Kleines Theater“). | Website            | |
| Moskau           | Galina Vishnevskaya Opernzentrum                                     | Das Galina Vishnevskaya Opernzentrum ist ein Opernhaus in Moskau. | Website            | Bild gesucht Der Benutzer Bernd Winnig wünscht sich an dieser Stelle ein Bild. Weitere Infos zum Motiv findest du vielleicht auf der Diskussionsseite . Falls du dabei helfen möchtest, erklärt die Anleitung , wie das geht. |
| Moskau           | Helikon Opera                                                        | Die Helikon-Oper (russisch Геликон-Опера, Gelikon-Opera) ist ein in Moskau, Russische Föderation arbeitendes Opernensemble, das seit April 1990 besteht. Es wurde von Dmitri Bertman gegründet und hat sich bisher auf unkonventionelle Produktionen konzentriert. | Website            | Bild gesucht Der Benutzer Bernd Winnig wünscht sich an dieser Stelle ein Bild. Weitere Infos zum Motiv findest du vielleicht auf der Diskussionsseite . Falls du dabei helfen möchtest, erklärt die Anleitung , wie das geht. |
| Moskau           | Moskauer Kammermusiktheater                                          | Das Moskauer Kammermusiktheater (russisch: Московский государственный академический Камерный музыкальный театр имени Б. А. Покровского) ist ein Theater und Opernhaus in Moskau. Das Theater wurde 1971 gegründet und trägt den Namen seines Gründers Boris Alexandrovich Pokrovsky. Die im Theater ansässige Theatertruppe wird auch als Pokrovsky-Oper bezeichnet. | Website            | |
| Moskau           | Moskauer Staatliches Musiktheater für Kindermusik Natalya Sats       | Das Moskauer Staatliches Musiktheater für Kindermusik Natalya Sats ist ein Theaterhaus in Moskau, das sich auf Opern-, Ballett- und Theateraufführungen für Kinder spezialisiert hat. Das weltweit erste professionelle Theater für Kinder ist international als Geburtsort des Musikmärchens Peter und der Wolf von Sergei Prokofiev bekannt. | Website            | Bild gesucht Der Benutzer Bernd Winnig wünscht sich an dieser Stelle ein Bild. Weitere Infos zum Motiv findest du vielleicht auf der Diskussionsseite . Falls du dabei helfen möchtest, erklärt die Anleitung , wie das geht. |
| Moskau           | Stanislawski- und Nemirowitsch-Dantschenko-Musiktheater              | Das Stanislawski- und Nemirowitsch-Dantschenko-Musiktheater ist ein Opernhaus in Moskau. Das Haus wurde von den Regisseuren Konstantin Stanislawski und Wladimir Nemirowitsch-Dantschenko gegründet. In seiner heutigen Form existiert es seit 1941, nachdem zwei Opernensembles vereinigt wurden. Das Theater galt als Laboratorium zur Schaffung neuer Opern- und Ballettaufführungen. Nach Stanislawskis Tod (1938) übernahm Wladimir Nemirowitsch-Dantschenko die Leitung des Theaters, das bald darauf seinen heutigen Namen erhielt. Im Oktober–Dezember 1941 war dieses Haus das einzige Theater in Moskau, das seine Arbeit nicht einstellte, obwohl ein Teil der Produktionen wegen Luftalarms ausfallen musste. | Website            | |
| Moskau           | Neue Oper (Moskau)                                                   | Die Neue Oper (russisch Новая Опера) in Moskau ist ein Opernhaus mit einem festen Ensemble. Die Neue Oper wurde 1991 von dem russischen Dirigenten Jewgeni Kolobow mit Unterstützung des Moskauer Bürgermeisters Juri Luschkow gegründet. Kolobow war bis zu seinem Tod 2003 Chefdirigent und künstlerischer Leiter der Neuen Oper, die zu den populärsten Opern in Moskau gehört. Die Neue Oper besitzt ein eigenes Orchester und einen festen Opernchor. Im Gegensatz zu den anderen großen Opernhäusern in Russland, die seinerzeit ihre Solisten fest engagierten, führte Kolobow von der Gründung an ein System des zeitlich begrenzten Engagements ein, was ihm die Verpflichtung von vielversprechenden Talenten und Experimente ermöglichte. Das Gebäude der Neuen Oper wurde 1997 im Hermitage-Park errichtet, und bietet mehr als 700 Sitzplätze. | Website            | |
| Nischni Nowgorod | Staatliches Akademisches Opern- und Ballett-Theater Nischni Nowgorod | Das Staatliche Akademische Opern- und Ballett-Theater Nischni Nowgorod ist ein Opernhaus in Nischni Nowgorod. | Website            | |
| Perm             | Staatliches Opern- und Ballett-Theater Perm                          | Das Staatliches Opern- und Ballett-Theater Perm oder Staatliche Opern- und Ballett-Theater Pjotr Iljitsch Tschaikowski Perm ist ein Opernhaus in der Stadt Perm in Russland. Es ist eines der ältesten Theater des Landes und ist während seiner Geschichte ein bedeutendes musikalisches Zentrum geblieben, in dem viele bedeutende Kunstereignisse stattgefunden haben. Seine Balletttruppe ist eine der beliebtesten in Russland. | Website            | |
| Petrosawodsk     | Musiktheater der Republik Karelien                                   | Das Musiktheater der Republik Karelien ist ein Theaterhaus in Petrosawodsk, der Hauptstadt der Republik Karelien in Russland. | Website            | |
| Rostow           | Staatliches Musiktheater Rostow                                      | Das Staatliche Musiktheater Rostow ist ein Theaterhaus in Rostow in der Oblast Jaroslawl in Russland. | Website            | |
| Samara           | Samara Akademisches Opern- und Balletttheater                        | Das Samara Akademisches Opern- und Balletttheater ist ein Opernhaus in Samara, der Hauptstadt der Oblast Samara. | Website            | |
| Sankt Petersburg | Mariinski-Theater                                                    | Das Mariinski-Theater (russisch: Мариинский театр) ist eines der bekanntesten Opern- und Balletthäuser der Welt. Das Gebäude liegt am Sankt Petersburger Theaterplatz; viele wichtige russische Opern und Ballette wurden hier uraufgeführt. Es ist die Heimat des bei Auslandsauftritten immer noch gern so genannten Kirow-Balletts. Das Ballett trägt inzwischen auch den offiziellen Namen Ballett-Kompagnie des Mariinski-Theaters. | Website            | |
| Sankt Petersburg | Michailowski-Theater                                                 | Das Staatliche Akademische Opern- und Balletttheater St. Petersburg M.P. Mussorgski – Michailowski-Theater (russisch: Михайловский театр) in Sankt Petersburg, im 19. Jahrhundert auch „Théâtre Michel“, im 20. Jahrhundert lange „Maly Theater“ („Kleines Opernhaus“), ist neben dem Mariinski-Theater das bedeutendste Opernhaus der Stadt. 1833 erbaut, wurde es im 19. Jahrhundert überwiegend von französischen Schauspiel- und Opernensembles bespielt, war in den 1920er Jahren eine wichtige Experimentierstätte für das sowjetische Musiktheater und verfügt seit 1933 über eine eigene Ballettkompagnie. | Website            | |
| Sankt Petersburg | St. Petersburg Kammeroper                                            | Die St. Petersburg Kammeroper ist ein Opernhaus in Sankt Petersburg. | Website            | Bild gesucht Der Benutzer Bernd Winnig wünscht sich an dieser Stelle ein Bild. Weitere Infos zum Motiv findest du vielleicht auf der Diskussionsseite . Falls du dabei helfen möchtest, erklärt die Anleitung , wie das geht. |
| Saratow          | Saratow Opern- und Balletttheater                                    | Das Saratow Opern- und Balletttheater ist ein Theaterhaus in Saratow im Oblast Saratow in Russland. | Website            | |
| Tscheboksary     | Tschuwaschisches Staatstheater für Oper und Ballett                  | Das Tschuwaschische Staatstheater für Oper und Ballett (tschuwaschich: Чăваш патшалăх оперăпа балет театрĕ; russisch: Чувашский государственный театр оперы и балета) ist ein Opernhaus in Tscheboksary, der Hauptstadt der russischen Föderationsrepublik Tschuwaschien im Föderationskreis Wolga. Ursprünglich war es als das tschuwaschische Musiktheater bekannt, erhielt jedoch 1993 seinen heutigen Namen. | Website            | |
| Tscheljabinsk    | Akademisches Staatstheater für Oper und Ballett Tscheljabinsk        | Das Akademische Staatstheater für Oper und Ballett Tscheljabinsk ist ein Opernhaus in Tscheljabinsk, einer Stadt im Oblast Tscheljabinsk in Russland. | Website            | |
| Ufa              | Baschkirisches Staatliches Opern- und Balletttheater                 | Das Baschkirische Staatstheater für Oper und Ballett ist ein Opernhaus in Ufa, der Hauptstadt der Republik Baschkortostan in Russland. | Website            | |
| Wolgograd        | Tsaritsynskaya Oper                                                  | Die Tsaritsynskaya Oper ist ein Opernhaus in Wolgograd. | Website            | Bild gesucht Der Benutzer Bernd Winnig wünscht sich an dieser Stelle ein Bild. Weitere Infos zum Motiv findest du vielleicht auf der Diskussionsseite . Falls du dabei helfen möchtest, erklärt die Anleitung , wie das geht. |
| Woronesch        | Woronesch Staatstheater für Oper und Ballett                         | Das Woronesch Staatstheater für Oper und Ballett ist ein Opernhaus in Woronesch, der Hauptstadt der Oblast Woronesch in Russland. | Website            | |

### Schweden
| Ort           | Opernhaus                    | Details | Offizielle Website | Bild |
| ------------- | ---------------------------- | --- | ------------------ | --- |
| Drottningholm | Schlosstheater Drottningholm | Das Schlosstheater Drottningholm (schwedisch: Drottningholms Slottsteater) ist ein Theater im Schloss Drottningholm bei Stockholm in Schweden. Das Festival Schlosstheater Drottningholm führt im Sommer vorzugsweise Opern aus dem 18. Jahrhundert (von Händel, Gluck, Haydn und Mozart) mit dem Schwerpunkt auf historisch informierter Aufführungspraxis auf. Neben dem im Barockstil 1664–1703 von dem Architekten Nicodemus Tessin d. Ä. (sowie dessen gleichnamigem Sohn) erbauten Schloss wurde das Theatergebäude von Carl Fredrik Adelcrantz errichtet und 1766 eingeweiht. Es fasst heute etwa 400 Besucher. Die Bühnenmaschinerie des Italieners Donato Stopani (mit Wellenmaschine und Windmaschine) wird unverändert bis zum heutigen Tag verwendet. | Website            | |
| Göteborg      | Göteborgsoperan              | Die Oper Göteborg (schwedisch: Göteborgsoperan) ist ein Opernhaus in Göteborg. Das Gebäude liegt in der Nähe des Stadtzentrums, in Lilla Bommen, am Ufer des Flusses Göta älv. Es wurde von Jan Izikovitz entworfen und hat eine Fläche von 28.700 Quadratmetern mit einer Höhe von 32 Metern. Die Oper verfügt über zwei Konzertsäle. Ihr Hauptauditorium misst 500 Quadratmeter und verfügt über 1300 Sitzplätzen. Das Gebäude wurde 1994 mit dem Stück Aniara von Harry Martinson eingeweiht. Neben Opern werden Ballette, Musicals und Shows aufgeführt. | Website            | |
| Karlstad      | Wermland Opera               | Wermland Opera, ehemals Värmlandsoperan, ist seit 2003 der Name des ehemaligen Musikteatern in Värmland, das 1975 gegründet wurde. | Website            | |
| Lidköping     | Läckö Slottsopera            | Die Läckö Slottsopera ist eine Opernkompagnie, die seit 1997 jeden Sommer eine Oper aufführt. Im Innenhof des barocken Schlosses Läckö, 25 km von der schwedischen Stadt Lidköping, finden in der Regel ab Mitte Juli drei Wochen lang Aufführungen statt. | Website            | |
| Malmö         | Malmö Live                   | Das Malmö Live ist ein im August 2015 eröffnetes Veranstaltungszentrum in Malmö mit einem Konzertsaal, Konferenzeinrichtungen, einem Hotel, Büros und Wohnungen. Die Konzerthalle von Malmö Live ist die Heimat des Malmö Symphony Orchestra. | Website            | |
| Malmö         | Musiktheater Malmö           | Das Musiktheater Malmö (schwedisch: Malmö opera och musikteater) ist ein Musik- und Opernhaus in Malmö und gehört zu den größten Opernhäusern Skandinaviens. Das Gebäude liegt im zentralen Malmö mit Adresse Östra Rönneholmsvägen 20. | Website            | |
| Malmö         | Operafabriken                | Die Operafabriken ist eine unabhängige Opernkompagnie und ein gemeinnütziger Verein mit Sitz in Malmö. Das Unternehmen wurde 2010 von Leena Malkki, einer freiberuflichen Opernsängerin (Sopran) und Produzentin, gegründet. Die Debütoper war 2011 Don Giovanni von Wolfgang Amadeus Mozart. | Website            | Bild gesucht Der Benutzer Bernd Winnig wünscht sich an dieser Stelle ein Bild. Weitere Infos zum Motiv findest du vielleicht auf der Diskussionsseite . Falls du dabei helfen möchtest, erklärt die Anleitung , wie das geht. |
| Södertälje    | Södertäljeoperan             | Die Södertäljeoperan ist eine Opernkompagnie in Södertälje. | Website            | Bild gesucht Der Benutzer Bernd Winnig wünscht sich an dieser Stelle ein Bild. Weitere Infos zum Motiv findest du vielleicht auf der Diskussionsseite . Falls du dabei helfen möchtest, erklärt die Anleitung , wie das geht. |
| Solna         | Ulriksdals Slottsteater      | Das Ulriksdals Slottsteater oder Confidencen ist ein Theater im Park von Schloss Ulriksdal in Solna, etwas außerhalb der schwedischen Hauptstadt Stockholm. Es wurde in den 1750er Jahren erbaut und im späten 20. Jahrhundert restauriert. Es ist das älteste Rokoko-Theater Schwedens. | Website            | |
| Stockholm     | Folkoperan                   | Die Folkoperan ist ein Opernhaus in Stockholm, das 1976 als Gegenstück zur dortigen Königlichen Oper gegründet wurde, um die Oper einer breiteren Öffentlichkeit zugänglich zu machen. Das Opernhaus befindet sich seit 1984 an der Hornsgatan Nummer 72 in einem ehemaligen Kino. | Website            | |
| Stockholm     | Kungliga Operan              | Die Kungliga Operan (deutsch: Königliche Oper) ist die schwedische Staatsoper. Um sie von anderen königlichen Opernhäusern zu unterscheiden, wird sie im deutschsprachigen Raum oft „Königlich Schwedische Nationaloper“ genannt, in englischer Sprache (auch in den internationalen Künstlerverträgen der Oper) „Royal Swedish Opera“. Sie befindet sich im zentralen Stadtbezirk Norrmalm der Hauptstadt Stockholm in einem historischen architektonischen Ensemble am Gustav Adolfs Torg (Gustav-Adolf-Platz), direkt gegenüber dem Erbfürstenpalais (Arvfurstens palats, dem heutigen Außenministerium) am nördlichen Ufer des Norrström. | Website            | |
| Umeå          | NorrlandsOperan              | Die NorrlandsOperan oder NOP ist eine schwedische Opernkompagnie in Umeå, im schwedischen Norrland. Der Besitz von NOP ist auf die Gemeinde Umeå (40 %) und den Bezirksrat von Västerbotten (60 %) aufgeteilt. NOP wurde 1974 als regionales Opernensemble gegründet. Der erste künstlerische Leiter des NOP war Arnold Östman von 1974 bis 1979. NOP hat jetzt ein eigenes Sinfonieorchester und Einrichtungen für Oper, Tanz, Musik und Kunst sowie Workshops und Ateliers. | Website            | zentrierts |
| Växjö         | SmålandsOperan               | Die SmålandsOperan ist eine Opernkompagnie in Växjö. | Website            | Bild gesucht Der Benutzer Bernd Winnig wünscht sich an dieser Stelle ein Bild. Weitere Infos zum Motiv findest du vielleicht auf der Diskussionsseite . Falls du dabei helfen möchtest, erklärt die Anleitung , wie das geht. |

### Schweiz
| Ort            | Opernhaus                        | Details | Offizielle Website | Bild |
| -------------- | -------------------------------- | --- | ------------------ | --- |
| Basel          | Theater Basel                    | Das Theater Basel ist das Stadttheater der Schweizer Stadt Basel. Es ist ein Dreispartenhaus. Von September bis Juni werden auf den drei Bühnen des Theaters (Grosse Bühne, Kleine Bühne und Schauspielhaus) rund 600 Vorstellungen von über 40 Neuproduktionen pro Spielzeit aufgeführt. Vor, auf und hinter den Bühnen sind ca. 400 Mitarbeiter beschäftigt. Das Theater Basel bietet Oper, Schauspiel und Ballett. | Website            | |
| Bern           | Stadttheater Bern                | Das Stadttheater Bern am Kornhausplatz 20 in Bern beherbergt eine Dreispartenbühne für Oper, Schauspiel und Ballett. Das heutige Haus besteht seit 1903. Bei der Eröffnung wurde Tannhäuser von Richard Wagner aufgeführt, eingeleitet von einem Festakt von Joseph Victor Widmann, in dem als allegorische Figur neben Apoll und den Musen auch Frau Berna auftrat. Seit 2012 ist das Stadttheater Bern Teil der neuen Institution «Konzert Theater Bern», zu dem neben dem Stadttheater auch das Berner Symphonieorchester gehört. Es ist in dieser Form für die Schweiz ein einmaliges Organisationsmodell und Vierspartenhaus. | Website            | |
| Biel/Solothurn | Theater Orchester Biel Solothurn | Das Theater Orchester Biel Solothurn ist ein Städtebundtheater der Städte Biel/Bienne und Solothurn. Die beiden Stadttheater wurden 1927 zum Städtebundtheater zusammengelegt. Das Theater Orchester Biel Solothurn besteht heute aus den Sparten Musiktheater, Konzert, Schauspiel und Tanz. Dazu kommen verschiedene Angebote im Bereich des Kinder- und Jugendtheaters. | Website            | |
| Fribourg       | Équilibre (Fribourg)             | Das Equilibre ist ein Theaterhaus in Fribourg, in dem pro Saison ein bis zwei Produktionen aufgeführt werden. Es befindet sich im Herzen der Stadt Fribourg in der Schweiz. Die Kapazität des Raumes beträgt 681 Sitzplätze | Website            | |
| Fribourg       | Nouvel Opéra Fribourg            | Die Nouvel Opéra Fribourg oder NOF in Fribourg ist aus der Fusion der Opéra de Fribourg und der Opernkompagnie Opera Louise entstanden und bietet Opern- und Musiktheaterkreationen an. | Website            | Bild gesucht Der Benutzer Bernd Winnig wünscht sich an dieser Stelle ein Bild. Weitere Infos zum Motiv findest du vielleicht auf der Diskussionsseite . Falls du dabei helfen möchtest, erklärt die Anleitung , wie das geht. |
| Fribourg       | Opéra de Fribourg                | Die im Mai 1986 gegründete Opéra de Fribourg ist ein Verein, der sich der Theaterproduktion verschrieben hat. Ihr gesetzlicher Zweck ist die Förderung von Oper und schönen Künsten in Fribourg und im gleichnamigen Kanton. Seit Januar 2012 befindet sich die Opéra de Fribourg im Theater Équilibre in Fribourg. | Website            | Bild gesucht Der Benutzer Bernd Winnig wünscht sich an dieser Stelle ein Bild. Weitere Infos zum Motiv findest du vielleicht auf der Diskussionsseite . Falls du dabei helfen möchtest, erklärt die Anleitung , wie das geht. |
| Genf           | Grand Théâtre de Genève          | Das Grand Théâtre de Genève ist ein Opernhaus in Genf. Das Grand Théâtre (häufig auch als Opéra de Genève oder Genfer Oper bezeichnet) wird von der Stadt Genf durch eine Stiftung betrieben und subventioniert. Es hat eine eigene Balletttruppe und einen eigenen Chor. Seit 1962 wird die Musik durch das Orchestre de la Suisse Romande gespielt. Jede Saison werden in der Regel acht Opern (die meisten Eigenproduktionen), zwei bis drei Ballette und ein paar andere Musikstücke aufgeführt. | Website            | |
| Genf           | Opéra de Chambre de Genève       | Die Opéra de Chambre de Genève ist ein Opernhaus in Genf. | Website            | Bild gesucht Der Benutzer Bernd Winnig wünscht sich an dieser Stelle ein Bild. Weitere Infos zum Motiv findest du vielleicht auf der Diskussionsseite . Falls du dabei helfen möchtest, erklärt die Anleitung , wie das geht. |
| Lausanne       | Opéra de Lausanne                | Die Opéra de Lausanne ist ein städtisches Opernhaus in Lausanne im Schweizer Kanton Waadt. Die Opéra de Lausanne präsentiert neben Opernaufführungen auch Ballettabende und philharmonische Konzerte. Das 1869–1871 nach Plänen von Jules Verrey für die Société du Casino-Théâtre errichtete Casino-Théâtre de Lausanne (auch Théâtre de Georgette) wurde am 10. Mai 1871 eröffnet. | Website            | |
| Luzern         | Luzerner Theater                 | Das Luzerner Theater (umgangssprachlich auch Stadttheater Luzern) ist das einzige professionelle Theater in der Zentralschweiz. Es ist ein typisches „Dreisparten-Haus“ mit einem Musiktheater-Ensemble, einem Schauspiel-Ensemble und dem „Tanz Luzerner Theater“. Dazu ist dem Luzerner Theater ein Figurentheater – jedoch ohne eigenes Ensemble – angeschlossen. Das Luzerner Sinfonieorchester (LSO) ist ein wichtiger künstlerischer Partner des Musiktheaters. | Website            | |
| St. Gallen     | Theater St. Gallen               | Das Theater St. Gallen (vormals Stadttheater St. Gallen) ist ein Dreispartentheater mit Oper, Operette, Musical, Schauspiel, Kindertheater und Tanz in St. Gallen. Es gilt als das älteste bespielte Berufstheater der Schweiz. | Website            | |
| Winterthur     | Theater Winterthur               | Das Theater Winterthur (vormals Stadttheater Winterthur) ist ein Dreispartenhaus mit Musiktheater (Oper, Operette, Musical), Schauspiel, Kindertheater und Tanz in Winterthur. Es ist das größte Gastspielhaus der Schweiz. | Website            | |
| Zürich         | Opernhaus Zürich                 | Das Opernhaus Zürich liegt im Zentrum der Stadt Zürich beim Sechseläutenplatz. Bis 1964 wurde das Gebäude Stadttheater genannt, seither Opernhaus; es wurde am 1. Oktober 1891 eröffnet und bietet Platz für 1100 Personen. Nach Plänen des im Theaterbau erfahrenen Wiener Architektenbüros Fellner & Helmer wurde das heutige Bauwerk, das ursprünglich für Krakau geplant und bereits baureif ausgearbeitet war, in kurzer Zeit errichtet. Es ist weitgehend baugleich mit dem Kroatischen Nationaltheater Zagreb (1894) und dem 1892/1894 errichteten Hoftheater in Wiesbaden, heute Hessisches Staatstheater Wiesbaden. Es wurde am 30. September 1891 eingeweiht und am Folgetag mit einer Aufführung von Wagners Lohengrin eröffnet. In den Anfangszeiten diente es als Musik- und Sprechtheater, konzentrierte sich aber nach dem Bau des Schauspielhauses im Jahr 1926 auf Oper, Operette und Ballett. | Website            | |

### Serbien
| Ort      | Opernhaus                  | Details | Offizielle Website | Bild |
| -------- | -------------------------- | --- | ------------------ | --- |
| Belgrad  | Madlenianum                | Das Madlenianum ist das erste Opern- und Theaterunternehmen in Privatbesitz in Serbien und in Südosteuropa. Es befindet sich in Belgrad und wurde am 26. Januar 1999 von Madlena Zepter, Ehefrau des serbischen Geschäftsmannes Philip Zepter, gegründet. | Website            | Bild gesucht Der Benutzer Bernd Winnig wünscht sich an dieser Stelle ein Bild. Weitere Infos zum Motiv findest du vielleicht auf der Diskussionsseite . Falls du dabei helfen möchtest, erklärt die Anleitung , wie das geht. |
| Belgrad  | Nationaltheater Belgrad    | Das Nationaltheater in Belgrad (serbisch: Народно позориште у Београду / Narodno Pozorište u Beogradu) wurde in der zweiten Hälfte des 19. Jahrhunderts gegründet und befindet sich am Platz der Republik in Belgrad. Mit der Errichtung dieses Objekts und der Verwirklichung des Regulierungsplans von Josimović aus dem Jahr 1867 für die Stadt im Graben, wurden die Bedingungen für die Bildung des heute wichtigsten Belgrader Platzes, dem Trg republike, geschaffen. Heute arbeiten unter seinem Dach drei Kunstensembles – die Oper, das Drama und das Ballett. | Website            | |
| Novi Sad | Serbisches Nationaltheater | Das Serbische Nationaltheater (serbisch: Српско народно позориште oder Srpsko narodno pozorište) ist ein Theater in Novi Sad. Es wurde 1861 gegründet. Das derzeitige Gebäude des Theaters wurde im März 1981 eröffnet. | Website            | |

### Slowakei
| Ort             | Opernhaus                       | Details | Offizielle Website | Bild |
| --------------- | ------------------------------- | --- | ------------------ | ---- |
| Banská Bystrica | Štátna opera v Banskej Bystrici | Die Staatsoper in Banská Bystrica (slowakisch: Štátna opera v Banskej Bystrici) ist eines der wichtigsten slowakischen Theaterensembles. Sie inszeniert Opern-, Operetten-, Musical-, Ballett- und Konzertvorstellungen im In- und Ausland. Der Anfang des Ensembles geht auf das Jahr 1959 zurück.        | Website            |      |
| Bratislava      | Slowakisches Nationaltheater    | Das Slowakische Nationaltheater (slowakisch Slovenské národné divadlo) in Bratislava (dt. Preßburg, ung. Pozsony) ist das älteste Theater der Slowakei. Es wurde im Jahre 1920, nach der Unabhängigkeit der damaligen Tschechoslowakei, gegründet. Sein Vorgänger war das Städtische Theater von Preßburg. | Website            |      |
| Košice          | Nationaltheater Košice          | Das Nationaltheater Košice (slowakisch: Národné divadlo Košice) befindet sich im Zentrum von Košice in der Slowakei. Das repräsentative Gebäude des Staatstheaters wurde in den Jahren 1879–1899 nach Plänen von Adolf Lang im Neobarockstil errichtet.                                                    | Website            |      |

### Slowenien
| Ort       | Opernhaus                            | Details | Offizielle Website | Bild       |
| --------- | ------------------------------------ | --- | ------------------ | ---------- |
| Ljubljana | Opernhaus Ljubljana                  | Das Opernhaus Ljubljana (slowenisch: Ljubljanska opera) gehört zum Slowenischen Nationaltheater Oper und Ballett Ljubljana, dem nationalen Opern- und Ballett-Unternehmen Sloweniens.                                            | Website            | zentrierts |
| Maribor   | Slowenisches Nationaltheater Maribor | Das Slowenisches Nationaltheater Maribor (slowenisch: Slovensko narodno gledališče Maribor oder SNG Maribor) ist ein Theaterhaus in Maribor, im Nordosten von Slowenien, das Schauspiel-, Opern- und Ballettaufführungen bietet. | Website            |            |

### Spanien
| Ort                        | Opernhaus                                           | Details | Offizielle Website | Bild |
| -------------------------- | --------------------------------------------------- | --- | ------------------ | --- |
| A Coruña                   | Palacio de la Ópera (La Coruña)                     | Der Palacio de la Ópera in A Coruña ist ein Opernhaus in der Glorieta de América. Es bietet Platz für 1729 Personen. | Website            | |
| Barcelona                  | Gran Teatre del Liceu                               | Das Gran Teatre del Liceu ist das größte Opernhaus der katalanischen Hauptstadt Barcelona und liegt an den Rambles im Zentrum der Stadt. Das Opern- und Konzerthaus wurde am 4. April 1847 eröffnet und nach einem Brand am 31. Januar 1994 im Jahr 1999 wiedereröffnet. | Website            | |
| Barcelona                  | Teatre Principal (Barcelona)                        | Das Teatre Principal (im katalanischen, oder im spanischen Teatro Principal) ist das älteste Theater in Barcelona, das 1579 gegründet, zwischen 1597 und 1603 erbaut und mehrmals umgebaut wurde, hauptsächlich 1788 und erneut 1848. Das Theater hieß ursprünglich Teatro de la Santa Cruz auf Spanisch (oder Teatre de la Santa Creu auf Katalanisch). Es liegt an der berühmten Allee von La Rambla. Es war der Schauplatz der spanischen Erstaufführungen vieler Theaterstücke und Opern (seit 1750 gab es eine regelmäßige Opernsaison) und für die Uraufführungen spanischer Werke, darunter Opern von Fernando Sor, Vicenç Cuyàs oder Ramon Carnicer. | Website            | |
| Bilbao                     | Asociación Bilbaína de Amigos de la Ópera (ABAO)    | Die Asociación Bilbaína de Amigos de la Ópera (ABAO) ist ein Opernverein in Bilbao. | Website            | Bild gesucht Der Benutzer Bernd Winnig wünscht sich an dieser Stelle ein Bild. Weitere Infos zum Motiv findest du vielleicht auf der Diskussionsseite . Falls du dabei helfen möchtest, erklärt die Anleitung , wie das geht. |
| Bilbao                     | Palacio Euskalduna                                  | Der Palacio Euskalduna (spanisch, baskisch Euskalduna Jauregia) ist ein Mehrzweckgebäude für Kongress- und Musikveranstaltungen in Bilbao im spanischen Baskenland. Das Gebäude befindet sich direkt an der Ría de Bilbao, an der Stelle, an der sich die ehemalige Euskalduna-Werft befand. Der Kongresspalast wurde im Februar 1999 eingeweiht und zählt heute neben dem Guggenheim-Museum zu einer der bedeutenden architektonischen Sehenswürdigkeiten der Stadt. Das Gebäude hat eine Nutzfläche von 53.000 m². In ihm sind ein Hauptsaal mit 2.200 Plätzen und einer Bühnenfläche von 1.700 m² und mehrere kleinere Säle für Aufführungen und Konferenzen, sowie ein Restaurant und eine Cafeteria untergebracht. Der Palacio Euskalduna ist Spielstätte der von der Asociación Bilbaina de Amigos de la Ópera (ABAO) produzierten Opernaufführungen. | Website            | |
| Bilbao                     | Teatro Arriaga                                      | Das Teatro Arriaga (spanisch, baskisch Arriaga antzokia) ist ein Opernhaus in Bilbao. Es wurde 1890 im neobarocken Stil vom Architekten Joaquín Rucoba erbaut, der auch der Architekt des Rathauses war. Es ist nach Juan Crisóstomo de Arriaga benannt, der zu seiner Zeit als „spanischer Mozart“ bekannt war. | Website            | |
| Jerez de la Frontera       | Teatro Villamarta                                   | Das Teatro Villamarta in Jerez de la Frontera ist ein Theaterhaus, das von Teodoro Anasagasti im andalusischen Regionalstil entworfen wurde und 1926 erbaut wurde. | Website            | |
| Las Palmas de Gran Canaria | Teatro Pérez Galdós                                 | Das Teatro Pérez Galdós ist das bedeutendste Theater der Stadt Las Palmas de Gran Canaria, Sitz des Opernfestivals der Stadt und gemeinsam mit dem Teatro Guimerá von Santa Cruz de Tenerife, des Musikfestivals der Kanaren. Das Theater liegt im Südwesten des Stadtviertels Triana, nahe dem Meer. Nach der Generalrenovierung von 2007 ist es eines der modernsten Theater Spaniens. | Website            | |
| Madrid                     | Teatro de la Zarzuela                               | Das Teatro de la Zarzuela ist ein Musiktheater in der spanischen Hauptstadt Madrid. Es dient hauptsächlich zur Aufführung der klassischen Zarzuela, einer typisch spanischen Gattung des Musiktheaters, die Ähnlichkeit mit der Operette hat. | Website            | |
| Madrid                     | Teatros del Canal                                   | Das Teatros del Canal ist ein Zentrum für darstellende Künste, das 2009 eröffnet wurde und sich im Stadtteil Chamberí in Madrid befindet. | Website            | |
| Madrid                     | Teatro Real                                         | Das Teatro Real (deutsch: Königliches Theater) ist ein Opernhaus in Madrid. Die Geschichte geht auf das Jahr 1818 zurück. Der Neubau in der Nähe des Palacio Real wurde am 19. November 1850 in Anwesenheit von Königin Isabella II. an Stelle des früheren Opernhauses De los Caños del Peral eröffnet. In den folgenden Jahrzehnten zählte das Haus zu den bedeutendsten Opernbühnen Europas, musste jedoch schon 1925 wegen Baufälligkeit geschlossen werden. Nach jahrzehntelangem Dornröschenschlaf wurde das Teatro Real 1966 wiedereröffnet, jedoch zunächst als reines Konzerthaus ohne Bühnentechnik. | Website            | |
| Málaga                     | Teatro Cervantes de Málaga                          | Das Teatro Cervantes de Málaga ist eines der ältesten Theatergebäude in Málaga, der Hauptstadt der Provinz Málaga. Es stammt aus dem Jahr 1870 und verfügt über eintausendzweihundert Sitzplätze. Es ist der Hauptveranstaltungsort des Festival de Málaga. | Website            | |
| Maó                        | Teatre Principal de Maó                             | Das Teatre Principal de Maó (katalanisch, spanisch: Teatro Principal de Mahón) ist ein Opernhaus in der spanischen Stadt Mahón, der Hauptstadt der Insel Menorca. Das Principal, wie es umgangssprachlich genannt wird, ist eines der ältesten Opernhäuser in Spanien. Es wurde 1829 nach einem Entwurf von Giovanni Palagi erbaut und am 15. Dezember 1829 eröffnet. | Website            | |
| Navarra                    | Ópera de Cámara de Navarra                          | Die Ópera de Cámara de Navarra ist ein Opernhaus in Navarra. | Website            | Bild gesucht Der Benutzer Bernd Winnig wünscht sich an dieser Stelle ein Bild. Weitere Infos zum Motiv findest du vielleicht auf der Diskussionsseite . Falls du dabei helfen möchtest, erklärt die Anleitung , wie das geht. |
| Oviedo                     | Teatro Campoamor                                    | Das Teatro Campoamor ist das Opernhaus von Oviedo, gegründet 1892 und bekannt unter anderem als der Ort, an dem die Prinzessin-von-Asturien-Preise verliehen werden. Es wurde am 17. September 1892 mit einer Aufführung der Hugenotten von Giacomo Meyerbeer eingeweiht. | Website            | |
| Palma de Mallorca          | Teatro Principal (Palma de Mallorca)                | Das Teatro Principal in Palma de Mallorca (katalanisch: Teatre Principal) ist ein Zentrum für dramatische Kunst in der Hauptstadt der Balearen. Es wurde 1857 eingeweiht. | Website            | |
| Pamplona                   | Asociación Gayarre Amigos de la Ópera               | Die Asociación Gayarre Amigos de la Ópera ist ein Opernverein in Pamplona. | Website            | Bild gesucht Der Benutzer Bernd Winnig wünscht sich an dieser Stelle ein Bild. Weitere Infos zum Motiv findest du vielleicht auf der Diskussionsseite . Falls du dabei helfen möchtest, erklärt die Anleitung , wie das geht. |
| Pamplona                   | Baluarte Kongresszentrum und Auditorium von Navarra | Das Baluarte Kongresszentrum und Auditorium von Navarra, auch einfach Baluarte genannt, ist ein 2003 fertiggestelltes Gebäude, dessen Aufgabe es ist, zur kulturellen Entwicklung von Pamplona und im Allgemeinen von Navarra beizutragen. Es ist ein großes Zentrum, in dem alle Arten von kulturellen und kommerziellen Veranstaltungen abgehalten werden können. Mit einer Gesamtfläche von 63.000 m², einschließlich der zwei Tiefgaragen, ist dies eine der größten Flächen dieser Art in Spanien. | Website            | |
| Sabadell                   | Teatre La Faràndula                                 | Das Teatre La Faràndula ist ein Theatergebäude in der Calle de la República, 33 von Sabadell, das am 30. Dezember 1956 mit einer Kapazität von 1060 Sitzplätzen eröffnet wurde. | Website            | |
| Santa Cruz de Tenerife     | Auditorio de Tenerife                               | Das Auditorio de Tenerife (seit 2011 offiziell Auditorio de Tenerife „Adán Martín“, deutsch Auditorium von Teneriffa) ist eine Kongress- und Konzerthalle in Santa Cruz de Tenerife. Das Gebäude wurde vom spanischen Architekten Santiago Calatrava entworfen. Es wird teilweise als Wahrzeichen der Hauptstadt der Insel Teneriffa angesehen. | Website            | |
| San Lorenzo de El Escorial | Teatro Auditorio San Lorenzo de El Escorial         | Das Teatro Auditorio San Lorenzo de El Escorial ist ein Theaterhaus in San Lorenzo de El Escorial | Website            | Bild gesucht Der Benutzer Bernd Winnig wünscht sich an dieser Stelle ein Bild. Weitere Infos zum Motiv findest du vielleicht auf der Diskussionsseite . Falls du dabei helfen möchtest, erklärt die Anleitung , wie das geht. |
| San Sebastián              | Teatro Victoria Eugenia                             | Das Teatro Victoria Eugenia (in Euskera: Victoria Eugenia Antzokia) ist ein Theater in der Stadt San Sebastián. Das Werk des Architekten Francisco de Urcola wurde 1912 eingeweiht. | Website            | |
| San Sebastián              | Palacio de Congresos y Auditorio Kursaal            | Der Gebäudekomplex Kursaal (spanisch: Palacio de Congresos y Auditorio Kursaal) in San Sebastián im spanischen Baskenland ist ein Kongress- und Kulturzentrum. Der architektonische Komplex mit mehreren großen Sälen und weiteren Veranstaltungsräumen stammt von Rafael Moneo. Er wurde 1999 eröffnet und ist seitdem auch der Sitz des Filmfestivals San Sebastian. Der Auditorio genannte größte Saal hat eine Kapazität von über 1.800 Sitzplätzen, bei der Sala de Cámara sind es mehr als 600 Plätze. | Website            | |
| Sevilla                    | Teatro de la Maestranza                             | Das Teatro de la Maestranza ist ein Opernhaus in Sevilla. Das Theater wurde als einer der wichtigsten kulturellen Schauplätze der Sevilla Expo '92 konzipiert. Die Uraufführung fand 1991, kurz vor der Eröffnung der Internationalen Ausstellung, statt. Obwohl das Teatro de la Maestranza hauptsächlich der Oper gewidmet ist, gibt es auch Aufführungen von Zarzuela, Flamenco und andere musikalische Darbietungen. | Website            | |
| Valencia                   | Palau de les Arts Reina Sofía                       | Der Palau de les Arts Reina Sofía (dt.: Königin Sofia Palast der Künste) ist ein Opern- und Kulturhaus in Valencia. Das Bauwerk wurde am 8. Oktober 2005 eröffnet. Die erste Aufführung fand am 25. Oktober desselben Jahres mit der Oper Fidelio von Ludwig van Beethoven statt. Der Palau de les Arts Reina Sofía ist Teil des Ciudad de las Artes y de las Ciencias und wurde vom spanischen Architekten Santiago Calatrava entworfen. | Website            | |
| Valladolid                 | Teatro Calderón de la Barca                         | Das Teatro Calderón de la Barca ist ein Theater in Valladolid. Es ist nach dem Dramatiker Pedro Calderón de la Barca benannt. Jerónimo de la Gándara war der Architekt des Gebäudes. Als eines der größten Theater Spaniens hat die Fassade einen vielseitigen neoklassischen Stil. Das Theater wurde 1864 eröffnet. | Website            | |
| Valladolid                 | Centro Cultural Miguel Delibes                      | Das Centro Cultural Miguel Delibes ist ein Kulturzentrum in Valladolid. Es wurde vom Architekten Ricardo Bofill Levi entworfen und im März 2007 mit einem Konzert des Orquesta Sinfónica de Castilla y León unter der Leitung des kolumbianisch-spanischen Dirigenten Alejandro Posada eingeweiht. Das Kulturzentrum ist nach Miguel Delibes, Schriftsteller aus Valladolid, benannt. Es ist der Sitz des Orquesta Sinfónica de Castilla y León, des Musikkonservatoriums der Stadt, des Kammermusiksaals, des Auditoriums und der Escuela Superior de Arte Dramático y de la Escuela Profesional de Danza y Teatro Experimental. | Website            | |

### Tschechien
| Ort            | Opernhaus                                | Details | Offizielle Website | Bild |
| -------------- | ---------------------------------------- | --- | ------------------ | ---- |
| Brünn          | Janáček-Theater                          | Das Janáček-Theater (tschechisch: Janáčkovo divadlo) in Brünn ist ein hauptsächlich der Oper und dem Ballett gewidmetes Haus, nach dem Komponisten Leoš Janáček benannt, das 1965 eröffnet wurde. Der Theaterbau war das Produkt eines langwierigen, seit 1881 dauernden Entscheidungsprozesses. Zwischen 1913 und 1956 gab es sieben Architektenwettbewerbe mit insgesamt etwa 150 Teilnehmern. Die Spannweite der Entwürfe reichte von den – zunächst präferierten – historistischen Varianten bis zu Projekten im Geist der minimalistischen Moderne, des Funktionalismus und der organischen Architektur. Zahlreiche bekannte tschechische Architekten waren involviert, darunter Jan Kotěra, Bohuslav Fuchs und Jan Víšek. Das Endprodukt ist ein Operntheater im funktionalistisch-klassizistischen Stil. Es weist 1.383 Sitzplätze auf und ist als repräsentatives Logentheater konzipiert. Das bekannte Café Zeman von Bohuslav Fuchs musste dem Theaterneubau weichen, wurde aber um die Mitte der 1990er Jahre an nahe gelegener Stelle rekonstruiert. Das zuvor als Janáček-Theater bezeichnete ehemalige deutsche Stadttheater von Brünn wurde 1965 in Mahen-Theater umbenannt. |                    |      |
| Brünn          | Mahen-Theater                            | Das Mahen-Theater (tschechisch: Mahenovo divadlo) in Brünn ist ein im historistischen Stil gehaltener Theaterbau der Architekten Fellner und Helmer. Das zunächst als Deutsches Stadttheater erbaute Haus wurde in der Folge der 1861–1863 durchgeführten Entfestigung Brünns und der Errichtung einer Ringstraße (nach Wiener Vorbild) auf dem Obstmarkt (heute: Malinovsky-Platz) erbaut. Bis 1918 und während des Protektorats hatte es die Funktion, für die deutschsprachige Bevölkerung in deutscher Sprache zu spielen, während als Tschechisches Nationaltheater damals das Theater an der Eichhorngasse diente. Anschließend übernahm dieses repräsentative Haus die Funktion des Tschechischen Nationaltheaters und hieß zunächst Theater auf den Schanzen (1918–1945), anschließend Janáček-Oper (1945–1946), Janáček-Theater (1946–1965) und heute (seit 1965) nach Jiří Mahen. |                    |      |
| Brünn          | Národní divadlo Brno                     | Das Národní divadlo Brno (deutsch: Nationaltheater Brünn) ist eine Institution, die in mehreren Häusern der Stadt Brünn Musiktheater und Schauspiel darbietet. Folgende Häuser wurden und werden bespielt: - Theater in der Redoute (1768) - Mahen-Theater (1882) - Theater an der Eichhorngasse (1883) - Janáček-Theater (1965) - Neues Theater auf den Schanzen (1987) | Website            |      |
| Brünn          | Theater an der Veveří-Straße             | Das Theater an der Veveří-Straße (tschechisch: Divadlo na Veveří – Národní divadlo Brno) war das Brünner Tschechische Nationaltheater, bevor diese Funktion auf das Mahen-Theater und andere Häuser, wie das Janáček-Theater (Janáčkovo divadlo), überging. |                    |      |
| Brünn          | Reduta-Theater                           | Das Reduta-Theater am Krautmarkt in Brünn ist eine der ältesten heute noch verwendeten Theaterspielstätten Europas. 1605 wurde hier die städtische, Neue Taverne in Renaissance-Stil errichtet. Von den 1660er Jahren an wurden regelmäßige Aufführungen gegeben. In den 1730er Jahren wurde die Reduta umgebaut und für die Theateraufführungen und Tanzveranstaltungen erweitert. Man spielte vor allem deutsche und italienische Stücke. 1767 konzertierte hier mit seiner Schwester Nanerl der elfjährige Wolfgang Amadeus Mozart. | Website            |      |
| Budweis        | Südböhmisches Theater                    | Das Südböhmisches Theater (tschechisch: Jihočeské divadlo) ist ein Theaterhaus in Budweis. Es bietet Produktionen im Bereich Drama, Oper, Ballett und Marionettentheater. | Website            |      |
| Liberec        | F. X. Šalda-Theater                      | Das F.X.Šalda-Theater (tschechisch: Divadlo Františka Xavera Šaldy bzw. Divadlo F. X.Šaldy) ist ein Theater in Liberec in Tschechien. Am Theater werden Schauspiele, Opern und Ballette aufgeführt. Der Theaterbetrieb besteht aus dem Haupthaus und dem Kleinen Theater. | Website            |      |
| Olmütz         | Mährisches Theater Olmütz                | Das Mährische Theater Olmütz (tschechisch: Moravské divadlo Olomouc) ist ein Theater am Oberen Platz in Olmütz. Es besteht seit 1920. | Website            |      |
| Opava          | Schlesisches Theater                     | Das Schlesisches Theater (tschechisch: Slezské divadlo) ist ein Theatergebäude in Opava. Das Theater besteht aus zwei Ensembles - Drama und Oper, bietet aber auch Ballett- und Konzertvorstellungen. | Website            |      |
| Ostrava        | Antonín-Dvořák-Theater                   | Das Antonín-Dvořák-Theater (tschechisch: Divadlo Antonína Dvořáka) in Ostrava ist ein Opernhaus in Tschechien, das am 28. September 1907 eröffnet wurde. Es ist ein Teil des Mährisch-Schlesischen Nationaltheaters, gegründet 1918. | Website            |      |
| Pilsen         | Divadlo Josefa Kajetána Tyla             | Das Josef Kajetán Tyl Theatre (tschechisch: Divadlo Josefa Kajetána Tyla) ist das Haupttheater in Pilsen. Das Theater wurde zwischen 1899 und 1902 im Neorenaissance-Stil mit einigen Jugendstilelementen nach dem Entwurf von Antonin Balsanek erbaut. Das Theater führt jedes Jahr etwa 18 Uraufführungen von Dramen, Opern, Operetten, Balletten oder Musicals auf. | Website            |      |
| Prag           | Národní divadlo                          | Das Národní divadlo (deutsch: Nationaltheater) ist das bedeutendste Theater und Opernhaus in der tschechischen Hauptstadt Prag. Das an der Moldau liegende, 1881 eröffnete Gebäude in der Neustadt wurde mit Hilfe von Spenden aus den böhmischen Ländern im Stil der Neorenaissance errichtet und gilt als ein nationales Symbol. | Website            |      |
| Prag           | Nové České Divadlo                       | Das Nové České Divadlo (deutsch: Neues Tschechisches Theater) war ein Theater in Prag, das zwischen 1876 und 1885 bestand. |                    |      |
| Prag           | Novoměstské divadlo                      | Das Novoměstské divadlo (deutsch: Neustädter Theater) war ein großes Holztheater in Prag, in dem im 19. Jahrhundert tschechische Theaterstücke und Opern aufgeführt wurden. |                    |      |
| Prag           | Ständetheater                            | Das Ständetheater (tschechisch: Stavovské divadlo) ist ein Theater in Prag. Es liegt am Ovocný trh (Obstmarkt) in der Prager Altstadt. Ursprünglich trug das Theater zu Ehren seines Erbauers den Namen Gräflich Nostitzsches Nationaltheater (tschechisch: Národní divadlo hraběte Nostice, kurz Nosticovo divadlo). Das Theater ist durch die Uraufführung zweier Opern von Wolfgang Amadeus Mozart in die Musikgeschichte eingegangen (Don Giovanni, 1787 und La clemenza di Tito, 1791). | Website            |      |
| Prag           | Staatsoper Prag                          | Die Staatsoper Prag (tschechisch: Státní opera Praha) ist ein Opernhaus in der tschechischen Hauptstadt Prag. Die Bühne wurde als Neues deutsches Theater (1888–1938) gegründet und hieß in der Folge Divadlo 5. května (Theater des 5. Mai, 1945–1948) sowie Smetanovo divadlo (Smetana-Theater, 1949–1992). | Website            |      |
| Ústí nad Labem | Nordböhmisches Opern- und Balletttheater | Das Nordböhmische Opern- und Balletttheater (tschechisch: Severočeské divadlo opery a baletu) ist ein Theaterhaus in Ústí nad Labem. Seit seiner Einweihung im Jahr 1909 ist es in einem neobarocken Gebäude mit Jugendstilelementen am Lidické-Platz untergebracht, einem Kulturdenkmal der Stadt. Die Kapazität beträgt 800 Personen. | Website            |      |

### Türkei
Gelistet werden nur Opernhäuser im europäischen Teil der Türkei. Für Opernhäuser im asiatischen Teil der Türkei siehe: Liste von Opernhäusern/Asien.
| Ort      | Opernhaus             | Details | Offizielle Website | Bild |
| -------- | --------------------- | --- | ------------------ | ---- |
| Istanbul | Atatürk-Kulturzentrum | Das Atatürk-Kulturzentrum (türkisch: Atatürk Kültür Merkezi, Kürzel AKM), ist ein Mehrzweck-Kulturzentrum und Opernhaus am Taksim-Platz in Istanbul. Es ist nach dem Staatsgründer Mustafa Kemal Atatürk benannt. Im Sommer beherbergt das Atatürk-Kulturzentrum das Istanbuler Kunst- und Kulturfestival. | Website            |      |

### Ukraine
| Ort        | Opernhaus                                                                      | Details | Offizielle Website | Bild |
| ---------- | ------------------------------------------------------------------------------ | --- | ------------------ | --- |
| Charkiw    | Charkiwer Nationales Akademisches Theater für Oper und Ballett Mykola Lyssenko | Das Charkiwer Nationale Akademische Theater für Oper und Ballett Mykola Lyssenko ist ein Opernhaus in Charkiw. Es ist benannt nach dem ukrainischen Komponisten, Pianisten und Musikwissenschaftler Mykola Lyssenko. | Website            | |
| Czernowitz | Opernhaus Czernowitz                                                           | Das Opernhaus Czernowitz ist ein Opernhaus in Czernowitz, der Hauptstadt der Oblast Tscherniwzi und die traditionelle Hauptstadt der Bukowina. |                    | Bild gesucht Der Benutzer Bernd Winnig wünscht sich an dieser Stelle ein Bild. Weitere Infos zum Motiv findest du vielleicht auf der Diskussionsseite . Falls du dabei helfen möchtest, erklärt die Anleitung , wie das geht. |
| Dnipro     | Dnipropetrovsk Akademische Staatstheater für Oper und Ballett                  | Das Dnipropetrovsk Akademische Staatstheater für Oper und Ballett ist ein Opernhaus in Dnipro, dem Zentrum der Oblast Dnipropetrowsk und des Rajon Dnipro. | Website            | |
| Donezk     | Opernhaus Donetsk                                                              | Das Opernhaus Donezk (auch Donetsk Staatlichek Akademische Opern- und Balletttheater A. Solovyanenko oder Donbass Opera) in Donezk wurde 1932 eröffnet. Die erste Spielzeit begann am 1. September 1932 mit der von Alexander Porfirjewitsch Borodin komponierten Oper Fürst Igor. Am 9. Dezember 1999 wurde das Theater durch die Resolution des Ministerkabinetts der Ukraine nach dem ukrainischen sowjetischen Opernsänger A. Solovyanenko benannt. | Website            | |
| Kiew       | Oktober-Palast                                                                 | Der ehemalige Oktober-Palast der Kultur (ukrainisch Жовтневий палац культури) nennt sich heute Internationales Zentrum für Kultur und Kunst (ukrainisch Міжнародний центр культури і мистецтв) und ist ein Kulturgebäude nahe dem Majdan Nesaleschnosti in der ukrainischen Hauptstadt Kiew. Das Gebäude im Stil des späten Klassizismus, das unter anderem ein Theater und eine Bibliothek mit über 70.000 Buchbänden beherbergt, wurde nach Plänen des Architekten Vincent Beretti in den Jahren 1838 bis 1842 erbaut. Im Gebäude gibt es weiterhin Räumlichkeiten für beispielsweise Ausstellungen, Konferenzen, Symposien und Seminare. | Website            | |
| Kiew       | Taras-Schewtschenko-Opernhaus                                                  | Das Taras-Schewtschenko-Opernhaus (ukrainisch Національна опера України імені Тараса ШевченкаNazionalna opera Ukrajiny imeni Tarassa Schewtschenka) ist ein Opernhaus in Kiew. 1992 erhielt das Haus des Status einer Nationaloper. Bereits seit 1867 waren im Kiewer Stadttheater regelmäßig Opern und Ballette aufgeführt worden, das Jahr 1867 gilt dann auch heute als Gründungsjahr der Kiewer Oper. Nachdem 1896 das alte Theatergebäude abbrannte, wurde 1898 bis 1901 ein neues Stadttheater im Stil des Rationalismus, des Barock und der Neoromanik errichtet. Die Fassade wurde im Stil der Neorenaissance reich verziert. Baumeister war Viktor Schröter. Eingeweiht wurde das Haus im September 1901 mit der Oper Ein Leben für den Zaren von Michail Glinka. Zum Zeitpunkt der Einweihung galt das Haus als das russische Theater mit der größten und modernsten Bühne. Neben einheimischen Stücken wurden stets auch Werke ausländischer Autoren und Komponisten gespielt. | Website            | |
| Lwiw       | Nationaloper Lwiw                                                              | Die Nationaloper Lwiw (auch Nationales akademisches Oper und Balletttheater Lwiw benannt nach Salome Kruschelnytska) ist eine der Hauptsehenswürdigkeiten der westukrainischen Stadt Lwiw. Das aktuelle Gebäude ist das Ergebnis eines 1895 abgehaltenen Architekturwettbewerbs, der vom polnischen Architekten Zygmunt Gorgolewski (1845–1903) gewonnen wurde. Am 5. Juni 1896 fand die Grundsteinlegung statt, die eigentliche Bauphase dauerte knapp über drei Jahre (laut Inschrift im Foyer 1897 bis 1900). Der historistische Bau orientierte sich an den Vorbildern der Architektur der Renaissance und des Barock, konkret aber offenbar an jenem der Wiener Hofoper. Der Zuschauerraum fasst 1070 Besucher und ist in der traditionellen Form eines Logentheaters gestaltet. | Website            | |
| Odessa     | Opernhaus Odessa                                                               | Das Opernhaus Odessa (ukrainisch: Одеський національний академічний театр опери та балету/Odesskyj nazionalnyj akademitschnyj teatr opery ta balety – etwa „Akademisches nationales Theater für Oper und Ballett Odessa“) ist eines der Wahrzeichen des ukrainischen Schwarzmeerhafens Odessa. Zur Errichtung des heutigen Opernhauses wurde ein internationaler Wettbewerb ausgeschrieben, den das Wiener Büro Fellner & Helmer gewann. Ab 1883 wurde daran gebaut. Eröffnet wurde es im Herbst 1887. Die Gestaltung des Gebäudes ist dem Historismus verhaftet. Städtebaulich stellt das Opernhaus die Stadtkrone von Odessa dar. 1926 erhielt es den Ehrentitel Akademisches Theater. | Website            | |

### Ungarn
| Ort      | Opernhaus                 | Details | Offizielle Website | Bild |
| -------- | ------------------------- | --- | ------------------ | --- |
| Budapest | Erkel-Theater             | Das Erkel-Theater (ungarisch Erkel Színház) ist ein Theatergebäude in Budapest. Der heutige Name des Theaters bezieht sich auf den ungarischen Komponisten Ferenc Erkel. Das Gebäude wurde im Zeitraum von neun Monaten nach Plänen von Dezső Jakab, Marcell Komor und Géza Márkus erbaut und wurde mit damals modernen technischen Errungenschaften ausgestattet, außerdem einer Orgel. Am 7. Dezember 1911 eröffnete man das Haus als Volksoper mit Quo vadis von Jean Nouguès (1875–1932). | Website            | |
| Budapest | Király Színház            | Das Király Színház (Königstheater) war ein Theater in der ungarischen Hauptstadt Budapest, das bis 1936 existierte. Es wurde am 6. November 1903 in der Király Straße 71 eröffnet und war bis 1925 das beliebteste und erfolgreichste Operettentheater in Budapest. |                    | |
| Budapest | Moltopera                 | Die Moltopera ist eine ungarische unabhängige Opernkompagnie aus Budapest. | Website            | Bild gesucht Der Benutzer Bernd Winnig wünscht sich an dieser Stelle ein Bild. Weitere Infos zum Motiv findest du vielleicht auf der Diskussionsseite . Falls du dabei helfen möchtest, erklärt die Anleitung , wie das geht. |
| Budapest | Müpa Budapest             | Müpa Budapest (der ehemalige Palast der Künste, ungarisch: Művészetek Palotája – MÜPA) ist eine kulturelle Einrichtung in Budapest. Das Gebäude bietet Raum für drei Kunstrichtungen: Musik, bildende Kunst und Theater. Die Ausstellungsräume, der Konzertsaal und der Theatersaal funktionieren unabhängig voneinander. | Website            | Bild gesucht Der Benutzer Bernd Winnig wünscht sich an dieser Stelle ein Bild. Weitere Infos zum Motiv findest du vielleicht auf der Diskussionsseite . Falls du dabei helfen möchtest, erklärt die Anleitung , wie das geht. |
| Budapest | Operettentheater Budapest | Das Operettentheater Budapest (ungarisch: Budapesti Operettszínház) ist eine Musiktheaterinstitution in der ungarischen Hauptstadt Budapest, im Stadtteil Terézváros | Website            | |
| Budapest | Ungarische Staatsoper     | Das Gebäude der Ungarischen Staatsoper (ungarisch: Magyar Állami Operaház) ist eines der prachtvollsten Beispiele der Neorenaissance-Architektur im Stadtteil Pest der ungarischen Hauptstadt Budapest. Zu finden ist es im VI. Bezirk (Terézváros) an der Andrássy út 22. Das Opernhaus wurde zwischen 1875 und 1884 errichtet und von der Stadt Budapest sowie Kaiser Franz Joseph I. finanziert. Das Ungarische Königliche Opernhaus, wie es damals hieß, wurde am 27. September 1884 feierlich eröffnet. Die Budapester Oper gilt als eines der Meisterwerke von Miklós Ybl und als eines der schönsten Opernhäuser der Welt. Zweite Spielstätte der Ungarischen Staatsoper ist das Erkel-Theater. | Website            | |
| Debrecen | Csokonai Theater          | Das Csokonai Theater ist das älteste und größte Theater in Debrecen. Das von Antal Szkalnitzky im maurischen Stil entworfene Theater wurde 1865 mit einer Aufführung von Joseph Katonas Schauspiel Bank Bán eröffnet. | Website            | |
| Győr     | Nationaltheater Győr      | Das Nationaltheater Győr (ungarisch: Győri Nemzeti Színház) ist ein Theaterhaus im ungarischen Győr. Es wurde am 2. November 1978 eröffnet und ist das Haupttheater der Region Győr-Moson-Sopron. Bis zum 1. Januar 1992 trug es den Namen Kisfaludy Károly Theater. | Website            | |
| Miskolc  | Nationaltheater Miskolc   | Das Nationaltheater Miskolc (ungarisch: Miskolci Nemzeti Színház) ist das Haupttheater von Miskolc und die älteste Theatergruppe Ungarns. Das heutige klassizistische und neobarocke Gebäude, das zwischen 1847 und 1857 erbaut wurde, befindet sich im Stadtzentrum in der Széchenyi-Straße und beherbergt nicht nur Theateraufführungen, sondern auch Veranstaltungen wie das Internationale Opernfestival von Miskolc. | Website            | |
| Pécs     | Nationaltheater Pécs      | Das Nationaltheater Pécs (ungarisch: Pécsi Nemzeti Színház) ist ein Theatergebäude im ungarischen Pécs. | Website            | |
| Szeged   | Nationaltheater Szeged    | Das Nationaltheater Szeged (ungarisch: Szegedi Nemzeti Színház) ist das Haupttheater im ungarischen Szeged. Es wurde 1883 von den Wiener Architekten Fellner & Helmer im eklektischen und neobarocken Stil erbaut. | Website            | |

### Vereinigtes Königreich
| Ort                       | Opernhaus                            | Details | Offizielle Website | Bild |
| ------------------------- | ------------------------------------ | --- | ------------------ | --- |
| Bampton                   | Bampton Classical Opera              | Bampton Classical Opera ist eine in Bampton, Oxfordshire, ansässige Opernkompagnie, die sich auf die Produktion weniger bekannter Opern aus der Klassik spezialisiert hat. Aufführungen werden immer auf Englisch gesungen. | Website            | zentriertos |
| Belfast                   | Grand Opera House                    | Das Grand Opera House ist ein Theater im nordirischen Belfast. Es wurde von Frank Matcham entworfen und am 23. Dezember 1895 eröffnet. Laut Theatre Trust ist das Gebäude das wohl beste erhaltene Beispiel für die Einbindung orientalischer Stilelemente in der Theaterarchitektur im Vereinigten Königreich. | Website            | |
| Birmingham                | Birmingham Opera Company             | Die Birmingham Opera Company ist eine professionelle Opernkompagnie mit Sitz im englischen Birmingham, die sich auf innovative und avantgardistische Produktionen des Opernrepertoires spezialisiert hat und häufig an ungewöhnlichen Orten spielt. | Website            | |
| Cambridge                 | Cambridge Handel Opera Company       | Die Cambridge Handel Opera Company ist eine Opernkompagnie im englischen Cambridge, die sich auf die Aufführung von Barockopern, insbesondere von Georg Friedrich Händel, spezialisiert hat. | Website            | Bild gesucht Der Benutzer Bernd Winnig wünscht sich an dieser Stelle ein Bild. Weitere Infos zum Motiv findest du vielleicht auf der Diskussionsseite . Falls du dabei helfen möchtest, erklärt die Anleitung , wie das geht. |
| Cardiff                   | Welsh National Opera                 | Die Welsh National Opera (WNO) (walisisch: Opera Cenedlaethol Cymru) ist eine Operngesellschaft, die 1946 in Cardiff gegründet wurde. Sie setzt sich aus einem Orchester (The Orchestra of Welsh National Opera) und einem professionellen Chor (The Chorus of Welsh National Opera) zusammen. Die Gesellschaft gibt jährlich 120 Aufführungen von acht Opern und führt Tourneen in Großbritannien durch. Seit 2004 ist die Gesellschaft im Wales Millennium Centre in Cardiff ansässig und nutzt das Gebäude für ihre Aufführungen. | Website            | |
| Cardiff                   | Wales Millennium Centre              | Das Wales Millennium Centre (walisisch: Canolfan Mileniwm Cymru) ist ein Kunstzentrum im walisischen Cardiff. Das Gelände umfasst eine Gesamtfläche von 1,9 ha. Die Phase 1 des Gebäudes wurde am Wochenende vom 26. bis 28. November 2004 und die Phase 2 am 22. Januar 2009 mit einem Eröffnungskonzert eröffnet. Das Zentrum veranstaltet Aufführungen von Oper, Ballett, Tanz, Theaterkomödie und Musicals. | Website            | |
| Croydon (Cambridgeshire)  | Surrey Opera                         | Die Surrey Opera ist eine semiprofessionelle englische Opernkompagnie mit Sitz in Croydon, die Opernaufführungen in Surrey, Sussex und Kent anbietet. Das Unternehmen bietet Chancen für aufstrebende professionelle Opernsänger, die Gelegenheit haben, mit professionellen Regisseuren, Musikern, Designern und dem Surrey Opera Chorus zusammenzuarbeiten. | Website            | Bild gesucht Der Benutzer Bernd Winnig wünscht sich an dieser Stelle ein Bild. Weitere Infos zum Motiv findest du vielleicht auf der Diskussionsseite . Falls du dabei helfen möchtest, erklärt die Anleitung , wie das geht. |
| Edinburgh                 | Edinburgh Grand Opera                | Die Edinburgh Grand Opera ist Schottlands älteste Opernkompagnie mit Sitz in Edinburgh. Seine Solisten sind eine Mischung aus Amateuren, semiprofessionellen und professionellen Sängern aus Schottland und dem Ausland, von denen viele Studenten oder Absolventen des Royal Conservatoire of Scotland (früher Royal Scottish Academy of Music and Drama) sind. Es war das erste Amateurunternehmen, das am Edinburgh Festival Theatre auftrat. | Website            | |
| Farnham                   | Bury Court Opera                     | Die Bury Court Opera ist eine Opernkompagnie in Farnham, einer Stadt in der englischen Grafschaft Surrey. | Website            | Bild gesucht Der Benutzer Bernd Winnig wünscht sich an dieser Stelle ein Bild. Weitere Infos zum Motiv findest du vielleicht auf der Diskussionsseite . Falls du dabei helfen möchtest, erklärt die Anleitung , wie das geht. |
| Glasgow                   | Opera on a Shoestring                | Die Opera on a Shoestring ist eine kleine, unabhängige Opernkompagnie mit Sitz in Glasgow. | Website            | Bild gesucht Der Benutzer Bernd Winnig wünscht sich an dieser Stelle ein Bild. Weitere Infos zum Motiv findest du vielleicht auf der Diskussionsseite . Falls du dabei helfen möchtest, erklärt die Anleitung , wie das geht. |
| Glasgow                   | Scottish Opera                       | Die Scottish Opera ist die nationale Oper Schottlands. Sie ist die größte der fünf von der schottischen Regierung finanzierten Organisationen der darstellenden Kunst in Schottland. Sie wurde 1962 gegründet und hat ihren Sitz in Glasgow. Aufführungsort der Scottish Opera ist Royal Theatre. | Website            | |
| Glasgow                   | Theatre Royal (Glasgow)              | Das Theatre Royal, ursprünglich Royal Colloseum, ist ein Theater in der schottischen Stadt Glasgow. Das Theater wurde 1867 für James Baylis als Royal Colloseum erbaut. Den Entwurf lieferte das Architekturbüro Clarke & Bell. | Website            | |
| Glyndebourne (Sussex)     | Glyndebourne Festival Opera          | Die Glyndebourne Festival Opera ließ der Musikliebhaber John Christie 1933 auf dem Grundstück eines ehemaligen Landhauses erbauen. Er engagierte als künstlerische Leiter den Dirigenten und Generaldirektor der Dresdner Semperoper Fritz Busch und den Intendanten der Städtischen Oper Berlin Carl Ebert. Die Festspiele fanden bis 1939 statt. Es wurden vor allem Mozartopern aufgeführt. Nach dem Zweiten Weltkrieg verschob sich das Repertoire in Richtung Barockoper. In den 1990er Jahren wurde das Gebäudeensemble von Patty und Michael Hopkins modernisiert und erweitert. Bis heute werden erfolgreiche Produktionen | Website            | |
| Haslemere (Surrey)        | Opera South (Vereinigtes Königreich) | Opera South ist der Name einer halbprofessionellen britischen Opernkompagnie mit Sitz in Haslemere (Surrey). Das auf die Inszenierung weniger bekannter Opern spezialisierte Unternehmen wurde 1984 als Opera Omnibus gegründet. In den ersten Jahren des 21. Jahrhunderts wurde das Unternehmen in Opera South umbenannt. 2005 trat das Guildford Philharmonic Orchestra dem Unternehmen bei. | Website            | Bild gesucht Der Benutzer Bernd Winnig wünscht sich an dieser Stelle ein Bild. Weitere Infos zum Motiv findest du vielleicht auf der Diskussionsseite . Falls du dabei helfen möchtest, erklärt die Anleitung , wie das geht. |
| Kirkcaldy                 | Fife Opera                           | Fife Opera ist eine semi-professionelle Opernkompagnie aus dem Jahr 1975 mit Sitz im schottischen Kirkcaldy. Es hat seit seiner Gründung über 40 Großproduktionen produziert. | Website            | Bild gesucht Der Benutzer Bernd Winnig wünscht sich an dieser Stelle ein Bild. Weitere Infos zum Motiv findest du vielleicht auf der Diskussionsseite . Falls du dabei helfen möchtest, erklärt die Anleitung , wie das geht. |
| Leeds                     | Grand Theatre (Leeds)                | Das Grand Theatre, auch bekannt als Leeds Grand Theatre und Leeds Grand Theatre and Opera House, ist ein Theater- und Opernhaus im Zentrum von Leeds in der Grafschaft West Yorkshire in England. Es wurde von James Robinson Watson, Chefassistent im Büro des Architekten von Leeds, George Corson, entworfen und am 18. November 1878 eröffnet. Das Theater ist ein denkmalgeschütztes Gebäude. Es bietet Platz für ca. 1.500 Personen. Das Theater ist die Heimat der Opera North und wird regelmäßig vom Northern Ballet bespielt. | Website            | |
| Leeds                     | Leeds Youth Opera                    | Die Leeds Youth Opera ist ein renommiertes Opernhaus für 12- bis 25-jährige in Leeds in der Grafschaft West Yorkshire in England. | Website            | Bild gesucht Der Benutzer Bernd Winnig wünscht sich an dieser Stelle ein Bild. Weitere Infos zum Motiv findest du vielleicht auf der Diskussionsseite . Falls du dabei helfen möchtest, erklärt die Anleitung , wie das geht. |
| Leeds                     | Opera North                          | Die Opera North ist ein englisches Opernorchester in Leeds. Seine Spielstätte ist das dortige Grand Theatre. Dazu deckt es als Opernorchester die Städte Nottingham, Salford, Newcastle upon Tyne und andere Kommunen in Nordengland ab. | Website            | |
| London                    | Blackheath Halls                     | Blackheath Halls ist eine Konzerthalle mit 600 Sitzplätzen in der Lee Road im Londoner Stadtteil Blackheath, die 1896 fertig gestellt wurde. Die Konzerthalle ist Veranstaltungsort der Blackheath Halls Opera. | Website            | |
| London                    | British Youth Opera                  | Die British Youth Opera (BYO) ist eine Opernkompagnie mit Sitz in London. Ziel ist es, jungen Sängern, Instrumentalisten, Dirigenten, Regisseuren und Produktionsmitarbeitern durch die jährlichen Aufführungen im September sowie durch eine Workshop- und Meisterkursreihe Erfahrung zu vermitteln. | Website            | Bild gesucht Der Benutzer Bernd Winnig wünscht sich an dieser Stelle ein Bild. Weitere Infos zum Motiv findest du vielleicht auf der Diskussionsseite . Falls du dabei helfen möchtest, erklärt die Anleitung , wie das geht. |
| London                    | Classical Opera                      | Classical Opera ist eine Opernkompagnie mit Sitz in London. Sie wurde 1997 vom Dirigenten Ian Page gegründet. Das Unternehmen tritt regelmäßig an wichtigen Veranstaltungsorten Großbritanniens auf, darunter die Wigmore Hall, das Barbican, das Southbank Centre und die Birmingham Town Hall. Außerdem tourt es in Italien, Deutschland, Österreich und Frankreich. | Website            | Bild gesucht Der Benutzer Bernd Winnig wünscht sich an dieser Stelle ein Bild. Weitere Infos zum Motiv findest du vielleicht auf der Diskussionsseite . Falls du dabei helfen möchtest, erklärt die Anleitung , wie das geht. |
| London                    | Early Opera Company                  | Die Early Opera Company ist ein britisches Ensemble mit Sitz in London, das sich der Aufführung von Barockopern mit historischen Instrumenten widmet. Es wurde 1994 von Christian Curnyn gegründet. | Website            | Bild gesucht Der Benutzer Bernd Winnig wünscht sich an dieser Stelle ein Bild. Weitere Infos zum Motiv findest du vielleicht auf der Diskussionsseite . Falls du dabei helfen möchtest, erklärt die Anleitung , wie das geht. |
| London                    | English National Opera               | Die English National Opera (ENO) ist eines der beiden großen Opernhäuser in London. Im Gegensatz zum Royal Opera House (Covent Garden) präsentiert die ENO alle Aufführungen in englischer Sprache und ist für günstigere Eintrittspreise bekannt. Die ENO geht auf Lilian Baylis (1874–1937) zurück, die am Old Vic Theatre Schauspiel-, Opern- und Ballettproduktionen zeigte. Nach dem Erwerb des Sadler’s Wells Theatre im Stadtteil Islington etablierte sie dort in den 1930er Jahren ein festes Opernensemble, die Sadler’s Wells Opera Company. 1945 wurde dort die Oper Peter Grimes von Benjamin Britten uraufgeführt. 1968 zog die Sadler’s Wells Opera in das größte Theater im Londoner Westend um, das London Coliseum in der St. Martin’s Lane in der Nähe des Trafalgar Square. Seit 1974 trägt die ENO den heutigen Namen. Der 1977 gegründete Ableger ENO North in Leeds wird seit 1981 als Opera North eigenständig betrieben. | Website            | |
| London                    | English Pocket Opera Company         | Die English Pocket Opera Company ist eine Opernkompagnie mit Sitz in London, die 1993 gegründet wurde. | Website            | Bild gesucht Der Benutzer Bernd Winnig wünscht sich an dieser Stelle ein Bild. Weitere Infos zum Motiv findest du vielleicht auf der Diskussionsseite . Falls du dabei helfen möchtest, erklärt die Anleitung , wie das geht. |
| London                    | English Touring Opera                | Die English Touring Opera (ETO) ist eine englische Opernkompagnie, die 1949 unter dem Namen Opera for All vom Arts Council of Great Britain gegründet wurde. 1979 entstand daraus die Opera 80, 1992 bekam die Truppe ihren heutigen Namen. | Website            | |
| London                    | Hampstead Garden Opera               | Die Hampstead Garden Opera (HGO) ist eine Opernkompagnie in London. Sie wurde 1990 durch Dr. Roy Budden gegründet. | Website            | Bild gesucht Der Benutzer Bernd Winnig wünscht sich an dieser Stelle ein Bild. Weitere Infos zum Motiv findest du vielleicht auf der Diskussionsseite . Falls du dabei helfen möchtest, erklärt die Anleitung , wie das geht. |
| London                    | Imperial Productions                 | Imperial Productions (bis 2007 als Imperial Opera bekannt) ist eine Theaterkompagnie mit Sitz in London. Sie wurde 1979 von Mitgliedern der Opernvereinigung der Imperial College Union gegründet, von der sie völlig unabhängig ist. Das Unternehmen ist spezialisiert auf seltene und ungewöhnliche Opern- und Musiktheaterstücke. | Website            | Bild gesucht Der Benutzer Bernd Winnig wünscht sich an dieser Stelle ein Bild. Weitere Infos zum Motiv findest du vielleicht auf der Diskussionsseite . Falls du dabei helfen möchtest, erklärt die Anleitung , wie das geht. |
| London                    | London Coliseum                      | Das London Coliseum (auch Coliseum Theatre) ist ein Theatergebäude in London. Es befindet sich in St. Martin's Lane im Londoner West End. Das Gebäude, aus schwedischem Marmor errichtet, wurde 1904 im Auftrag des Impresario Oswald Stoll nach Plänen des Architekten Frank Matcham eröffnet, der auch das London Palladium entworfen hatte. Seit 1968 dient es als Spielstätte der English National Opera. Das London Coliseum ist mit 2558 Plätzen das größte Theater im Londoner West End. | Website            | |
| London                    | London Palladium                     | Das London Palladium ist ein Theater des Londoner West Ends in der Argyll Street. In den 1880er Jahren war das Grundstück des heutigen London Palladiums das Zuhause des Hengler's Circus. Das Theater von heute wurde 1910 erbaut und ist seither bekannt für sein weitgefächertes Angebot. Erst 1934 erhielt das Theater, das vorher nur The Palladium hieß, den Namen The London Palladium. Von 1955 bis 1967 erreichte das Theater großen Bekanntheitsgrad durch die Ausstrahlung der wöchentlichen Fernsehsendung Sunday Night at The London Palladiummit dem Gastgeber Tommy Trinder (später Bruce Forsyth). Seit den 1980er-Jahren ist das London Palladium vor allem für seine Musical-Produktionen, wie beispielsweise Oliver!, The King and I oder Singin' in the rain berühmt. | Website            | |
| London                    | Midsummer Opera                      | Die Midsummer Opera ist eine Opernkompagnie mit Sitz in London. | Website            | Bild gesucht Der Benutzer Bernd Winnig wünscht sich an dieser Stelle ein Bild. Weitere Infos zum Motiv findest du vielleicht auf der Diskussionsseite . Falls du dabei helfen möchtest, erklärt die Anleitung , wie das geht. |
| London                    | Old Vic Theatre                      | Das Old Vic Theatre ist ein Theater in der Straße The Cut in London. Das Theater wurde 1818 von William Barrymore als Royal Coburg Theatre gegründet, 1833 bekam es den Namen Royal Victorian Theatre, 1880 The Royal Victoria Hall And Coffee Tavern. Bereits damals war es auch unter dem Spitznamen Old Vic bekannt. Ab 1912 zeigte Lilian Baylis im Old Vic Schauspiele, Oper und Ballett mit eigenen Ensembles zu günstigen Preisen. Aus diesen Ensembles gingen nach einem Umzug in das Sadler's Wells Theater in den 1930er Jahren die Sadler’s Wells Opera Company (heute English National Opera) und das Sadler’s Wells Ballet (das heutige Royal Ballet) hervor. Das Schauspielensemble, seit 1929 unter Namen Old Vic Company, blieb im Old Vic und wurde unter der Leitung von John Gielgud für hochklassige Shakespeare-Aufführungen bekannt. Im Zweiten Weltkrieg wurde das Theatergebäude zerstört, aber bereits im Jahr 1944 wurde der Betrieb wieder aufgenommen. Im Jahr 1963 wurde das Ensemble in Royal National Theatre umbenannt, und 1976 zog es in ein eigenes neues Gebäude direkt an der Themse. | Website            | |
| London                    | Opera a la Carte                     | Opera a la Carte ist eine in Großbritannien ansässige Opernkompagnie mit Sitz in London. Sie wurde 1993 von Nicholas Heath gegründet, der von 1993 bis 2006 im Chor der Royal Opera tätig war. | Website            | Bild gesucht Der Benutzer Bernd Winnig wünscht sich an dieser Stelle ein Bild. Weitere Infos zum Motiv findest du vielleicht auf der Diskussionsseite . Falls du dabei helfen möchtest, erklärt die Anleitung , wie das geht. |
| London                    | Opera Integra                        | Opera Integra ist eine in britische Opernkompagnie mit Sitz in London. | Website            | Bild gesucht Der Benutzer Bernd Winnig wünscht sich an dieser Stelle ein Bild. Weitere Infos zum Motiv findest du vielleicht auf der Diskussionsseite . Falls du dabei helfen möchtest, erklärt die Anleitung , wie das geht. |
| London                    | Pegasus Opera Company                | Die Pegasus Opera Company ist eine britische Opernkompagnie mit Sitz in London. | Website            | Bild gesucht Der Benutzer Bernd Winnig wünscht sich an dieser Stelle ein Bild. Weitere Infos zum Motiv findest du vielleicht auf der Diskussionsseite . Falls du dabei helfen möchtest, erklärt die Anleitung , wie das geht. |
| London                    | Royal Opera House                    | Das Royal Opera House in Covent Garden, London, ist das bedeutendste britische Opernhaus. Es ist die Heimat der Royal Opera, des Royal Ballet und des Orchestra of the Royal Opera House, das bisweilen auch Covent Garden Orchestra genannt wird. Das erste Theatergebäude an dieser Stelle, das damalige Theatre Royal (siehe Patent Theatre) wurde von Edward Shepherd entworfen. Es wurde am 7. Dezember 1732 mit einer Aufführung von William Congreves The way of the world eröffnet. Obwohl schon ab 1735 auch Opern, zum Beispiel von Händel, aufgeführt wurden, blieb das Haus doch hauptsächlich ein Schauspielhaus. Am 20. September 1808 brannte es ab. Nach der Zerstörung des Gebäudes beauftragte man den Architekten Robert Smirke mit dem sofortigen Wiederaufbau. Ein Jahr später, am 18. September 1809, wurde das Theater mit einer Aufführung von Macbeth wiedereröffnet. In der Folgezeit wurden neben Theaterstücken auch Oper und Ballett gezeigt. Am 5. März 1856 wurde das Gebäude erneut durch ein Feuer völlig zerstört. Der Wiederaufbau verzögerte sich durch Schwierigkeiten bei der Finanzierung. Am 15. Mai 1858 fand die Wiedereröffnung statt. 1892 wurde das Haus offiziell zum Royal Opera House. | Website            | |
| London                    | Sadler’s Wells                       | Sadler’s Wells ist ein Theater-Gebäudekomplex in Islington, London. Nach einer wechselhaften Geschichte wurde das Sadler’s Wells Theatre im 20. und 21. Jahrhundert zur führenden Londoner Bühne für Ballett und modernes Tanztheater. Aus den Opern- und Ballettensembles des Theaters gingen das Royal Ballet und die English National Opera hervor. | Website            | |
| London                    | Tête à Tête                          | Tête à Tête ist eine britische Opernkompagnie mit Sitz in London. | Website            | Bild gesucht Der Benutzer Bernd Winnig wünscht sich an dieser Stelle ein Bild. Weitere Infos zum Motiv findest du vielleicht auf der Diskussionsseite . Falls du dabei helfen möchtest, erklärt die Anleitung , wie das geht. |
| London                    | University College Opera             | University College Opera oder UCOpera ist die Studentenoper des University College in London. Die Opern werden von professionellen Sängern, Regisseuren und Designern inszeniert, wobei das Orchester und der Chor der Studentenschaft angehören. UCOpera wurde 1951 gegründet und ist bekannt für seine Inszenierungen selten gespielter Opern, darunter 3 Uraufführungen und 17 britische Erstaufführungen. | Website            | Bild gesucht Der Benutzer Bernd Winnig wünscht sich an dieser Stelle ein Bild. Weitere Infos zum Motiv findest du vielleicht auf der Diskussionsseite . Falls du dabei helfen möchtest, erklärt die Anleitung , wie das geht. |
| London                    | W11 Opera                            | W11 Opera ist eine unabhängige Opernkompagnie in London, die Opern für junge Menschen zwischen 9 und 18 Jahren produziert. Der Name der 1971 gegründeten W11 Opera geht zurück auf den Postbezirk W11 in Westlondon (Notting Hill und Teilen von Holland Park besteht), in dem die Opernkompagnie ihren Sitz hat. | Website            | Bild gesucht Der Benutzer Bernd Winnig wünscht sich an dieser Stelle ein Bild. Weitere Infos zum Motiv findest du vielleicht auf der Diskussionsseite . Falls du dabei helfen möchtest, erklärt die Anleitung , wie das geht. |
| Manchester                | Manchester Opera House               | Das Manchester Opera House ist ein Theater- und Opernhaus in Manchester im Nordwesten von England. Es gehört zusammen mit dem Palace Theatre zu den wichtigsten Kultureinrichtungen der Stadt. Das Manchester Opera House wurde am Boxing Day 1912 eröffnet, seither finden regelmäßig Opern-, Ballett- und Musical-Aufführungen statt. Das Gebäude verfügt über 1.920 Sitze und war 1958 Ort der Europapremiere des Musicals West Side Story. | Website            | |
| Manchester                | Royal Northern College of Music      | Das Royal Northern College of Music (RNCM) ist ein Konservatorium in Manchester in Großbritannien. Es liegt an der Oxford Road in der Innenstadt von Manchester und am westlichen Rand des Campus der Universität Manchester. Zusätzlich zur Hochschulbildung bietet das RNCM Konzerte, Opern und andere musikalische Veranstaltungen. Die Wurzeln des Konservatoriums entstanden im späten 19. Jahrhundert mit dem Royal Manchester College of Music von Sir Charles Hallé. Das heutige RNCM entstand durch die Vereinigung des Royal Manchester College of Music und der Northern School of Music im Jahr 1973. | Website            | |
| Newcastle upon Tyne       | Tyne Theatre and Opera House         | Das Tyne Theatre and Opera House ist ein Theater im englischen Newcastle upon Tyne. Es handelt sich um ein denkmalgeschütztes Gebäude, das von English Heritage als „in den Top 4 % der denkmalgeschützten Gebäude“ eingestuft wurde und vom Theatres Trust mit drei Sternen bewertet wird. Es wurde 1867 eröffnet. | Website            | |
| Newtown                   | Mid Wales Opera                      | Die Mid Wales Opera (MWO) ist eine Opernkompagnie mit Sitz im walisischen Newtown. | Website            | Bild gesucht Der Benutzer Bernd Winnig wünscht sich an dieser Stelle ein Bild. Weitere Infos zum Motiv findest du vielleicht auf der Diskussionsseite . Falls du dabei helfen möchtest, erklärt die Anleitung , wie das geht. |
| Oxford                    | New Chamber Opera                    | Die New Chamber Opera (NCO) ist eine professionelle Opernkompagnie mit Sitz in Oxford im Vereinigten Königreich. Sie ist auf die Bereiche Kammeroper und Musiktheater spezialisiert und produziert selten gespielte Werke von der Barockzeit bis zur Gegenwart. Sie ist Mitglied des Opera and Music Theatre Forum. | Website            | Bild gesucht Der Benutzer Bernd Winnig wünscht sich an dieser Stelle ein Bild. Weitere Infos zum Motiv findest du vielleicht auf der Diskussionsseite . Falls du dabei helfen möchtest, erklärt die Anleitung , wie das geht. |
| Oxford                    | Opera della Luna                     | Opera della Luna ist eine britische Tourentheatergruppe, die 1994 gegründet wurde. | Website            | Bild gesucht Der Benutzer Bernd Winnig wünscht sich an dieser Stelle ein Bild. Weitere Infos zum Motiv findest du vielleicht auf der Diskussionsseite . Falls du dabei helfen möchtest, erklärt die Anleitung , wie das geht. |
| Oxford                    | Opera Lyrica                         | Opera Lyrica ist eine Opernkompagnie mit Sitz im englischen Oxford. Sie wurde im Mai 2012 von Paola Cuffolo (künstlerischer Leiter) und Nick Simpson (Generaldirektor) gegründet. | Website            | Bild gesucht Der Benutzer Bernd Winnig wünscht sich an dieser Stelle ein Bild. Weitere Infos zum Motiv findest du vielleicht auf der Diskussionsseite . Falls du dabei helfen möchtest, erklärt die Anleitung , wie das geht. |
| Powys                     | Adelina Patti Theatre                | Das Adelina Patti Theatre ist ein denkmalgeschütztes Opernhaus. Es wurde als privates Auditorium von AdelinaPatti erbaut und von den Swansea-Architekten Bucknall und Jennings entworfen. | Website            | |
| Redhill                   | Harlequin Theatre and Cinema         | Das Harlequin Theatre and Cinema ist ein Theater, Kino und Konferenzzentrum in Redhill in der englischen Grafschaft Surrey. | Website            | Bild gesucht Der Benutzer Bernd Winnig wünscht sich an dieser Stelle ein Bild. Weitere Infos zum Motiv findest du vielleicht auf der Diskussionsseite . Falls du dabei helfen möchtest, erklärt die Anleitung , wie das geht. |
| Saint Helier              | Jersey Opera House                   | Das Jersey Opera House ist ein Theater- und Opernhaus in La Vingtaine de la Ville, Saint Helier auf der Kanalinsel Jersey. | Website            | Bild gesucht Der Benutzer Bernd Winnig wünscht sich an dieser Stelle ein Bild. Weitere Infos zum Motiv findest du vielleicht auf der Diskussionsseite . Falls du dabei helfen möchtest, erklärt die Anleitung , wie das geht. |
| Salford                   | The Lowry                            | The Lowry ist ein Theater- und Galeriekomplex, der sich am Pier 8 der Salford Quays, im englischen Salford befindet. Der Komplex wurde am 12. Oktober 2000 von Königin Elizabeth II. offiziell eröffnet. | Website            | |
| St Andrews                | Byre Opera                           | Die Byre Opera ist eine Opernkompagnie im schottischen St Andrews in der Grafschaft Fife. Das Unternehmen wurde 2008 von Michael Downes als St Andrews Opera gegründet. Die Sänger des Unternehmens stammen hauptsächlich aus Studenten der Grund- und Aufbaustudiengänge, aber auch junge Berufstätige aus ganz Großbritannien, Universitätsmitarbeiter und Sänger aus der lokalen Gemeinschaft waren daran beteiligt. | Website            | Bild gesucht Der Benutzer Bernd Winnig wünscht sich an dieser Stelle ein Bild. Weitere Infos zum Motiv findest du vielleicht auf der Diskussionsseite . Falls du dabei helfen möchtest, erklärt die Anleitung , wie das geht. |
| Sunningwell (Oxfordshire) | Opera Anywhere                       | Die Opera Anywhere ist eine Opernkompagnie mit Sitz in Sunningwell (Oxfordshire). | Website            | Bild gesucht Der Benutzer Bernd Winnig wünscht sich an dieser Stelle ein Bild. Weitere Infos zum Motiv findest du vielleicht auf der Diskussionsseite . Falls du dabei helfen möchtest, erklärt die Anleitung , wie das geht. |
| Swansea                   | Swansea City Opera                   | Die Swansea City Opera ist eine Opernkompagnie, die im Mai 2004 in Swansea, Wales gegründet wurde. | Website            | Bild gesucht Der Benutzer Bernd Winnig wünscht sich an dieser Stelle ein Bild. Weitere Infos zum Motiv findest du vielleicht auf der Diskussionsseite . Falls du dabei helfen möchtest, erklärt die Anleitung , wie das geht. |
| Royal Tunbridge Wells     | Opera House (Royal Tunbridge Wells)  | Das Opera House in Royal Tunbridge Wells ist ein ehemaliges Opernhaus und heute ein Pub. | Website            | |
| Wakefield                 | Theatre Royal Wakefield              | Das Theatre Royal Wakefield ist ein Theater aus dem Jahr 1894 im englischen Wakefield. Das Theater war ursprünglich als Theatre Royal und Opera House bekannt und stammt aus den 1770er Jahren. Das heutige Theater wurde 1894 als Wakefield Opera House vom Theaterarchitekten Frank Matcham entworfen und für 13.000 £ erbaut. Das Theatre Royal Wakefield ist der kleinste erhaltene Theaterbau von Frank Matcham. | Website            | |
| Warwickshire              | Armonico Consort                     | Das Armonico Consort ist ein britisches Unternehmen mit Sitz in Warwickshire, das 2001 vom Dirigenten und Organisten Christopher Monks gegründet wurde und sich auf die Produktion von Aufführungen der Renaissance- und Barockmusik spezialisiert hat. | Website            | Bild gesucht Der Benutzer Bernd Winnig wünscht sich an dieser Stelle ein Bild. Weitere Infos zum Motiv findest du vielleicht auf der Diskussionsseite . Falls du dabei helfen möchtest, erklärt die Anleitung , wie das geht. |
| West Horsley Place        | Grange Park Opera                    | Die Grange Park Opera ist eine professionelle Opernkompagnie mit Sitz am West Horsley Place in Surrey, England. Das 1998 von Wasfi Kani, OBE und Michael Moody gegründete Unternehmen, veranstaltet jährlich ein Opernfestival in einem preisgekrönten Theater mit Platz für 550 Personen in The Grange, Hampshire. | Website            | Bild gesucht Der Benutzer Bernd Winnig wünscht sich an dieser Stelle ein Bild. Weitere Infos zum Motiv findest du vielleicht auf der Diskussionsseite . Falls du dabei helfen möchtest, erklärt die Anleitung , wie das geht. |
| York                      | Grand Opera House (York)             | Das Grand Opera House ist ein Theater in York, England. Es wird als Teil der Ambassador Theatre Group betrieben. | Website            | |